# Abessinienkrieg
Invasion Abessiniens –  Weihnachtsoffensive – Ganale Doria – 1. Tembien – Amba Aradam – 2. Tembien – Shire – Mai Ceu – Ogaden – Addis Abeba
Der Abessinienkrieg war ein völkerrechtswidriger Angriffs- und Eroberungskrieg des faschistischen Königreichs Italien gegen das Kaiserreich Abessinien (Äthiopien) in Ostafrika. Der am 3. Oktober 1935 begonnene bewaffnete Konflikt war der letzte und größte koloniale Eroberungsfeldzug der Geschichte. Gleichzeitig handelte es sich um den ersten Krieg zwischen souveränen Staaten des Völkerbundes, den ein faschistisches Regime zur Gewinnung neuen „Lebensraums“ (spazio vitale) führte. Damit löste Italien die schwerste internationale Krise seit dem Ende des Ersten Weltkrieges aus.
Der italienische Überfall startete ohne Kriegserklärung mit einer Zangenoffensive: im Norden von der Kolonie Eritrea aus und im Süden aus Italienisch-Somaliland. Die abessinischen Streitkräfte leisteten erbitterten Widerstand, konnten das Vordringen der zahlenmäßig, technisch und organisatorisch überlegenen italienischen Invasionsarmee aber letzten Endes nicht stoppen. Nach dem Fall der Hauptstadt Addis Abeba erklärte Italien am 9. Mai 1936 den Krieg für beendet und gliederte Abessinien formal in die neugebildete Kolonie Italienisch-Ostafrika ein. Tatsächlich kontrollierten die Italiener zu diesem Zeitpunkt nur ein Drittel des abessinischen Territoriums; Kämpfe mit Resten der kaiserlichen Armee dauerten noch bis zum 19. Februar 1937 an. Anschließend führte der abessinische Widerstand einen Guerillakrieg, der mit dem italienischen Kriegseintritt in den Zweiten Weltkrieg am 10. Juni 1940 in den Ostafrikafeldzug überging und mit dem vollständigen Sieg der alliierten-abessinischen Befreiungstruppen am 27. November 1941 endete.
In der Militärgeschichte markierte der Abessinienkrieg den Durchbruch einer neuen, besonders brutalen Form der Kriegsführung. Italien setzte im großen Stil chemische Massenvernichtungswaffen ein und führte den bis dahin massivsten Luftkrieg der Geschichte. In dessen Rahmen wurden auch gezielt die Zivilbevölkerung sowie Feldlazarette des Roten Kreuzes angegriffen. Im italienischen Besatzungsgebiet errichtete Vizekönig Rodolfo Graziani (1936–1937) eine Terrorherrschaft, während der die Eliten des alten Kaiserreiches von den Faschisten systematisch ermordet wurden. In der Forschung wird in diesem Zusammenhang auch vom „ersten faschistischen Vernichtungskrieg“ gesprochen, der mit der Anfangsphase des späteren deutschen Besatzungsterrors in Polen verglichen wird. Auch nach Grazianis Abberufung ging die italienische Besatzungsmacht weiterhin mit chemischen Kampfstoffen brutal gegen „Rebellen“ vor, außerdem wurde unter Vizekönig Amedeo von Savoyen-Aosta (1937–1941) ein rassistisches Apartheidsystem ausgebaut. Insgesamt kamen infolge der italienischen Invasion von 1935 bis 1941 etwa 330.000 bis 760.000 Abessinier ums Leben, die Verluste der Italiener betrugen etwa 25.000 bis 30.000 Tote. Damit zählt der Abessinienkrieg neben dem Algerienkrieg zu den opferreichsten militärischen Konflikten in Afrika, die bisher dokumentiert wurden.
Nach 1945 bemühte sich Äthiopien um ein an die Nürnberger und Tokioter Prozesse angelehntes internationales Tribunal für italienische Kriegsverbrecher, scheiterte damit jedoch nicht nur am Widerstand Italiens, sondern insbesondere an dem der westlichen Alliierten. Somit wurde keiner der italienischen Täter für die in Äthiopien begangenen Kriegsverbrechen juristisch belangt. Den systematischen Einsatz von Giftgas gestand die italienische Regierung erst 1996 ein, und 1997 bat Staatspräsident Oscar Luigi Scalfaro in Äthiopien um Entschuldigung für das von 1935 bis 1941 verursachte Unrecht. Das heutige Äthiopien gedenkt mit zwei Nationalfeiertagen der faschistischen Fremdherrschaft: dem „Märtyrer-Tag“ am 19. Februar und dem „Befreiungstag“ am 5. Mai.

## Bezeichnung
In der deutschsprachigen Forschung hat sich für den italienischen Überfall auf das äthiopische Kaiserreich ab 1935 die Bezeichnung „Abessinienkrieg“ durchgesetzt, wobei seltener auch vom „Äthiopienkrieg“ gesprochen wird. In der italienischen Literatur wird er als der „Zweite Italienisch-Äthiopische Krieg“ behandelt, wobei als „Erster Italienisch-Äthiopischer Krieg“ der zwischen Italien und Äthiopien ausgetragene Konflikt von 1895/96 gilt. In der englischsprachigen Forschung werden die Bezeichnungen „Ethiopian war“ oder „War in Abyssinia“ verwendet, die bei ins Deutsche übersetzten Werken ebenfalls mit „Äthiopienkrieg“ wiedergegeben werden.

## Vorgeschichte

### Situation des Kaiserreiches Abessinien

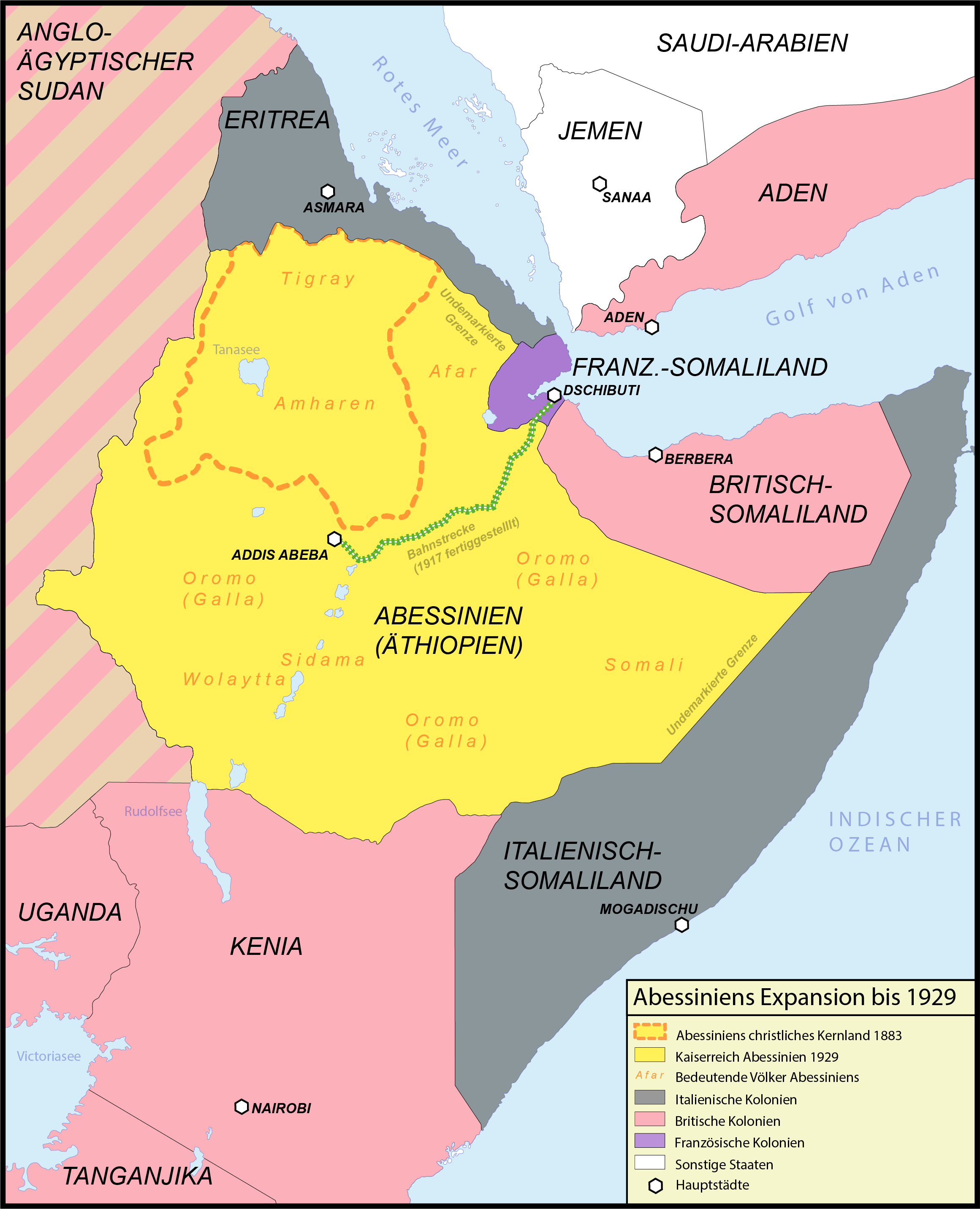
Karte mit Abessiniens christlichem Kernland (1883) und den Grenzen des Kaiserreiches nach der Expansion (1929)

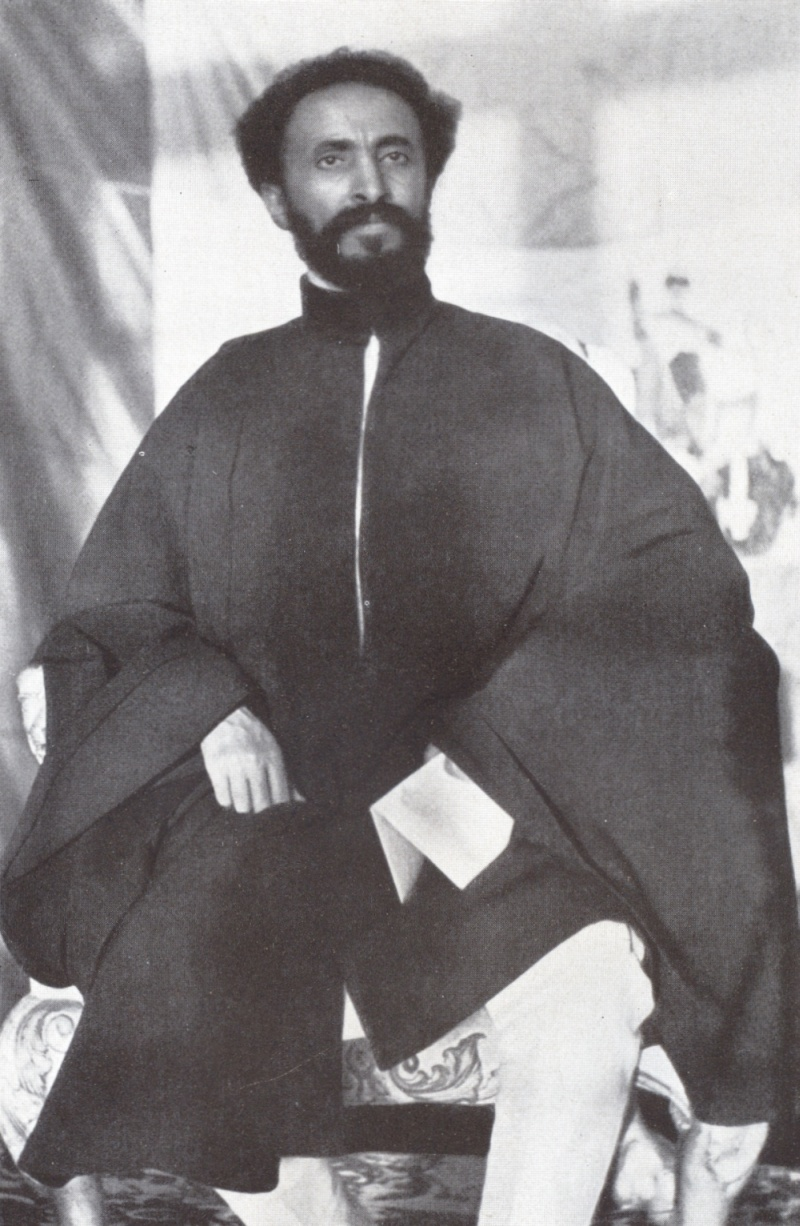
Kaiser Haile Selassie I. (1934)

Zur Zeit der italienischen Invasion galt das Kaiserreich Abessinien (Äthiopien) als „ältestes genuin afrikanisches Reich“. Sein altes Kernland in Nordäthiopien hatte sich aus der antiken Hochkultur des Reiches von Aksum entwickelt, dessen Bewohner bereits im 4. Jahrhundert zum Christentum konvertiert waren. Das von Wüsten und Trockensavannen abgeschirmte Hochland Abessiniens wurde politisch und kulturell von zwei staatstragenden Völkern dominiert: den Amharen und den Tigray. Seine heutigen Grenzen erhielt Äthiopien erst im Rahmen einer großangelegten Expansion, die vor allem unter Kaiser Menelik II. (1886–1913) stattfand. Die in seiner langen Regierungszeit erfolgten Eroberungen brachten Menelik II. den Ruf eines „schwarzen Imperialisten“ ein und ließen unzählige Völker und Stämme unter abessinische Herrschaft geraten, bis sich die christlichen Ethnien des nördlichen Hochlandes schließlich als Minderheit im eigenen Staat wiederfanden. Parallel dazu errichtete der Negus Negesti („König der Könige“) den modernen Kaiserstaat mit dem Amharischen als lingua franca, der 1886 gegründeten Hauptstadt Addis Abeba, der „Bank of Ethiopia“ mit einer nationalen Währung und weiteren Reformen.
Im Zeitalter des europäischen Imperialismus geriet auch die historische Eigenentwicklung des großäthiopischen Kaiserreiches in Gefahr. Jedoch gelang es der Armee von Menelik II. in der Schlacht von Adua 1896, den ersten italienischen Eroberungsversuch abzuwehren. Der Sieg über Italien sicherte die Unabhängigkeit des Reiches und sorgte dafür, dass Abessinien als einzigem afrikanischen Staat neben Liberia eine koloniale Fremdherrschaft erspart blieb. Das Schicksal des Landes wurde weiterhin von der amharischen und tigrinischen Oberschicht sowie der Äthiopisch-Orthodoxen Kirche bestimmt. Die eroberten, überwiegend muslimischen Stämme des Südens und Westens wurden von den christlichen Ethnien des Nordens versklavt, 1914 lebte schätzungsweise ein Drittel der gesamten Bevölkerung als Sklaven. Zusammenfassend gilt das Äthiopien des frühen 20. Jahrhunderts als ein großflächiger Vielvölkerstaat mit feudalähnlicher Gesellschaftsstruktur, als rückständiges Land mit einer schmalen ökonomischen Basis, einem vormodernen Bildungssystem, einem schlechten Verkehrssystem und einer Militärorganisation, die auf einem feudalen Fuß- und Reiteraufgebot fußte. Zudem herrschte ein konfliktreiches Nebeneinander zwischen dem dominierenden Norden und den übrigen Reichsteilen, zwischen der Zentralregierung in Addis Abeba und den Völkern in der Peripherie.
Der seit 1916 als Regent wirkende Ras Tafari Makonnen setzte den Kurs der autoritären Modernisierung fort. Er wirkte nominell unter Kaiserin Zauditu, einer Tochter Meneliks, stieg jedoch während seiner 14-jährigen Regentschaft zum starken Mann der Monarchie auf. Als Vorbild für seine radikalen Reformen diente ihm Japans Weg in die Moderne. Innenpolitisch modernisierte Ras Tafari die Verwaltung, die Regierung und das Bildungssystem, wobei er eine gut ausgebildete Führungselite heranzog. Auch ließ er die Infrastruktur ausbauen und trat ab 1918 entschlossen gegen den Sklavenhandel auf. Im März 1924 hob seine Regierung die Sklaverei offiziell auf. Mit dem Verbot verschwand die Sklaverei in Äthiopien nicht sofort, jedoch entschärfte es ein großes Imageproblem, das dem Ansehen Abessiniens in der Welt bislang schwer geschadet hatte. Außenpolitisch betrieb der fließend Französisch sprechende Regent von Anfang an eine Anlehnung an die Westmächte, die darauf abzielte, Abessinien aus seiner Isolation zu lösen. Belohnt wurde dieser Kurs 1923, als das Kaiserreich voll berechtigt in den Völkerbund aufgenommen wurde und seine Unabhängigkeit endgültig international anerkannt war.
Nach Zauditus Tod 1930 zum neuen Kaiser gekrönt, nahm Ras Tafari den Thronnamen Haile Selassie I. („Macht der Dreifaltigkeit“) an und regierte Abessinien fortan allein. Dabei setzte er alles daran, die kaiserliche Zentralmacht gegenüber den konkurrierenden Provinzgewalten zu stärken. Abgestützt wurde dieser Prozess durch die Verfassung vom 16. Juli 1931. Angelehnt an Japans Konstitution von 1889, handelte es sich um die erste geschriebene Verfassung des Kaiserreichs Abessinien überhaupt. In nie da gewesener Weise stärkte sie das Entscheidungsvorrecht des Kaisers und konzentrierte alle Macht in seinen Händen, womit er nun einem absolutistischen Monarchen glich. Die Thronfolge wurde auf Haile Selassies Familie beschränkt und Abessinien damit in eine Erbmonarchie verwandelt. Die beiden Kammern des neu geschaffenen Parlamentes besaßen keine wirkliche Bedeutung. Zwar stärkte die Verfassung von 1931 die staatliche Einheit, doch das Reich verwandelte sich endgültig in eine Autokratie. In den letzten drei Jahren vor dem italienischen Überfall legte Haile Selassie I. ein besonderes Augenmerk auf den Bau von Telefonleitungen, und 1931 wurde die erste abessinische Radiostation eingerichtet. Gleichzeitig öffnete die Regierung Abessinien für den Weltmarkt und intensivierte die Handelsbeziehungen zum Ausland.

### Italienischer Kolonialismus und Faschismus

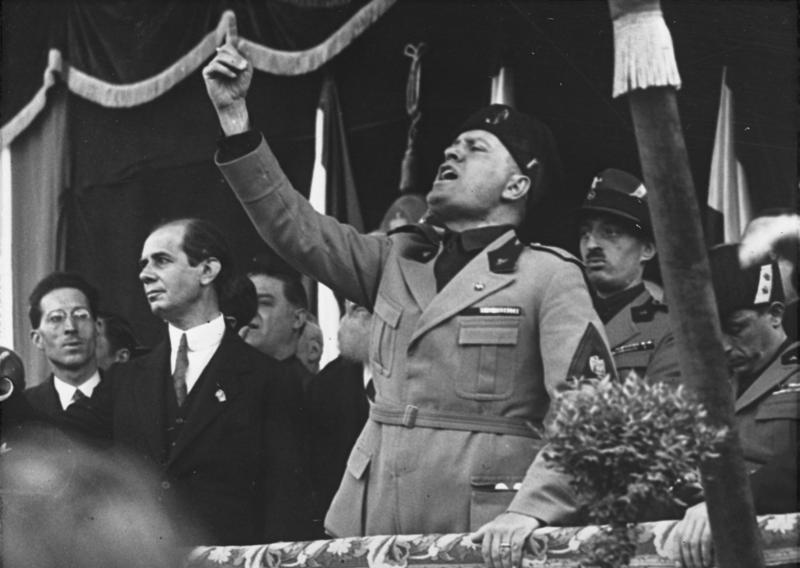
Italiens Diktator Benito Mussolini bei einer Rede in Mailand (1930)

Mit dem Machtantritt von Benito Mussolinis Faschisten 1922 erhielt der italienische Kolonialismus einen enormen Antrieb. In ihrer als politische Religion praktizierten Agenda forderten die Faschisten einen totalitären Staat und vertraten einen sozialdarwinistisch begründeten Rassismus, einen ausgeprägten Militarismus, eine Verherrlichung des Krieges sowie das Ideal, die Macht und den Ruhm des antiken Römischen Reiches wiederherzustellen. Damit wurde der italienische Angriff auf das äthiopische Kaiserreich nur zu einer Frage der Zeit. Abessinien hatte Italien 1896 in Adua militärisch gedemütigt und stand als Symbol für die permanente Frustration der kolonialen Ambitionen Italiens. Außerdem war Äthiopien noch unabhängig und stand somit für eine Eroberung offen. Dabei sollte die Eroberung Äthiopiens nur einen ersten Schritt in einem weit größeren imperialen Expansionsprogramm darstellen. Das ursprüngliche faschistische Ziel einer italienischen Vormachtstellung im Mittelmeer (mare nostrum) wurde seit den 1930er Jahren zunehmend von einem geplanten „Vorstoß an die Ozeane“ ersetzt.

Das goldene Liktorenbündel auf der schwarzen Parteifahne der Faschisten

Die italienischen Faschisten führten bereits in den 1920er Jahren sogenannte „Pazifizierungskriege“ gegen die abtrünnigen Kolonien Tripolitanien und Cyrenaika in Nordafrika (Zweiter Italienisch-Libyscher Krieg) sowie gegen Italienisch-Somaliland in Ostafrika (Kolonialkrieg in Italienisch-Somaliland). Insbesondere der Krieg in Libyen wurde dabei zu einem Testfeld für neue Kriegsmethoden und Waffen sowie zu einer „Schule der Gewalt“. So wurden in Libyen bereits 1923 erstmals chemische Kampfstoffe aus der Luft abgeworfen, außerdem gehörten willkürliche Massenhinrichtungen zu den Repressionsmaßnahmen. Insgesamt fielen dem Kolonialkrieg etwa 100.000 der rund 800.000 Libyer zum Opfer, davon etwa 40.000 in italienischen Konzentrationslagern während des Genozids in der Cyrenaika. Im März 1932, nur wenige Wochen nach Abschluss der Militäroperationen in Libyen, unternahm Kolonialminister Emilio De Bono eine mit Mussolini abgestimmte Reise nach Eritrea, um die dortige Situation für einen künftigen Krieg gegen Abessinien zu erörtern. Trotz seines kritischen Fazits, dass eine „bewaffnete Intervention“ eine lange Vorbereitungszeit erfordern und Unsummen verschlingen würde, gelangte De Bono in den kommenden Wochen nach seiner Rückkehr in Italien zur Ansicht, dass Italien seine „koloniale Zukunft“ in Ostafrika suchen müsse. Im Sommer 1932 beauftragte De Bono den Kommandeur der italienischen Truppen in Eritrea mit der Ausarbeitung einer militärischen Angriffsplanung gegen Abessinien. Im Herbst 1932 verfügte De Bono zum zehnjährigen Jubiläum der faschistischen Machtübernahme über genügend Anschauungsmaterial und strategische Vorstudien, um bei Mussolini grünes Licht für einen umfassenden Militärschlag gegen das Kaiserreich Abessinien zu erwirken.

### Kriegsvorbereitungen

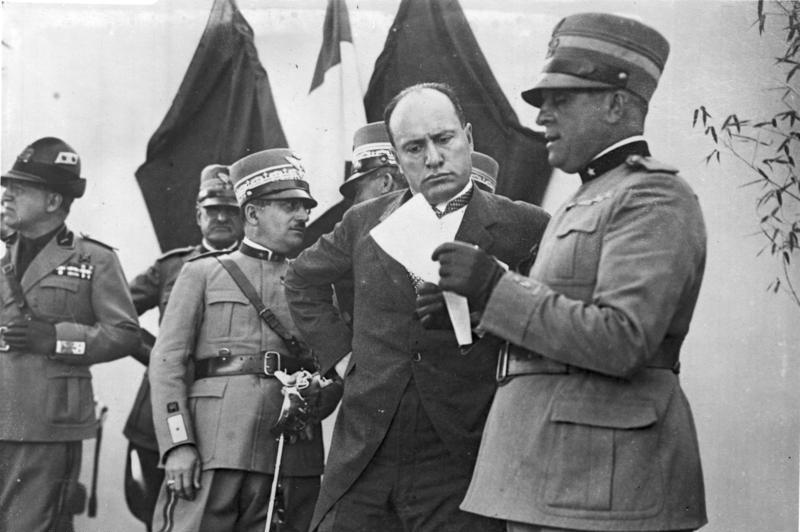
Mussolini inspiziert einen Flughafen in Mailand (1930)

Als Siegermacht des Ersten Weltkrieges konnte Italien in den 1920er Jahren die Entwicklung seiner militärischen Schlagkraft ungehindert vorantreiben. Besonders intensivierte Italien, dessen Chemiewaffen-Arsenal sich im Ersten Weltkrieg noch bescheiden ausgenommen hatte, seine Anstrengungen auf diesem Gebiet seit der Machtübertragung an die Faschisten. Am 10. Juli 1923 wurde ein direkt dem Kriegsministerium unterstellter „Chemischer Militärdienst“ (Servizio chimico militare) ins Leben gerufen, der alle, selbst zivile Forschungs- und Entwicklungsprojekte in diesem Bereich kontrollierte und koordinierte. Dieser Organisation gehörten schon bald ein Stab von rund 200 Offizieren und zahlreiche Wissenschaftler an, die in speziellen Forschungsabteilungen arbeiteten. Ganz im Unterschied zur Weimarer Republik, der die Herstellung und Einfuhr von chemischen Kampfstoffen durch den Friedensvertrag von Versailles strikt untersagt war, lief die chemische Aufrüstung Italiens keineswegs im Geheimen ab. Im Mai 1935 nahm Benito Mussolini auf dem Flugplatz Centocelle bei Rom an groß in Szene gesetzten Manövern teil, die ganz im Zeichen der chemischen Kriegsführung standen. Während dieser Übung demonstrierten Spezialstreitkräfte das Werfen von Gashandgranaten, Methoden zur Geländevergiftung, das Überwinden von Senfgas-Sperren durch gasgeschützte Truppen und die Entgiftung von verseuchtem Gelände. Auf dem Feld der chemischen Kampfstoffe hatten die italienischen Streitkräfte innerhalb weniger Jahre einen bemerkenswert hohen Stand erreicht. Mitte der 1930er Jahre galten sie in diesem Bereich weltweit als erstrangige Macht.

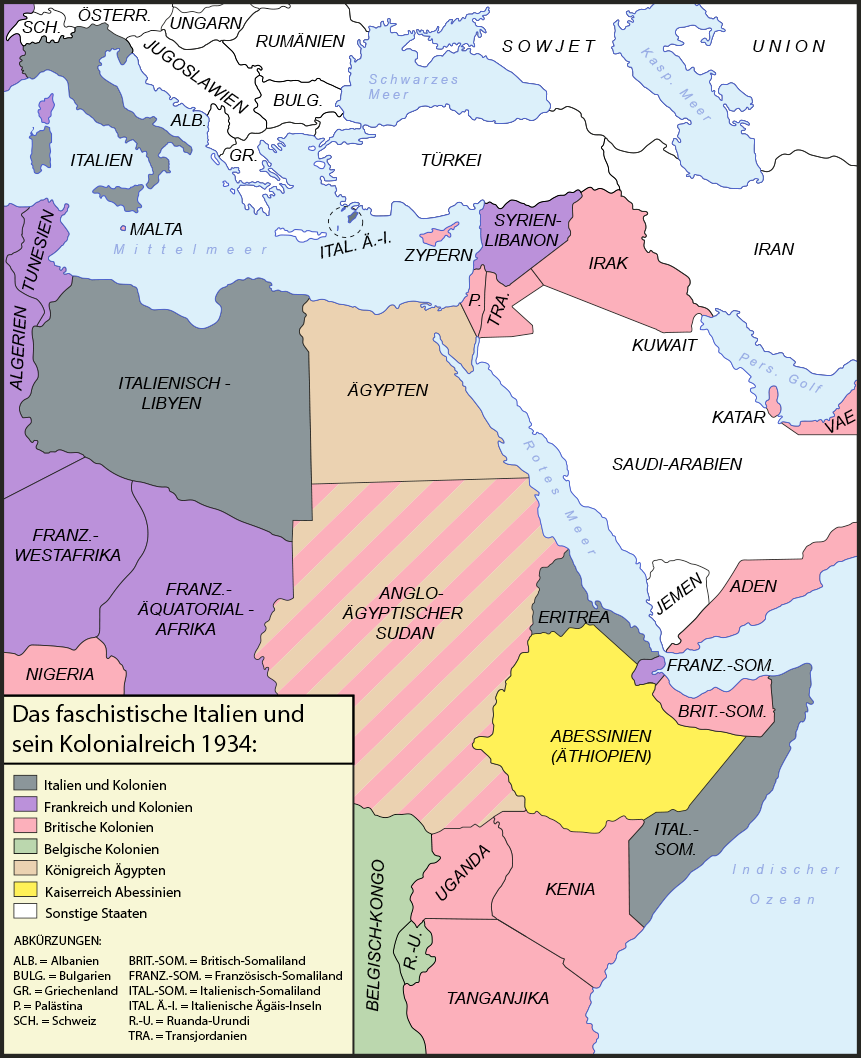
Lage Italiens mit seinen afrikanischen Kolonien und Abessiniens (1934)

Italienische Militärs planten bereits Anfang 1934, entgegen allen von Italien unterzeichneten internationalen Verträgen, den Einsatz von chemischen Kampfstoffen in einem Kriegsfall mit Äthiopien. Ende Dezember 1934 war es Mussolini, der die italienische Armee in einem Memorandum auf einen Giftgaseinsatz vorbereitete. Im April 1935 wurde der Aufbau von insgesamt 18 Depots für chemische Kampfstoffe in den italienischen Kolonien Eritrea und Somalia befohlen. Bereits im Februar hatte der italienische Luftwaffengeneral und Unterstaatssekretär im Luftfahrtministerium Giuseppe Valle (1886–1975) den Befehl erteilt, 250 Flugzeuge für den Abwurf von Giftgasbomben einsatzbereit zu machen. Im Sommer 1935 begann der Aufbau einer chemischen Kampfmitteltruppe für Ostafrika. Insgesamt wurden über 1700 Mann des Servizio chimico militare unter dem Kommando von General Aurelio Ricchetti für den Abessinienkrieg mobil gemacht.
In den 1930er Jahren leitete auch Abessinien Schritte zu einer Modernisierung des Heeres ein, das hinsichtlich Organisation und Bewaffnung mehr oder weniger auf dem Stand der Schlacht von Adua stehengeblieben war. Zur Hauptsache bestand es aus einem dezentral organisierten, von Provinzfürsten befehligten Reiter- und Fußaufgebot. Es setzte sich aus traditionell bewaffneten Kriegern zusammen, die wenig mit den modern ausgerüsteten Soldaten europäischer Landstreitkräfte gemein hatten. Daneben existierte als Kern eines stehenden Heeres eine Kaiserliche Garde von einigen Tausend Mann, die einzige gut ausgebildete und einigermaßen modern bewaffnete Einheit. Um die Ausbildung der Truppen zu professionalisieren, wurden belgische Instruktoren ins Land geholt und 1934 eine Militärakademie für Offiziersanwärter gegründet. Freilich besaß Abessinien keine eigenen Produktionsstätten für modernes Kriegsgerät. Deshalb erwarb die kaiserliche Regierung auf dem internationalen Waffenmarkt Gewehre, Maschinengewehre, Flugabwehrkanonen, Munition und einige veraltete Kampfflugzeuge. Trotzdem konnte von einer forcierten Aufrüstung nicht die Rede sein. Dafür waren die materiellen Ressourcen des Landes viel zu schmal.
Von Juli 1934 bis September 1935 traf das faschistische Italien diplomatische und ökonomische Vorbereitungen für den Krieg. Mussolini versuchte, die Zustimmung Großbritanniens und Frankreichs zu bekommen, und profitierte von jedem kleinen Grenzzwischenfall, um in Italien ein Klima nationalistischer Erregung herzustellen und mehr Soldaten zu mobilisieren. Die Wirtschaft wurde im Hinblick auf den Krieg durch eine Reihe von Maßnahmen neu organisiert: Am 31. Juli 1935 wurden strategisch wichtige Rohstoffe wie Kohle, Kupfer, Zinn und Nickel staatlich monopolisiert. Es wurde das „Allgemeine Kommissariat für die Kriegsproduktion“ eingerichtet, in dessen Zuständigkeit nun 876 Fabriken und 580.000 italienische Arbeiter fielen. Am 6. Juli 1935 erklärte Mussolini gegenüber seinen Soldaten in der Stadt Eboli: „Wir pfeifen auf alle Neger der Gegenwart, Vergangenheit und Zukunft und deren eventuelle Verteidiger. Es wird nicht mehr lange dauern, und die fünf Erdteile werden das Haupt vor dem faschistischen Willen beugen müssen.“ Historiker stufen den Abessinienkrieg in weiterer Folge als den ersten Krieg des faschistischen Italiens ein, der offen mit einer Lebensraum-Politik begründet wurde. Zwar wurde der Begriff „Lebensraum“ (spazio vitale) in dieser Form von Mussolini erst 1936 definitiv festgelegt. Roger Griffin (1995) ordnet jedoch bereits Mussolinis Artikel in der faschistischen Parteizeitung Il Popolo d’Italia vom 31. Juli 1935 in diesen Kontext ein, in dem er „lebensnotwendige Bedürfnisse des italienischen Volkes“ als einen der beiden Hauptgründe für die Sinnhaftigkeit des Angriffskrieges nennt. Alfred J. Rieber (2022) hingegen ordnet erst Mussolinis Artikel vom 11. Oktober 1935 als offenes Bekenntnis zur Lebensraum-Politik ein, in dem der „Duce“ den Krieg gegen das ostafrikanische Kaiserreich offen mit dem „Bedarf an Raum für die Vitalität der eigenen Bevölkerung“ begründete (necessità di spazio per l’esberanza dell apropria popolazione).
1935 zählte die äthiopische Armee etwa 200.000 Mann, einige hundert Maschinengewehre, wenige Artilleriegeschütze und eine Handvoll Flugzeuge. Auf italienischer Seite unterstanden dem Kolonialminister und Obersten Befehlshaber, General Emilio De Bono, im Herbst 1935 insgesamt 170.000 italienische Soldaten, 65.000 afrikanische Kolonialtruppen (Askaris) und an die 38.000 Arbeiter. Unter seinem Nachfolger, Marschall Pietro Badoglio, kämpften und arbeiteten im März 1936 rund 330.000 italienische Soldaten, 87.000 Askaris und an die 100.000 italienische Arbeiter. Die logistischen Mittel umfassten 90.000 Lasttiere und 14.000 motorisierte Fahrzeuge verschiedener Kategorien vom Personenwagen bis zum Lastkraftwagen. Die Invasionsarmee des faschistischen Italien erhielt außerdem über den Seetransport 250 Panzer, 350 Flugzeuge und 1.100 Artilleriegeschütze. Der tägliche italienische Benzinverbrauch übertraf den gesamten Treibstoffverbrauch Italiens im Ersten Weltkrieg. Die italienische Kriegsmarine, die hauptsächlich für den Transport von Menschen und Bau- sowie Kriegsmaterial verantwortlich war, beförderte während des Krieges etwa 900.000 Menschen und mehrere Hunderttausend Tonnen Material.

## Der „Krieg der sieben Monate“ (1935–1936)

### Italienischer Vormarsch und Stellungskrieg

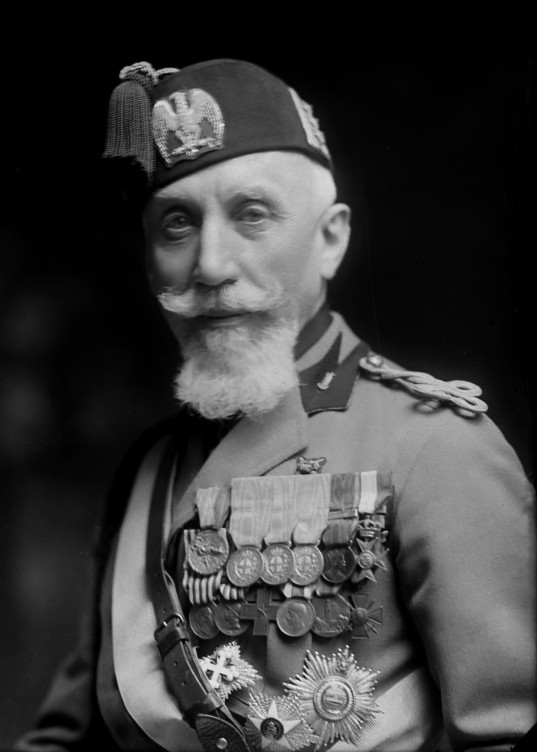
General Emilio De Bono, erster Oberkommandierender der italienischen Invasionsarmee

Ohne eine Kriegserklärung abzugeben, passierten die italienischen Verbände in der Nacht vom 2. auf den 3. Oktober 1935 den Fluss Mareb, der den Grenzverlauf zwischen Eritrea und Abessinien markierte. Ebenfalls am 3. Oktober begann die italienische Luftwaffe mit der Bombardierung der Operationsziele Adigrat und Adua. Kaiser Haile Selassie, der sich in der Hauptstadt Addis Abeba befand, hatte noch versucht, durch den Rückzug der Armee um 30 Kilometer eine Pufferzone zu schaffen, um eine militärische Eskalation zu vermeiden. Doch nach der Überschreitung der Grenze proklamierte der Negus seinerseits offiziell die Generalmobilmachung im Reich. Die drei italienischen Armeekorps zu je 30.000 Mann setzten sich zur gleichen Zeit in Bewegung, aber von verschiedenen Ausgangspunkten aus. Während das I. Armeekorps unter General Ruggero Santini vom eritreischen Senafe nach Adigrat vorrückte, zog das II. von General Alessandro Pirzio Biroli befehligte Armeekorps nach Adua und das eritreische Armeekorps von General Pietro Maravigna, das aus Askaris und italienischen Schwarzhemden zusammengesetzt war, bewegte sich in Richtung Inticho (Enticciò).
Auf abessinischer Seite übertrug Kaiser Haile Selassie das Oberkommando der Nordtruppen an Ras Kassa, einen der wichtigsten Würdenträger des Reiches. Unter dessen Oberbefehl fochten die Einheiten der Rase Immirù, Sejum und Mulughieta einen vorerst erfolglosen Abwehrkampf. Fast ungehindert durch die zuvor größtenteils zurückgezogenen abessinischen Kräfte, gelangen den Italienern in den ersten Tagen Erfolge von hoher Symbolkraft. Am 5. Oktober hissten Truppen von General Santini die italienische Trikolore auf dem Fort von Adigrat, das nach der Niederlage im Ersten Italienisch-Äthiopischen Krieg 1896 aufgegeben worden war. Am 6. Oktober wurde Adua eingenommen, dessen Eroberung eines der wichtigsten Ziele der italienischen Offensive darstellte. Eine Woche später fiel Axum, die Wiege der abessinischen Kultur. Die erste Phase des Krieges wurde im Norden unter De Bono am 8. November 1935 mit der Einnahme der Ortschaft Mekelle (Macallè) abgeschlossen. Dieser Schritt war in mehrfacher Hinsicht bedeutsam. Mit Mekelle war der Regierungssitz von Ost-Tigrè erobert worden, außerdem führten wichtige Karawanenverbindungen aus Dessiè und vom Asciangi-See ins Städtchen.

Das Kampfterrain Abessiniens
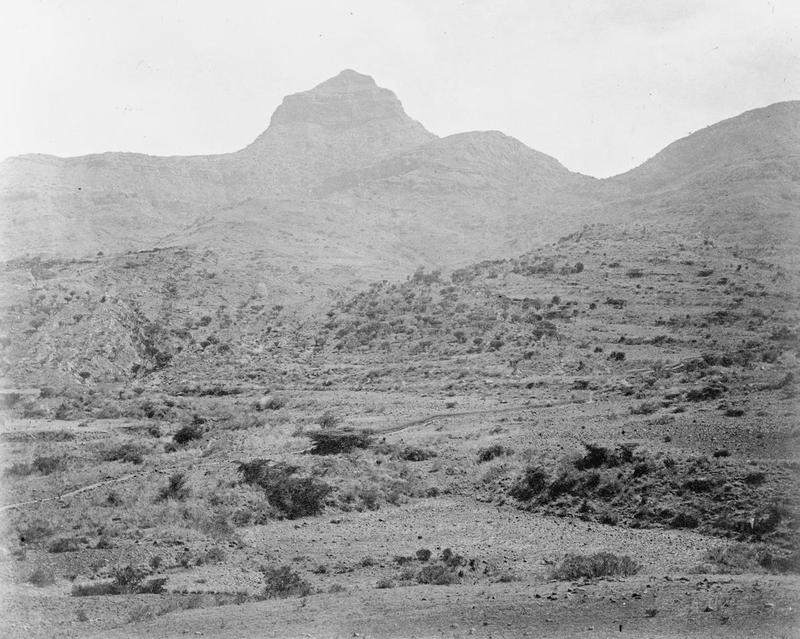
Alte Bildaufnahme des Amba Alagi Berges
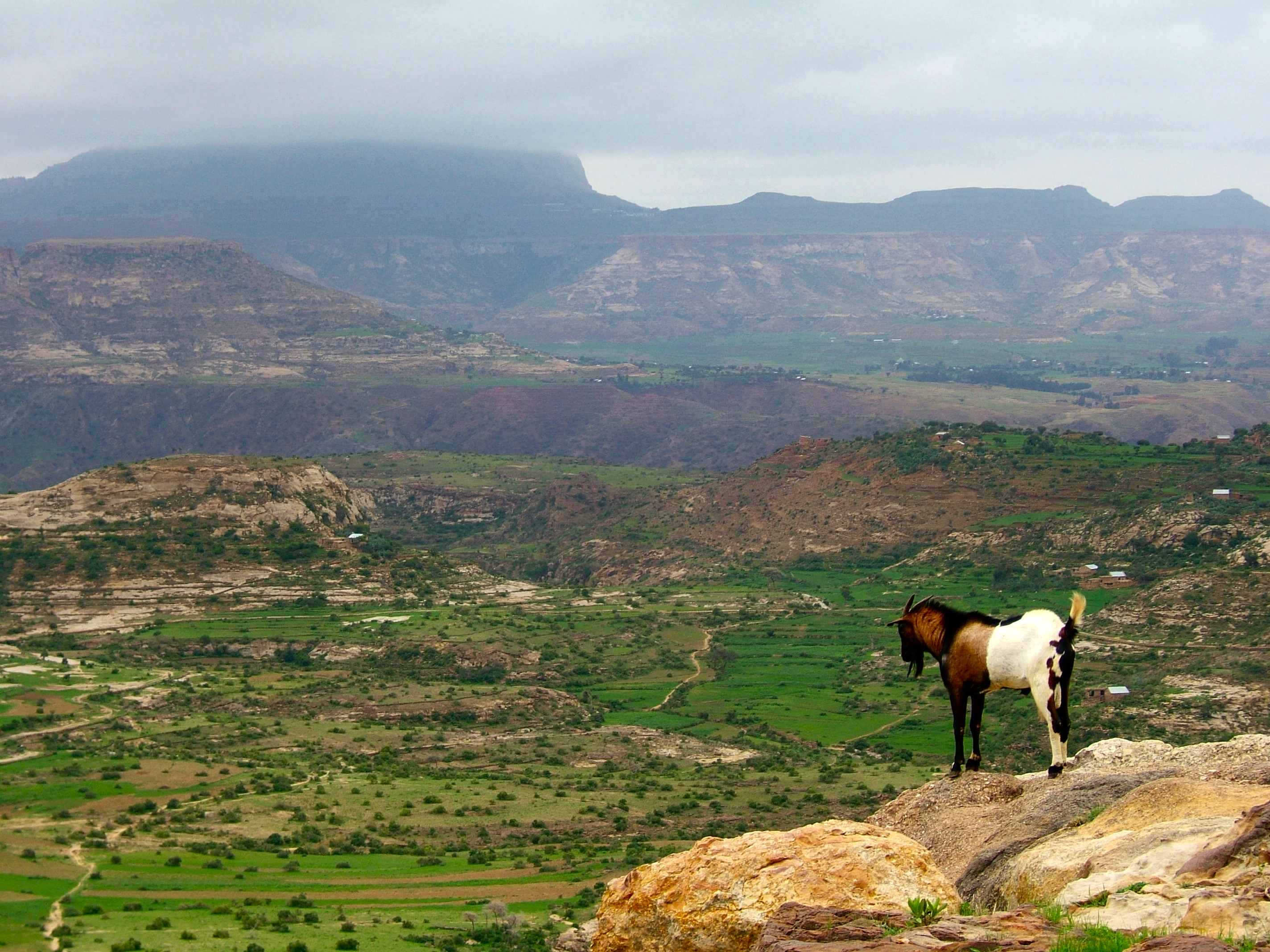
Das abessinische Hochland
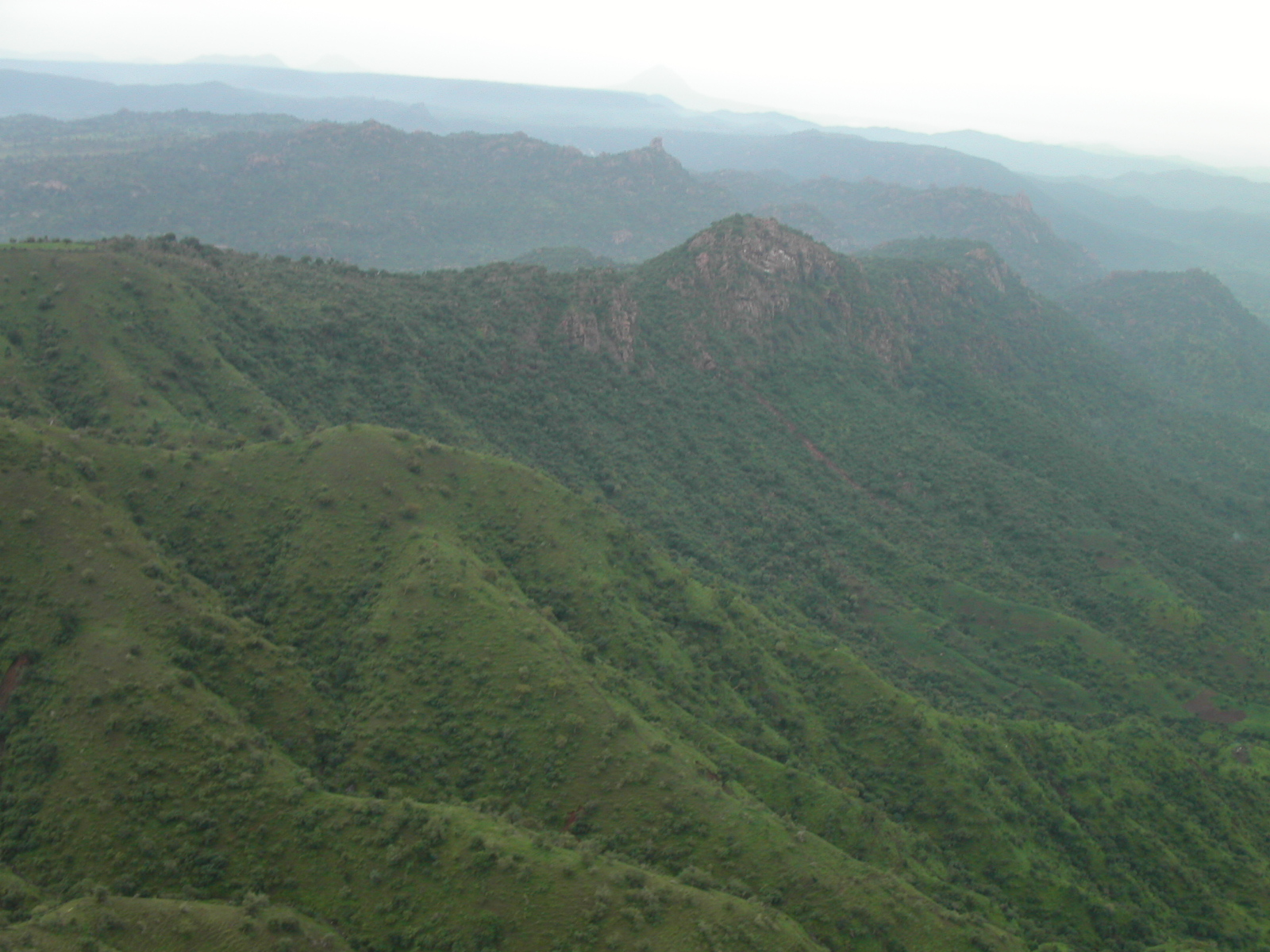
Abessinisches Gebirge in West-Tigray

Frontverlauf Oktober 1935 bis Februar 1936

Im Verhältnis zu den verfügbaren Kräften von 110.000 Mann hatte De Bono auf der Nordfront mit drei weit auseinander liegenden Angriffskeilen eine ziemlich ausgedehnte Frontlinie eröffnet. Nach den großen Geländegewinnen der ersten Kriegswochen sah er die vordringlichste Aufgabe darin, die eroberten Stellungen zu befestigen, die Verbindungen zwischen den Angriffskeilen zu sichern, Widerstandsnester auszulöschen und den Nachschub heranzuführen. Aus der Befürchtung heraus, durch einen weiteren Vormarsch gefährliche Umgehungsangriffe in den Rücken der eigenen Verbände zu provozieren, verlangsamte er Anfang November das Tempo des Angriffs und stoppte ihn Mitte November bei Mekelle ganz. Diese militärisch überlegte Vorgehensweise erregte den Unwillen Mussolinis, der sie als eigenmächtiges und unautorisiertes Abrücken von der Strategie des Offensivkrieges wertete. Am 11. November ordnete der Diktator an, De Bonos Einheiten sollten weitere 50 Kilometer bis zu dem Berg Amba Alagi vorrücken, also die Front auf insgesamt 500 Kilometer ausdehnen. Der alte General, der eine weitere Verlängerung der Operationslinie für einen militärischen „Fehler“ hielt, sträubte sich. Zwar gab Mussolini seinem faschistischen Weggefährten schließlich inhaltlich recht und hieß den vorläufigen Stillstand auf der Linie von Mekelle gut, De Bonos widersetzendes Auftreten hielt Mussolini aber für inakzeptabel, und deshalb ersetzte er ihn – noch zum Marschall befördert – am 14. November durch den amtierenden Generalstabschef Pietro Badoglio.
Die zweite Phase des Krieges währte von Mitte November bis Mitte Dezember 1935. Sie stand ganz im Zeichen eines Stellungskrieges. Dem neuen Oberbefehlshaber Badoglio war seine Ernennung am 15. November im Palazzo Venezia mitgeteilt worden. Begleitet von seinen beiden Söhnen, die als Piloten der Luftwaffe dienten, traf Badoglio vom Hafen in Neapel aus am 26. November in Massaua ein. Von dort aus begab er sich nach Adigrat, wo sich der Sitz des italienischen Oberkommandos befand. Nach einer Inspektionsreise, die er zu Beginn der Feindseligkeiten auf dem Kriegsschauplatz unternommen hatte, war der Generalstabschef bereits über die Lage in Ostafrika im Bilde. Er schätzte sie nicht viel anders ein als sein Vorgänger. Vorerst ordnete auch er keine neuen Offensiven an. Nachdem die ersten Kriegswochen das Invasionsheer an der Nordfront 200 Kilometer in feindliches Gebiet geführt hatten und der Aufmarsch der abessinischen Armee inzwischen abgeschlossen war, setzte Pietro Badoglio alles daran, die eroberten Gebiete gegen alle Eventualitäten zu sichern und die vorgeschobene Operationslinie bei Mekelle zu halten. Die kämpfende Truppe sollte nicht länger in der Luft schweben, begründete er seine Maßnahmen gegenüber dem Diktator.
Im Rahmen des Zweifrontenkrieges fiel den an der Südfront agierenden Verbänden in den Operationsplänen währenddessen die Aufgabe zu, feindliche Kräfte zu binden und damit die Erfolgschancen für den Hauptstoß im Norden zu verbessern. Dennoch setzte der im Wüstenkrieg erfahrene General Rodolfo Graziani von Beginn an alles auf die Offensive. Der ehrgeizige Offizier wollte sich nicht tatenlos damit abfinden, dass er als Kommandeur eines Nebenkriegsschauplatzes ausersehen worden war. Deshalb griffen seine Verbände auf der ganzen Frontbreite von 1.100 Kilometern an. Schon in den ersten Tagen besetzten sie Dolo und Oddo. Am 5. November wurde Gorrahei eingenommen. Dann trafen sie auf den Widerstand der abessinischen Südarmee. Unterstützt von starken Regenfällen, die die Erdstraßen aufweichten und für schweres Kriegsgerät unpassierbar machten, gelang es den Truppen von Ras Desta Damtù und Degiac Nasibù, den Vormarsch der feindlichen Verbände in das wüstenhafte Hochland des Ogaden zu stoppen.

### Abessinische Weihnachtsoffensive und Badoglios „Entgrenzte Kriegsgewalt“
Badoglio hatte den Oberbefehl von De Bono in einer strategisch schwierigen Lage übernommen. Seine Streitkräfte waren in zwei Teile aufgespalten, einen bei Adua und einen bei Mekelle. Obwohl nur 100 Kilometer voneinander entfernt, gab es keine direkte Kommunikation zwischen den beiden Truppenteilen. Die Einheiten bei Adua mussten über zwei Saumpfade versorgt werden, die von den Äthiopiern abgeschnitten werden konnten, und die Flanken der Truppen bei Mekelle waren weit offen. Während sich Badoglio nun auf die Flankensicherung konzentrierte, ließ er das Zentrum von nur vier Schwarzhemden-Divisionen bewacht. In dieser Situation begann Mitte Dezember die dritte Kriegsphase, die bis weit in den Januar 1936 hinein dauerte. Inmitten des Stellungskrieges, der auf italienischer Seite der Vorbereitung einer kriegsentscheidenden Großoffensive diente, gingen Truppen des kaiserlichen Nordheeres unter dem Kommando von Ras Kassa unerwartet zu Entlastungsangriffen über. Im Zentrum wurden die Schwarzhemden zurückgedrängt, und Badoglio musste zusätzliche eritreische Einheiten zur Verstärkung heranziehen.
Die italienischen Streitkräfte mussten einige ihrer Vorposten räumen, von ihnen kontrollierte Pässe aufgeben und sich aus bereits besetzten Ortschaften wieder zurückziehen. Besonders die von Ras Immirù befehligten Verbände stießen mit bis zu 40.000 abessinischen Soldaten an der rechten Flanke der Italiener weit in bereits verloren geglaubtes Gelände in der Provinz Tigray vor und kamen bis in die Nähe von Axum. Die Division „Gran Sasso“ musste sich bis nach Axum zurückziehen, während den Einheiten von Ras Immirù bei Dembeguinà sogar ein kleiner Sieg in einer Feldschlacht gelang. Immer stärker zeigte sich, dass die Italiener die Operationslinien bei ihrem schnellen Vormarsch überdehnt hatten und sie das rückwärtige Heeresgebiet noch keineswegs kontrollierten. Mit dem Einsetzen der abessinischen Gegenoffensive verstärkte sich auch die Partisanentätigkeit hinter den italienischen Linien. Überall drohten Hinterhalte. Am rechten Frontabschnitt wussten die italienischen Soldaten oft nicht, aus welcher Richtung die Abessinier angreifen würden. Diese konnten zeitweise beachtliche Erfolge erzielen und brachten die Invasoren an verschiedenen Frontabschnitten in arge Bedrängnis, was bei den Invasoren Erinnerungen an die Niederlage von Adua weckte.
In dieser entscheidenden Phase kam es zur „Entgrenzung der Krieges“. Um den äthiopischen Vormarsch zu stoppen, entschied sich Oberbefehlshaber Pietro Badoglio für einen chemischen Krieg großen Stils. Als Einheiten von Ras Immirù gerade dabei waren, den Takazze-Fluss zu überqueren, warfen am 22. Dezember Kampfflugzeuge erstmals Yperit-Bomben über menschliche Ziele ab. Dieser Einsatz war ohne offizielle Ermächtigung aus Rom erfolgt. Erst am 28. Dezember autorisierte Mussolini Badoglio offiziell dazu, den Abwurf von Giftgas jeder Art „auch im großen Umfang“ (anche su larga scala) anzuordnen. Bereits einige Tage zuvor hatte der Diktator General Rodolfo Graziani an der Südfront zum Einsatz von stark toxischen Substanzen ermächtigt. Dort flogen am 24. Dezember drei Caproni-Bomber den ersten Giftgasangriff. Bombardiert wurde eine vielköpfige, bei der Ortschaft Areri weidende Vieh- und Kamelherde. Von nun an wurde die chemische Massenvernichtungswaffe in die meisten italienischen Operationen integriert. Bis zum Fall von Addis Abeba kam es an beiden Fronten zu einem massiven und systematischen Einsatz von Giftgas. Obwohl sie den Konflikt letztlich nicht entschieden, leiteten die Yperit-Angriffe der Luftwaffe die Kriegswende ein. Sie brachten die abessinische Weihnachtsoffensive zum Stehen und halfen mit, den Weg in Richtung Süden freizubombardieren.

Frontverlauf Februar bis Mai 1936

Nachdem die abessinische Weihnachtsoffensive mit brutalsten Mitteln gestoppt worden war, begann Mitte Januar 1936 die vierte Phase des Krieges; sie dauerte bis zur Einnahme von Addis Abeba am 5. Mai. Eine stark brutalisierte Kriegsführung, zu der neben dem Ausbringen von chemischen Kampfstoffen auch das Abbrennen ganzer Landstriche, das Niedermetzeln der Viehherden und zahlreiche Massaker gehörten, prägte den Konflikt nun. Nachdem er seinen Nachschub gesichert und von Mussolini drei zusätzliche Divisionen erhalten hatte, war Badoglio bereit für seine Offensive. Ihm gegenüber standen drei äthiopische Armeen. Auf der rechten Flanke bei Adua stand Ras Immirù mit 40.000 Mann, im Zentrum Ras Kassa und Ras Sejum mit 30.000 Mann und auf der linken Flanke Ras Mulughieta mit 80.000 Mann. Zwischen Januar und Mai 1936 kam es zu massiven Zusammenstößen zwischen den Kriegsgegnern. An der Nordfront fanden die Erste Tembienschlacht, die Schlacht von Endertà (Inderta), die Zweite Tembienschlacht, die Schlacht bei Scirè und der Entscheidungskampf am Asciangi-See bei Mai Ceu (Maychew) statt. Bei letzterem wurde die Kaiserliche Garde aufgerieben.
Obwohl der Krieg an der Nordfront entschieden wurde, kam es auch im Süden und Südosten zu schweren Kämpfen. Anders als bei den abessinischen Befehlshabern im Norden, die zur traditionellen Führungsschicht des Kaiserreiches gehörten, standen General Graziani hier Kommandeure der jüngeren Generation gegenüber: Ras Desta Damtu im Süden und Dejazmach Nasibu Za-Emanuel als Gouverneur von Harrar im Südosten. Nach der Einnahme Neghellis starteten Grazianis italienische Truppen die große Offensive im Ogaden-Gebiet und eroberten die Stadt Harrar. In allen diesen Schlachten und Manövern bewährte sich auf italienischer Seite ein Zusammenspiel der Luftwaffe mit den motorisierten Bodentruppen und der leichten Infanterie. Die Italiener profitierten zudem von der relativ guten Organisation und Logistik. Der Nachschub erfolgte zu großen Teilen über die ausgebesserten und in Tag- und Nachtarbeit eilig erstellten Verbindungswege sowie über Luftbrücken.

### Völkerbund und internationale Reaktionen
Der Abessinienkrieg löste die schwerste internationale Krise seit Ende des Ersten Weltkrieges aus und stellte den Völkerbund vor die größte Bewährungsprobe seit seiner Gründung. In dem militärischen Konflikt standen sich zwei Mitgliedsstaaten gegenüber. Zum ersten Mal seit der japanischen Besetzung der Mandschurei 1931 sah sich der Völkerbund mit einem Rechtsbrecher konfrontiert, der sich über die Prinzipien der „zivilisierten Welt“ hinwegsetzte und das System kollektiver Sicherheit von Grund auf in Frage stellte. Nach Artikel 16 seiner Satzung bildete die Aggression einen Kriegsakt gegen die Völkergemeinschaft als Ganzes. Die äthiopische Regierung ließ nichts unversucht, um die italienischen Gewaltakte beim Völkerbund anzuzeigen und durch ihn verurteilen zu lassen. Dieses Vorgehen stellte für das militärisch unterlegene Land die einzig aussichtsreiche Strategie dar. Bereits wenige Wochen nach Ual-Ual bat Äthiopien den Völkerbund um Vermittlung und bemühte sich mehrere Monate lang um eine gewaltfreie Beilegung des Konflikts, an der Italien jedoch nie wirkliches Interesse zeigte.
Schon am 7. Oktober 1935 verurteilte die Völkerbundversammlung Italien als Aggressor und wies dem Land dadurch die Schuld am Ausbruch der Feindseligkeiten zu. Ein paar Tage später verhängte sie mit 50 Stimmen bei drei Enthaltungen, die von Italiens Nachbarstaaten Österreich, Ungarn und Albanien abgegeben wurden, auch Wirtschafts- und Finanzsanktionen. Sie traten am 18. November in Kraft, fielen allerdings gemessen an den möglichen Strafmaßnahmen so milde aus, dass sie Italien in seiner Kriegsführung nicht behinderten. Weder das Embargo auf Waffen, Munition und Kriegsgerät noch die Kreditsperre hatte eine starke Wirkung, und vom Handelsembargo waren ausgerechnet kriegswichtige Güter wie Öl, Eisen, Stahl und Kohle ausgenommen. Zudem konnte Italien alle benötigten Rohstoffe und Güter leicht bei Staaten erwerben, die nicht dem Völkerbund angehörten. Eine Sperrung des Suezkanals für italienische Kriegsschiffe oder eine Militärintervention zog in Genf niemand ernsthaft in Betracht.
Während der gesamten Dauer der Feindseligkeiten kam es zu mehreren Initiativen Abessiniens vor dem Völkerbund. In seinem Telegramm vom 30. Dezember 1935 protestierte Kaiser Haile Selassie I. erstmals scharf gegen die italienischen Giftgaseinsätze. Der Kaiser brandmarkte sie als „inhumanes Vorgehen“ und erhob die Beschuldigung, dass diese im Verein mit anderen Kriegsverbrechen auf die „systematische Vernichtung der Zivilbevölkerung“ zielten. Damit war der Ton vorgegeben, den fast alle diplomatischen Interventionen der kaiserlichen Regierung wie einen roten Faden durchzogen. Am Genfer Sitz des Völkerbundes brachte die abessinische Regierung über Wochen zwei konkrete Forderungen: Erstens bat sie um finanzielle Unterstützung, um auf dem Weltmarkt Waffen und Rüstungsgüter kaufen zu können. Zweitens forderte sie eine Ausdehnung der Sanktionen auf kriegswichtige Güter wie Öl, Eisen und Stahl.
In scharfem Kontrast zur Position der britischen und französischen Demokratien stand die Position des nationalsozialistischen Deutschland. Hitler hatte eine mit dem faschistischen Italien verwandte Ideologie übernommen. Mussolini war jedoch nicht bereit, eine deutsche Annexion Österreichs zu tolerieren, welche NS-Deutschland zum direkten Nachbarn Italiens am Brennerpass gemacht hätte. Der deutsche Diktator, der zur Expansion nach Österreich entschlossen war, kam zur Schlussfolgerung, dass Mussolini, sollte er in Abessinien siegreich sein, in einer ausreichend starken Position wäre, um Deutschlands Ambitionen entgegenzutreten. Solange seine Armee aber in einen afrikanischen Krieg verwickelt war, wäre er dazu nicht in der Lage. Hitler war daher bedacht darauf, den abessinischen Widerstand zu stärken, und antwortete deshalb wohlwollend auf Hilfsanfragen Abessiniens an die Deutschen. Damit war das Deutsche Reich praktisch das einzige Land, das Abessinien unterstützte. Ohne Wissen Mussolinis wurde Haile Selassies Armee von deutscher Seite mit drei Flugzeugen, über sechzig Kanonen, 10.000 Mausergewehren und 10 Millionen Patronen versorgt.

## Kriegsverlauf nach der Ausrufung des Imperiums

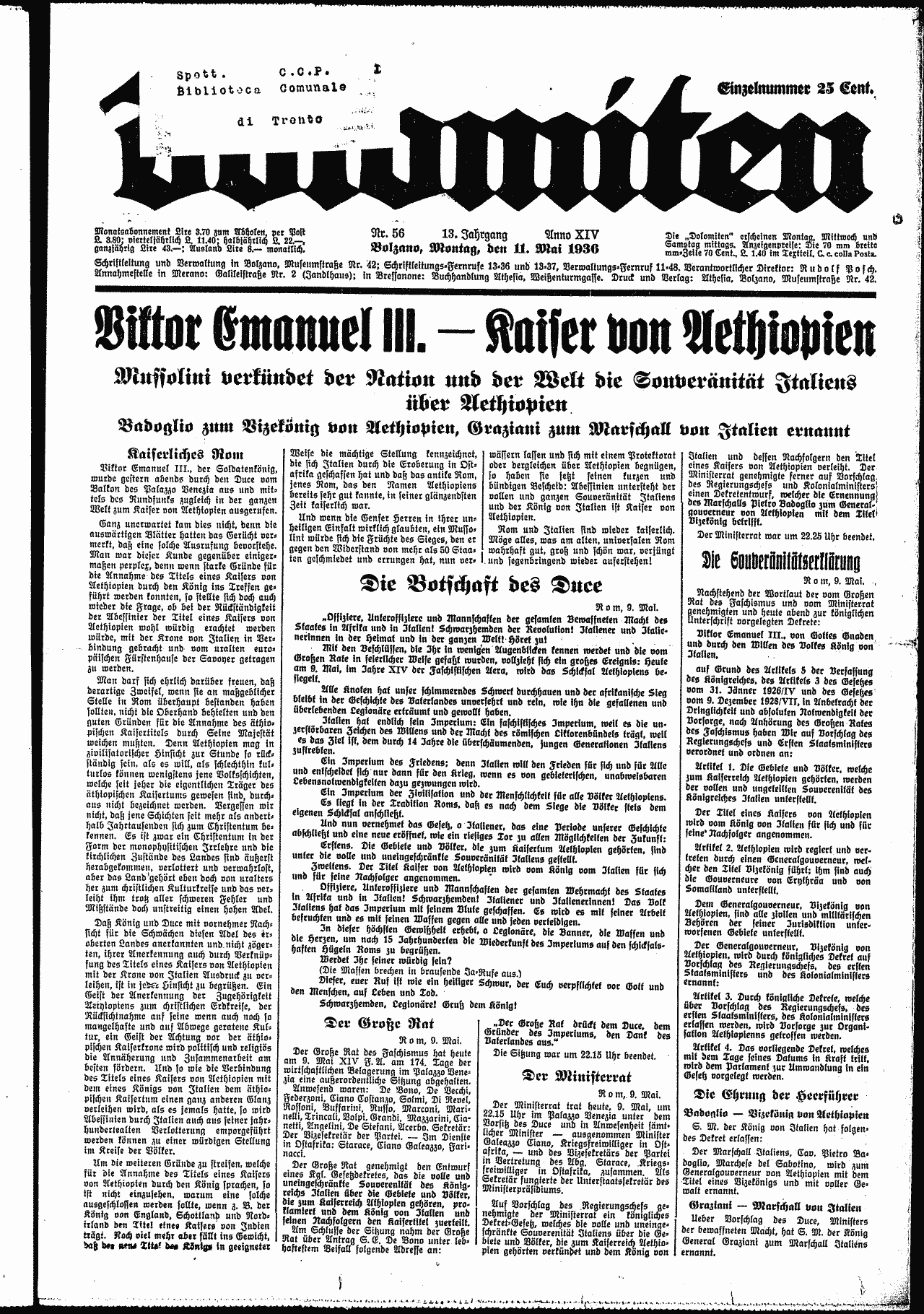
Schlagzeile der Südtiroler Tageszeitung Dolomiten mit propagandistischer Verkündung des faschistischen Imperiums und der Kaiserwürde für Viktor Emanuel III.

Die Ausrufung des italienischen Imperiums am 9. Mai 1936, mit der der italienische König Viktor Emanuel III. den Titel „Kaiser von Abessinien“ annahm, stellte eine diplomatische Zweckmäßigkeit dar, um vor der Welt die de jure Eroberung Abessiniens zu verkünden. Tatsächlich kontrollierten die Italiener zu diesem Zeitpunkt nur ein Drittel des abessinischen Territoriums, das aber die meisten großen Städte und einige wichtige Verkehrsachsen umfasste. Weiterhin standen riesige Gebiete in Zentral-, West- und Südäthiopien ganz unter abessinischer Kontrolle. Die in diesen Zonen verbliebenen abessinischen Truppen ergaben sich nicht, und auch die dortige Bevölkerung erkannte die Autorität der Besatzungsmacht nicht an. In den folgenden fünf Jahren bemühte sich Italien um eine Eroberung der restlichen Gebiete, in denen durchgehend etwa 25.000 Widerstandskämpfer unter Waffen standen. Weite Teile Nord- und Nordwest-Abessiniens entzogen sich jedoch dauerhaft der italienischen Kontrolle. Zur Eroberung und Kontrolle der abessinischen Gebiete standen Italien in den Jahren 1936, 1937 und 1938/39 jeweils 446.000, 237.000 bzw. 280.000 Soldaten zur Verfügung. Der äthiopische Widerstand nach Mai 1936, dessen Anhänger sich selbst „Patrioten“ (amharisch arbagnoch) nannten, lässt sich in zwei Phasen unterteilen: Die erste dauerte bis Februar 1937 und war im Wesentlichen eine Fortsetzung des Krieges. Dominierend waren dabei einige hohe Heerführer der kaiserlichen Armee, nämlich Ras Immirù, Ras Desta Damtù und die Gebrüder Kassa, die drei Söhne des ehemaligen Oberbefehlshabers an der Nordfront. Die anschließende zweite Phase war durch einen Übergang der Widerstandsbewegung zum Guerillakrieg geprägt, der meistens von Angehörigen des niederen abessinischen Adels angeführt wurde.

### Fortsetzung des regulären Krieges (1936–1937)
Nachdem Haile Selassie I. ins britische Exil geflohen war, wurde in der westäthiopischen Stadt Gore eine abessinische Gegenregierung gebildet. Diese stand in loser Verbindung mit dem Kaiser und hatte vor allem zwei Aufgaben: Einerseits sollte sie eine politische Gegeninstanz schaffen, welche die italienische Besatzungsherrschaft delegitimieren würde. Andererseits wurde sie mit der Organisation und Koordination des weitergehenden abessinischen Widerstands betraut. Offiziell geleitet wurde die Regierung in Gore von Bitwoded Wolde Tzadek. Die wichtigste Autoritätsperson war jedoch Ras Immiru, der als der fähigste General der abessinischen Armee galt, und den Kaiser Haile Selassie noch vor seinem Gang ins Exil zu seinem Vizekönig in Abessinien ernannt hatte. Der Ras wurde in Gore insbesondere von der Black Lions Organisation unterstützt – einer sich aus Militärs und zivilen Intellektuellen zusammensetzenden Widerstandsgruppe. Die Aktionen der „Patrioten“ verrieten ein beträchtliches Maß an Effizienz, ungeachtet der Tatsache, dass eine zentrale Koordinierung nie gelang.

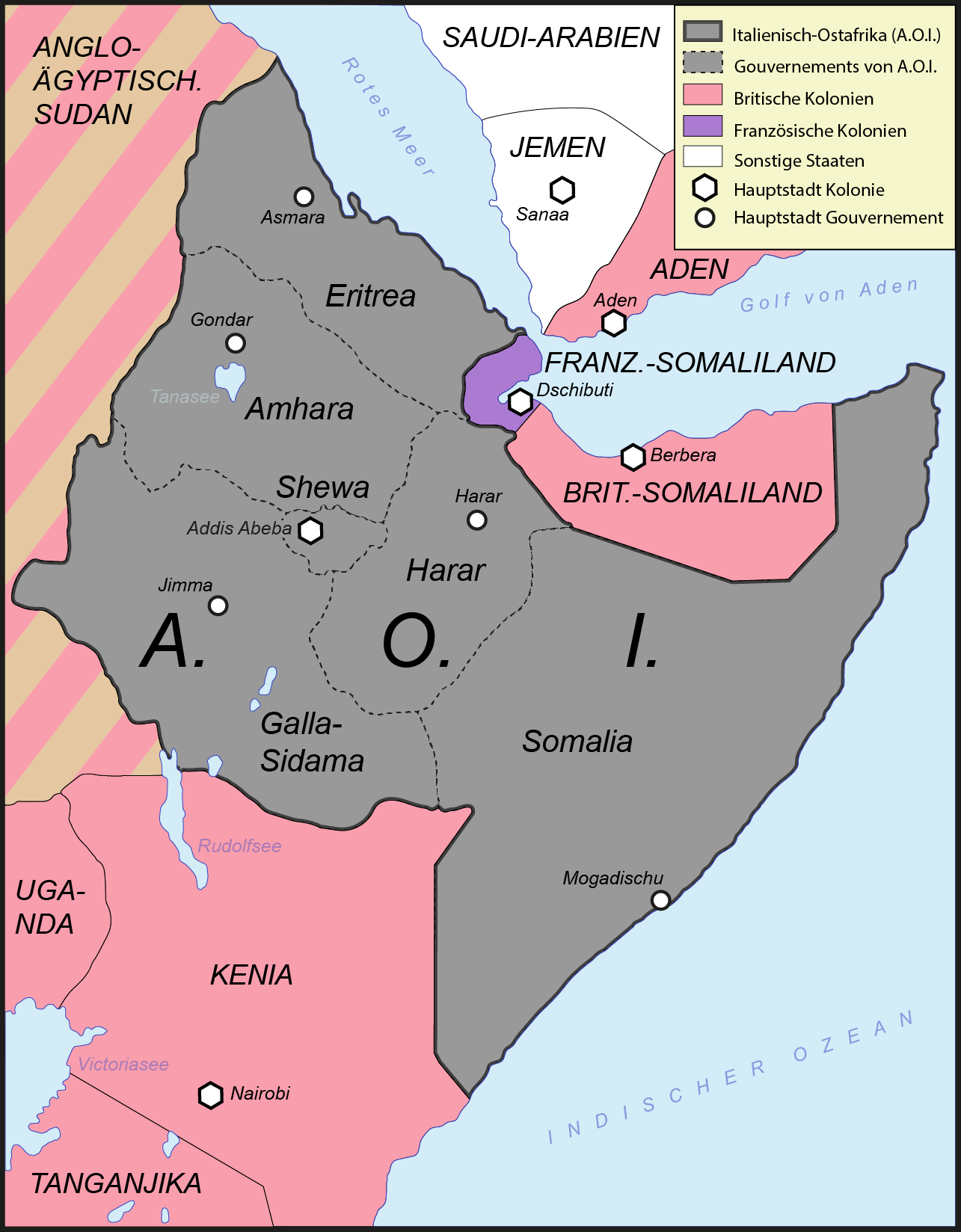
Administrative Einteilung von Italienisch-Ostafrika (A.O.I.)

Schon am 12. Mai, während Badoglio die Siegesparade in Addis Abeba abhielt, wurde eine Lastwagen-Kolonne der italienischen Luftwaffe von „Patrioten“ angegriffen und fast völlig zerstört. Zwei Tage später erfolgte eine ähnliche Aktion des Widerstands. Badoglio reagierte darauf mit der Entsendung von sechs eritreischen Bataillonen ins ländliche Umland der Hauptstadt, um „Vergeltungsmaßnahmen“ durchzuführen. Militäroperationen dieser Art wurden von Mussolini unterstützt, der Badoglio im Bezug auf die Vergeltungspolitik erklärte, dass „wir durch Exzess und nicht durch Mangel sündigen müssen“. Im Juni 1936 erhielt Graziani als neuer Vizekönig von Mussolini die Order, mit einem Schlag Südwest-Äthiopien zu besetzen, um die Anerkennung des italienischen Imperiums zu beschleunigen. Das von den Italienern als „Gouvernement Galla-Sidama“ bezeichnete Territorium war das landwirtschaftlich fruchtbarste Gebiet und verfügte über bedeutende Bodenschätze. Darüber hinaus war Großbritannien am Erhalt einer Einflusszone in dieser Region interessiert. Graziani stellte sich aufgrund mangelnder Truppen und der einsetzenden Regenzeit jedoch gegen eine schnelle Offensive. Er argumentierte, dass schon Addis Abeba nicht genug Truppen zur eigenen Verteidigung habe, und wegen der vom Regen beeinträchtigten Straßen sei auch die eintreffende Verstärkung nicht schnell genug vor Ort. Die Offensive gegen Südwest-Abessinien wurde daher auf Oktober nach dem Ende der Regenzeit verschoben.
Von Seiten des abessinischen Widerstands erfolgten mehrere ambitionierte Versuche, um Addis Abeba während der Regenzeit 1936 zurückzuerobern. Dadurch sollte der italienische Vormarsch nach Westäthiopien aufgehalten und die Regierung von Gore gestärkt werden. Den ersten Versuch unternahmen Ras Immiru und Wolde Tzadek, die im Juni aus den Städten Ambo bzw. Waliso auf die Hauptstadt vorrückten. Das Unternehmen scheiterte jedoch am Widerstand der lokalen Oromo-Bevölkerung, die den abessinischen Truppen den Durchmarsch verweigerte. Aufgrund der vorausgegangenen Unterdrückung im Kaiserreich waren die Oromo der Gore-Regierung gegenüber feindlich gesinnt. Ras Immiru musste sich mit seinen Soldaten nach Südwest-Äthiopien zurückziehen, wo er sich schließlich in Kaffa den Italienern ergab und nach Italien verschleppt wurde. Am 28. und 29. Juli 1936 erfolgte der zweite abessinische Angriff auf Addis Abeba, diesmal aus dem Nordwesten: Die beiden Kassa Brüder Aberra (Abarra) und Asfa Wassen, die Söhne Ras Kassas, die in ihrem Hauptquartier in der Stadt Fiche über 10.000 Soldaten verfügten, belagerten mit etwa 5.000 „Patrioten“ die Hauptstadt. Ihre Einheiten drangen bis ins Stadtzentrum vor, wo sie auf heftige Gegenwehr der verschanzten Besatzer stießen, und schließlich mit Hilfe der italienischen Luftwaffe zurückgedrängt wurden. Einen Monat später leitete am 26. August ein anderer abessinischer Kommandeur, Dejazmach Balcha, die dritte erfolglose Offensive aus dem Südwesten. Doch der Kampf um Addis Abeba hatte sichtbar gemacht, wie ungesichert die italienische Herrschaft nach wie vor war.

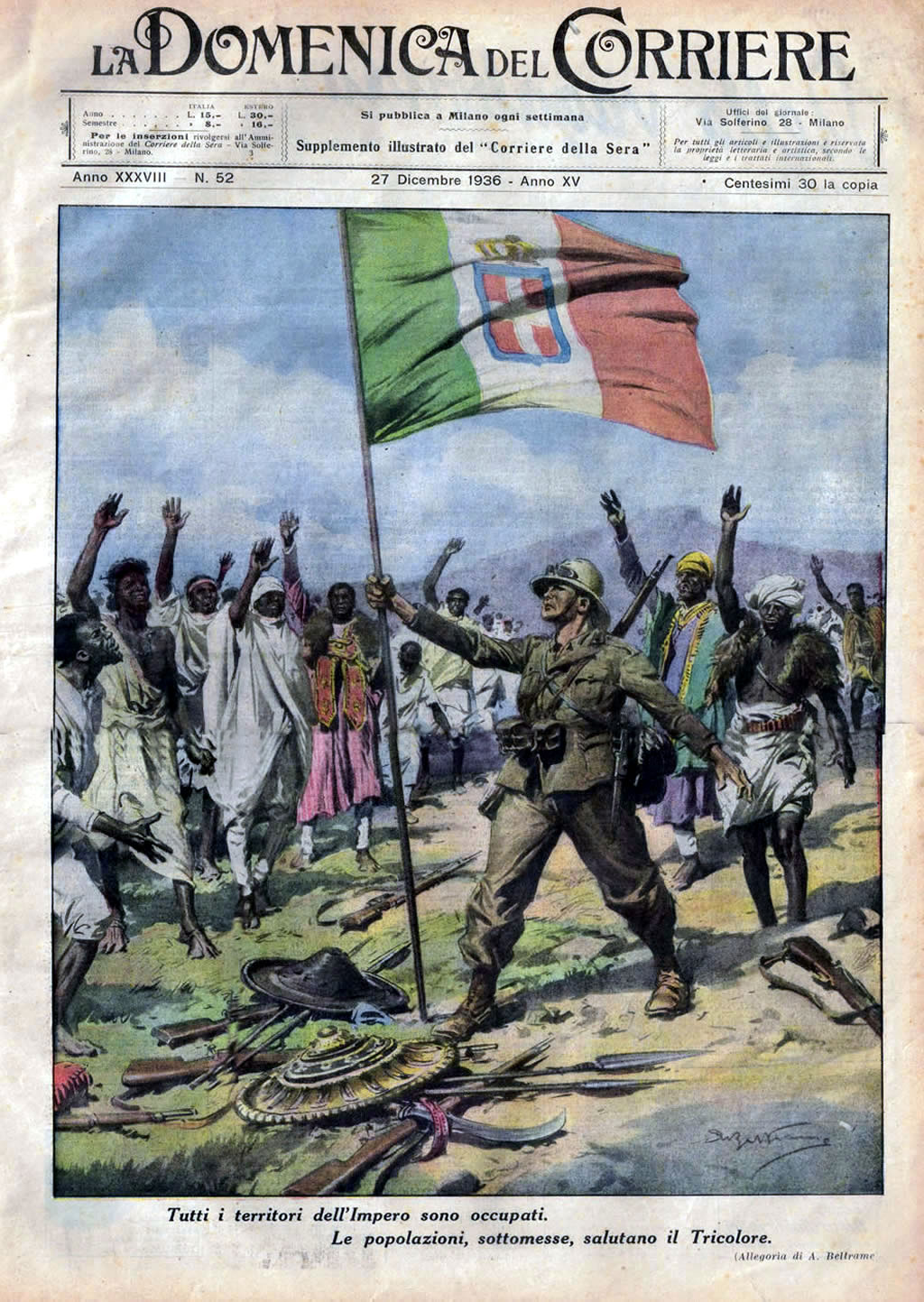
Verkündung der vollständigen Besetzung Äthiopiens im Dezember 1936 auf dem Titelblatt von La Domenica del Corriere

Um Überfälle dieser Art künftig zu verunmöglichen, ließ Vizekönig Graziani 1937 einen durch Maschinengewehrnester gesicherten Stacheldrahtzaun um die Hauptstadt ziehen, dessen Tore aus Sicherheitsgründen nur tagsüber geöffnet wurden. Nach dem Scheitern einer direkten Einnahme Addis Abebas versuchten die „Patrioten“, die Hauptstadt vom Nachschub über die Eisenbahnlinie nach Dschibuti abzuschneiden. Diese stellte während der Regenzeit die einzige und somit lebenswichtige Versorgungsroute dar. Unter Dejazmach Fikre Mariam griffen 2.000 abessinische Kämpfer mit automatischen Schusswaffen die Eisenbahnstrecke an. Die gewagteste derartige Aktion des Widerstands erfolgte am 11. Oktober 1936, als ein gepanzerter Zug mit Kolonialminister Alessandro Lessona trotz strengster Geheimhaltung bei der Ortschaft Akaki einen halben Tag lang von „Patrioten“ unter Beschuss genommen wurde. Die Italiener setzten zur Sicherung der Versorgungslinie Panzer und über hundert Flugzeuge ein, außerdem wurden entlang der gesamten Eisenbahnstrecke alle 50 Meter Wachen aufgestellt. Dies verdeutlichte erneut, dass die italienische Besatzungsmacht Abessinien nicht unter Kontrolle hatte.
Unterdessen hatte Graziani mit den als „große koloniale Polizeioperationen“ bezeichneten Offensiven gegen die verbliebenen abessinischen Heerführer begonnen. Dabei kamen erneut massive Bombardements aus der Luft sowie Giftgas zum Einsatz. Zunächst richteten sich die Italiener gegen die drei Kassa Brüder in der zentraläthiopischen Region Shewa: Wonde Wassen Kassa war am 6. September 1936 mit 1.500 bewaffneten Kriegern aus der Stadt Lalibela aufgebrochen, um sich in der Stadt Fiche mit seinen beiden Brüdern gegen die Italiener zu vereinen. Seine Einheit wurde aber von italienischen Truppen abgefangen, und am 11. Dezember 1936 wurde Wonde Wassen Kassa hingerichtet. Seinen beiden Brüdern, Aberra und Asfa Wassen, wurde im Falle der Kapitulation die Begnadigung versprochen. Sie wurden jedoch von General Tracchia, der Fiche mit 14.000 Soldaten besetzte, festgenommen und am 21. Dezember 1936 hingerichtet. Nach den Militäroperationen gegen die „Patrioten“ in der Shewa-Region richtete sich Grazianis Fokus auf Ras Desta Damtu, der mit einer Armee von über 10.000 Mann die italienische Eroberung Südäthiopiens verzögerte. Nach einem ausgelaufenen Ultimatum griffen die Italiener am 18. Januar 1937 Desta Damtus Einheiten mit drei Militärkolonnen und über 50 Flugzeugen in der Region Arbegona (Arbagoma) an. Dabei bekamen sowohl Luftwaffe als auch Bodentruppen freie Hand zur vollständigen Vernichtung der abessinischen Armee. Bei der Schlacht von Jebano am 2. Februar erlitten die Abessinier schwere Verluste und Desta Damtu verlor einen seiner Generäle. Von 18. bis 19. Februar 1937 fand schließlich bei der Stadt Goggeti (Gojetti) die letzte offene Feldschlacht des Krieges statt. Die äthiopischen Einheiten wurden dabei von den Italienern aufgerieben. Ras Desta Damtu selbst konnte noch fliehen, wurde aber am 24. Februar von einer mit den Italienern kollaborierenden Einheit festgenommen und anschließend erschossen.

### Guerillakrieg in Italienisch-Ostafrika (1937–1940)

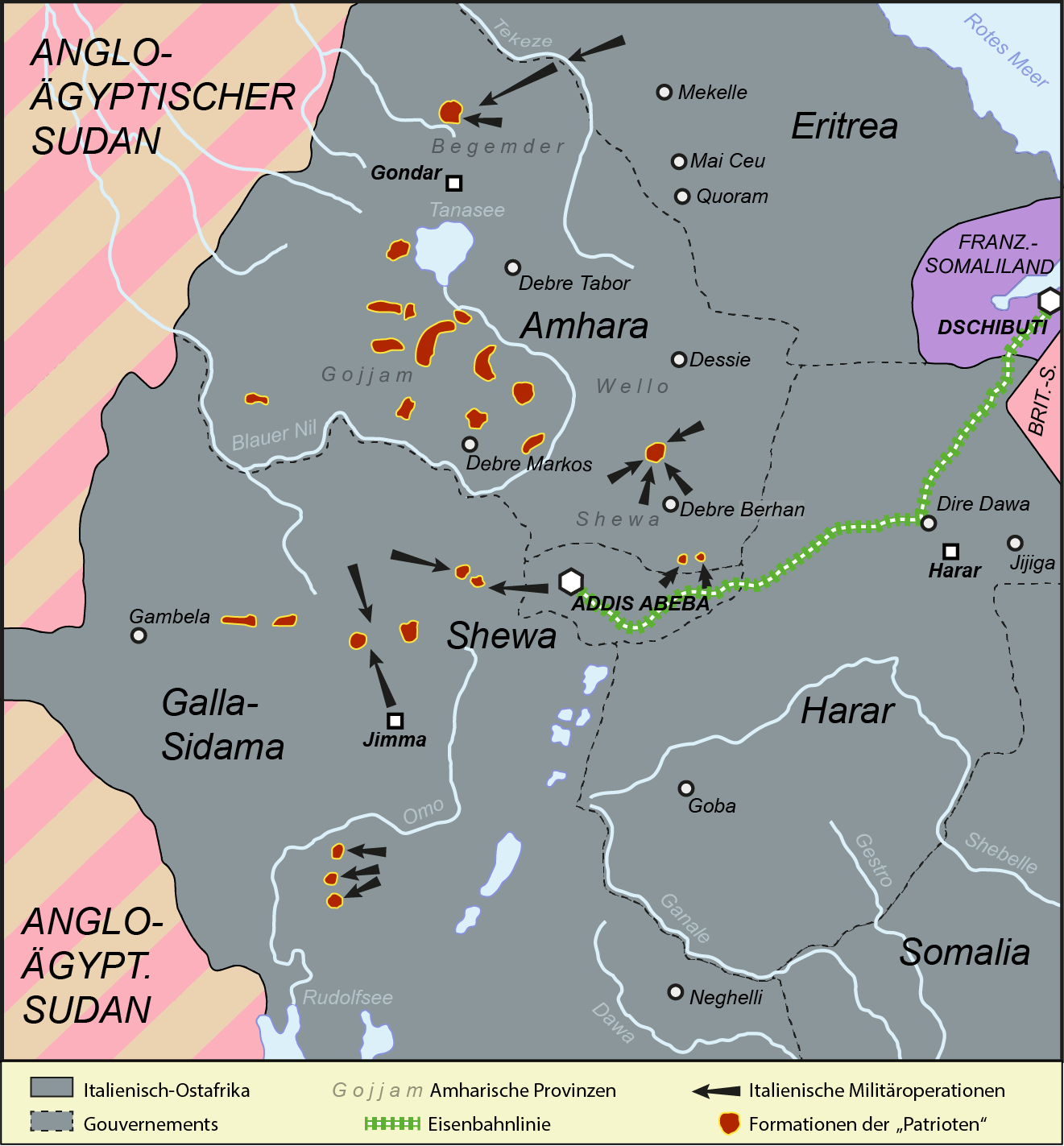
Zentren des äthiopischen Widerstands („Patrioten“) und italienische Militäroperationen bis Ende 1937

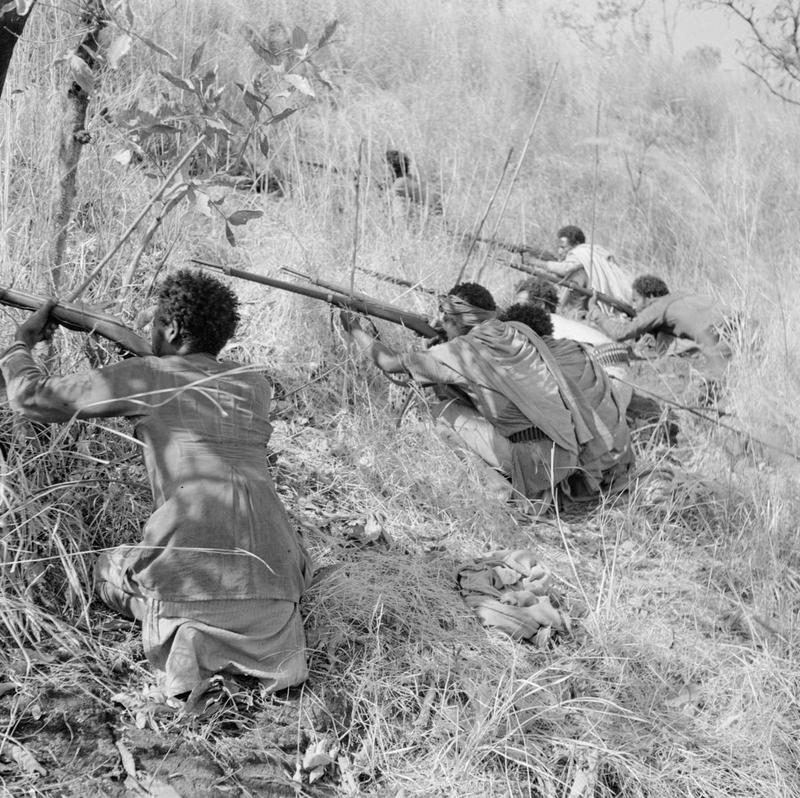
Äthiopische „Patrioten“ belagern die Stadt Debre Markos

Mit dem Tod Ras Desta Damtus hatten die Italiener bis Frühjahr 1937 alle großen abessinischen Militärführer beseitigt. Außerdem hatten sie in der Zwischenzeit auch die Stadt Gore eingenommen und die provisorische abessinische Regierung vertrieben. Die Aussicht auf eine Kontrolle Abessiniens wurde jedoch mit der zur gleichen Zeit losgetretenen Terrorwelle der Faschisten beim Pogrom von Addis Abeba zunichtegemacht. Am 19. Februar 1937 führten zwei junge Angehörige des abessinischen Widerstands in Addis Abeba ein Attentatsversuch auf Vizekönig Graziani durch. Nach dessen Fehlschlag reagierte die italienische Besatzungsmacht, und dabei insbesondere die faschistische Parteimiliz der Schwarzhemden, mit tagelangen Massenmorden gegen die schwarze Bevölkerung der Hauptstadt. Diesem italienischen Gewaltakt folgte einerseits eine von Februar bis Juli 1937 andauernde Terrorkampagne der Italiener gegen die Volksgruppe der Amharen. Andererseits leitete das Pogrom den Übergang zur zweiten Phase des abessinischen Widerstands ein: den Guerillakrieg mit Schwerpunkt auf das Gouvernement Amhara. Die Volksgruppen in den anderen Landesteilen akzeptierten überwiegend das neue Regime Italiens, mit welchem sie die amharische Vorherrschaft abschütteln konnten. Insbesondere die Muslime begrüßten das Ende der christlichen Dominanz des äthiopischen Kaiserreiches. Nur die Volksgruppe der Oromo im südlichen Government Galla-Sidama lehnten sowohl das Kaiserreich als auch die italienische Besatzungsherrschaft ab.
Die Sicherheitslage war 1937 derart angespannt, dass Vizekönig Graziani aus militärischer Notwendigkeit nicht in den von Rom gewünschten schnellen und massiven Truppenrückzug einwilligen konnte. Seit 15. August 1937 wurden italienische Truppen in den amharischen Regionen Gojjam und Begemeder von „Patrioten“ angegriffen, belagert, zerstört oder gefangen genommen. Die bekanntesten Guerillachefs waren Abebe Aregai, Haile Mariam Mammo, Dejazmach Tashoma Shankut und Fitawrari Auraris. Mit Erfolg ließen sie in den amharischen Unruheregionen Shewa, Begemder und insbesondere Gojjam italienische Einheiten und Konvois angreifen, feindliche Befestigungen belagern und Sabotageakte verüben. Auf dem Hochplateau, das sich für eine Guerillataktik ideal eignete, wimmelte es nur so von kleineren und größeren Widerstandsherden. Im September 1937 begann in Gojjam schließlich ein Volksaufstand gegen die italienische Besatzungsmacht. Dieser resultierte einerseits aus der massiven Repression in den vorausgegangenen Monaten, andererseits in von den Italienern betriebenen Landverwüstung und forcierten Entwaffnung der Bevölkerung. Die agrarisch geprägte äthiopische Gesellschaft betrachtete den Besitz von Land und Waffen als unveräußerliche Rechte, deren Abschaffung nicht zu tolerieren war. Ende 1937 hatte der Widerstand der „Patrioten“ der Region Gojjam die Italiener in ihren Befestigungen isoliert. In seinem letzten Bericht als Vizekönig musste Graziani am 21. Dezember 1937 gegenüber Mussolini einräumen, dass seit der Einnahme von Addis Abeba auf italienischer Seite mehr als 13.000 Soldaten gefallen waren – viele Tausend mehr als im „Krieg der sieben Monate“ selber.
Die Kriegslage in Ostafrika erforderte nun italienische Truppenverstärkungen. Allerdings hatte Mussolini seit Anfang 1937 eine massiven Militärintervention zur Unterstützung von Francos Nationalisten im Spanischen Bürgerkrieg begonnen.
Der neue Vizekönig von Italienisch-Ostafrika, Amadeus von Aosta, versuchte die Brutalität seines Vorgängers abzumildern und auf eine mehr auf Kooperation mit den lokalen Eliten setzende Kolonialpolitik zu setzen. Hingegen führte der neue Oberbefehlshaber der italienischen Streitkräfte in Ostafrika, General Ugo Cavallero, den Giftgaseinsatz in den Gouvernements Amhara und Shewa fort. Angesichts der offenen Rebellion in diesen Landesteilen mit etwa 15.000 bewaffneten Männern, sowie einigen Tausend im Gouvernement Oroma-Sidama, setzte Cavallero auf einen Rückeroberungsfeldzug gegen die Region Gojjam in Amhara. Zu diesem Zweck baute er ein das Gebiet durchziehendes Straßennetzwerk aus und errichtete 73 Militärlager entlang der Bezirksgrenzen, um Gojjam von der Außenwelt abzuschneiden. Die im Frühjahr 1938 begonnene Militäraktion forderte etwa 2.500 bis 5.000 Tote unter den Widerstandskämpfern, führte jedoch nicht zu einer Unterwerfung der Bevölkerung. Ein zweiter Feldzug wurde Nordwesten der Provinz Shewa gestartet, in deren Rahmen etwa 2.000 Rebellen getötet wurden, jedoch der Anführer der lokalen Revolte entkam. Im darauf folgenden Jahr 1939 stellte sich schließlich eine militärische Pattsituation ein, die zu einem Rückgang von Aktionen des abessinischen Widerstands führte. Die Italiener waren bei der Niederschlagung des abessinischen Guerillakriegs gescheitert, jedoch waren letztere nicht in der Lage, die gut befestigten italienischen Positionen einzunehmen. Am Vorabend des Zweiten Weltkrieges, auf dessen Ausbruch die Widerstandsbewegung setzte, hatten die Italiener etwa 10.000 Mann an Toten und gegen 140.000 Mann an Verwundeten zu beklagen.

### Internationalisierung des Krieges und Befreiung (1940–1941)

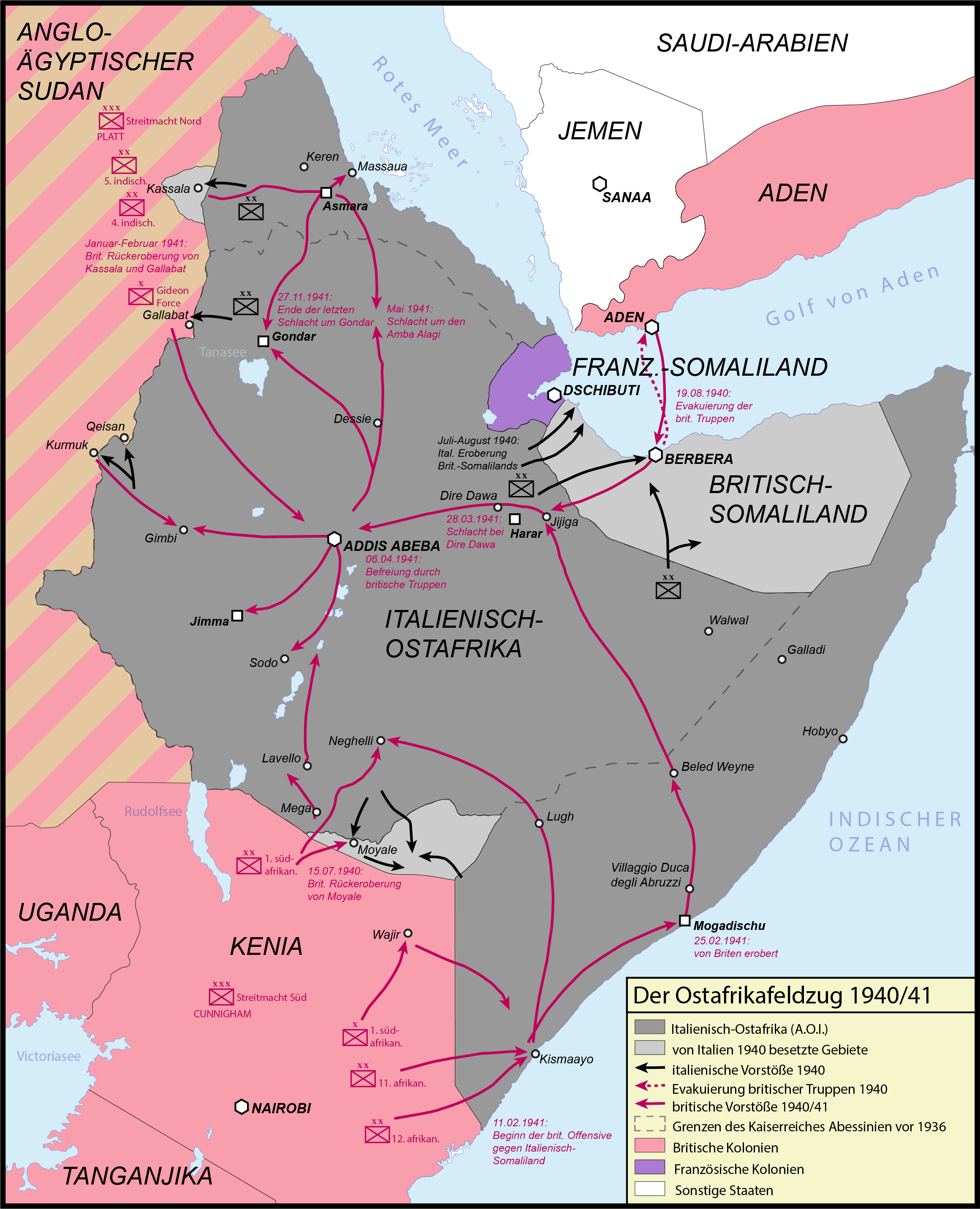
Italienische Offensiven und Befreiung Abessiniens während des Ostafrikafeldzuges 1940/41

Das letzte und entscheidende Stadium erreichte der Konflikt im Zuge seiner Internationalisierung, nachdem das faschistische Italien Anfang Juni 1940 an der Seite des Deutschen Reiches in den Zweiten Weltkrieg eingetreten war. Im Juli 1940 rückten italienische Truppen von Italienisch-Ostafrika aus gegen die britische Kolonie Kenia und den anglo-ägyptischen Sudan vor, wobei sie einige grenznahe Ortschaften und Städte eroberten. Nach Frankreichs militärischem Kollaps schloss man mit dessen Kolonie Dschibuti einen Waffenstillstand, der Italien für die Dauer des Krieges umfassende Kompetenzen, unter anderem die Nutzung der Hafenanlagen in dem französischen Territorium einräumte. Im August 1940 eroberten italienische Truppen Britisch-Somaliland. Damit kontrollierte Italien für kurze Zeit das ganze Horn von Afrika. Am 13. September griff zusätzlich eine von Marschall Rodolfo Graziani kommandierte Armee von 150.000 Mann von Libyen aus die britischen Einheiten in Ägypten an. Die italienische Offensive blieb jedoch schon nach wenigen Tagen liegen. Im Dezember gingen die Briten zum Gegenangriff über und überschritten am 2. Januar die Grenze zu Libyen. Das Scheitern des italienischen „Parallelkrieges“ zwang das nationalsozialistische Deutschland zur Hilfeleistung. Seit Februar 1941 wurde in Libyen das „Deutsche Afrikakorps“ unter Generalleutnant Erwin Rommel aufgebaut. All dies läutete das Ende des souveränen Italien ein, das im Gefolge seiner militärischen Niederlagen immer mehr zu einem untergeordneten Waffenbruder Deutschlands absank, den man in Berlin nicht mehr ernst nahm.

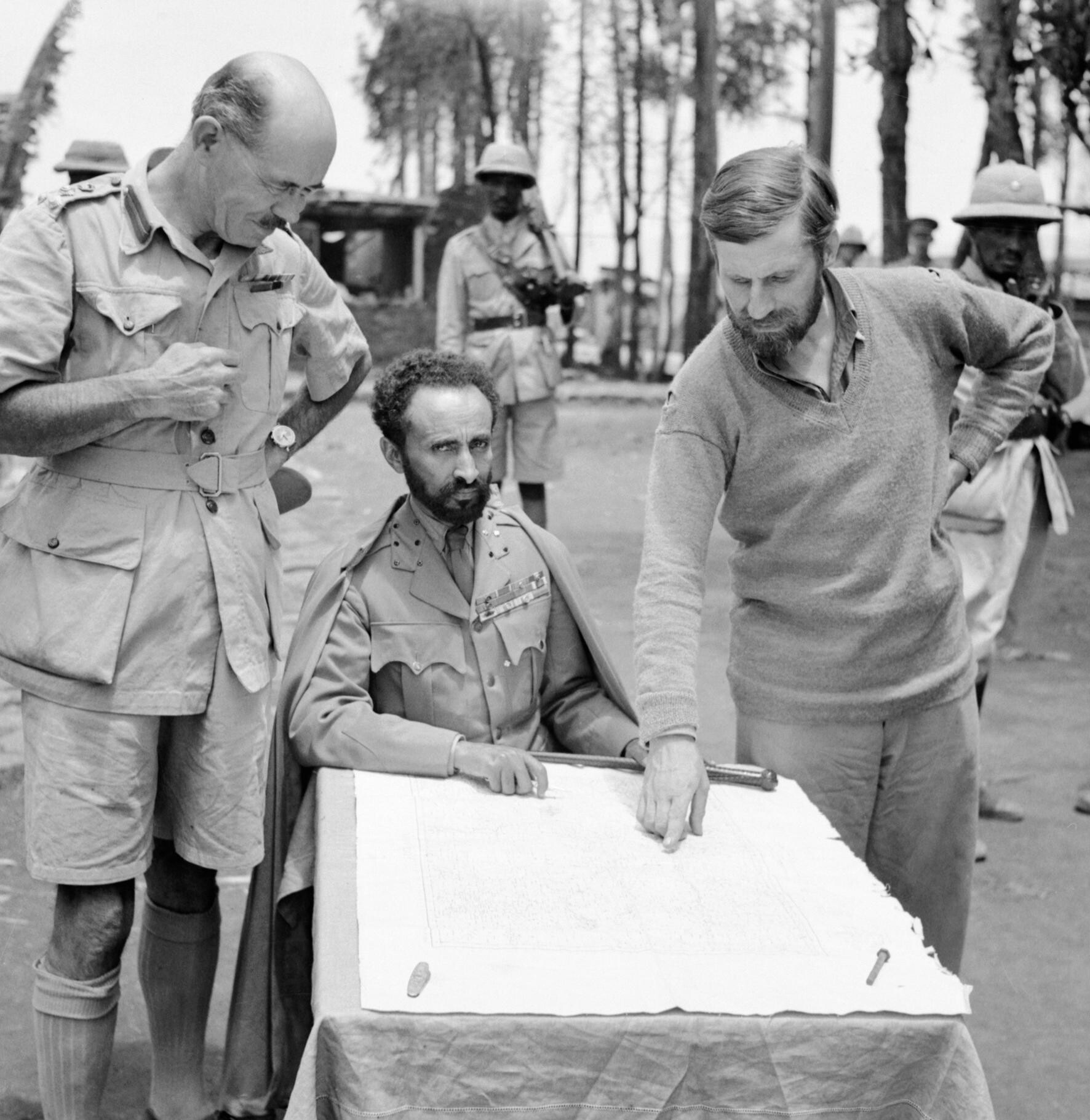
Haile Selassie I. mit den britischen Befehlshabern Sandford (links) und Wingate (rechts) im April 1941

Die italienischen Offensiven in Afrika zwangen Großbritannien, das die italienische Eroberung Äthiopiens durch seine Appeasement-Politik begünstigt und die durch Waffengewalt geschaffenen Verhältnisse in Ostafrika 1938 offiziell anerkannt hatte, zu einer radikalen Änderung seiner Politik. Die Italiener bedrohten nicht nur einige britische Besitzungen und Einflussgebiete in Afrika (Sudan, Kenia, Somaliland, Ägypten), sondern auch die Seeroute nach Indien, die Achillesferse des Empire. Erst diese Bedrohungslage bewog Premier Winston Churchill, dem äthiopischen Widerstand militärische Unterstützung zukommen zu lassen. Die britische Waffenhilfe erwies sich für die Befreiung als entscheidend. Im Januar 1941 lösten die Briten fast gleichzeitig drei Angriffe auf Italienisch-Ostafrika aus. Den ersten Stoß führten anglo-indische Truppen unter General William Platt vom Sudan aus. Sie drangen nach Eritrea ein und kämpften sich bis in den Tigray vor. Die zweite Offensive, ebenfalls aus dem Sudan, wurde 500 Kilometer südlich begonnen und zielte auf die Provinz Gojjam. An ihr nahm auch Kaiser Haile Selassie I. teil, der aus dem Exil zurückgekehrt war und im sudanesischen Khartum die weiteren Entwicklungen abgewartet hatte. Zusammen mit den britischen Befehlshabern Daniel A. Sandford und Orde Wingate stand er an der Spitze der Gideon Force, einer kleinen Brigade aus britischen und äthiopischen Truppen. Zusammen mit den „Patrioten“ der Provinz Gojjam rückte die Gideon Force gegen den Blauen Nil und Addis Abeba vor. Den dritten Angriff führten Soldaten von General Alan Cunningham aus, die von Kenia aus nach Somalia einmarschierten, die Hauptstadt Mogadischu einnahmen und sich von dort aus über Harrar langsam gegen Addis Abeba vorkämpften.

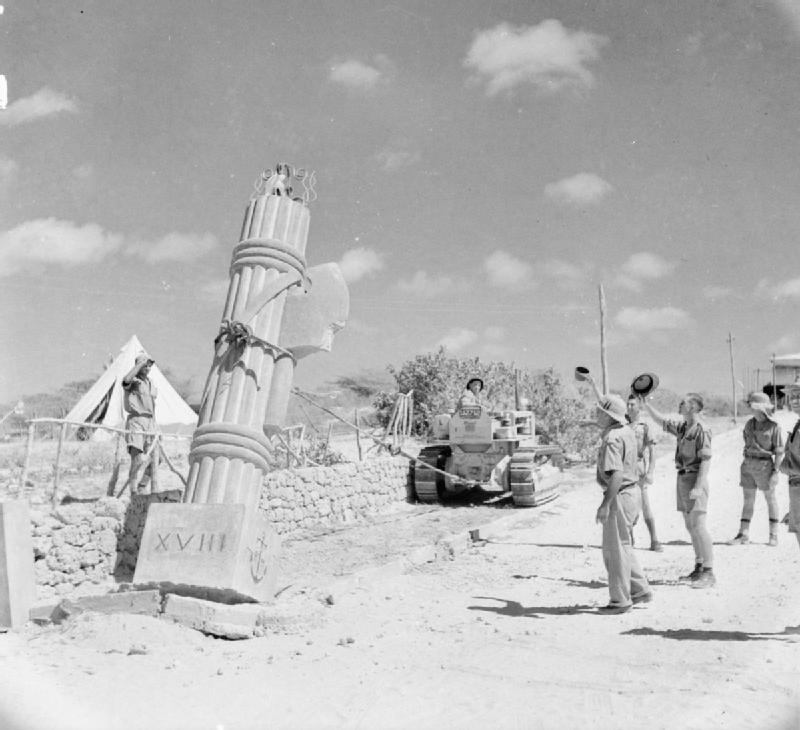
Britische Soldaten reißen mit einer Planierraupe das Steinmonument eines faschistischen Liktorenbündels in Kismaayo nieder (1941)

Mit vereinten Kräften gelang es den britischen und abessinischen Truppen, die italienischen Besatzer aus Äthiopien in schwere Bedrängnis zu bringen. Die äthiopischen „Patrioten“ spielten eine wichtige Rolle während der Befreiungskampagne. In ihrem vorangegangenen vierjährigen Kampf hatten sie viel dafür getan, um die feindliche Besatzungsmacht zu ermüden. Nun, nach dem Erhalt von militärischer Unterstützung durch die Briten, gingen sie in die Offensive. Mit britischer Luftunterstützung zogen sie durch die Gojjam-Region und hatten bedeutenden Anteil an der Eroberung der Stadt Bure (Buryé). Die Armee der „Patrioten“ rückte derart schnell vor, dass die britischen Befehlsstellen befürchteten, die Abessinier würden noch vor ihren Streitkräften die Hauptstadt erreichen und die dort lebenden europäischen Einwohner gefährden. Daher wurde die Luftunterstützung für die „Patrioten“ wieder beendet. In der Shewa-Region hatte inzwischen Ras Abebe Aragai, dessen Widerstand während der gesamten Besatzungszeit angedauert hat, die Hauptstadt Addis Abeba mit seinen Truppen umstellt. Cunninghams Truppen erreichten die Hauptstadt am 6. April 1941.
Genau fünf Jahre nach der Einnahme von Addis Abeba durch Marschall Pietro Badoglio zog Kaiser Haile Selassie am 5. Mai 1941 in das befreite Zentrum seines Reiches ein. Abessinische Streitkräfte der „Patrioten“ waren auch bei der Eroberung von vielen weiteren Städten Äthiopiens in den folgenden Monaten beteiligt. Nach teilweise erbitterter Gegenwehr kapitulierten die italienischen Besatzungstruppen am 19. Mai bedingungslos. Vizekönig Amadeus von Savoyen, der sich mit seinen verbliebenen Truppen beim Berg Amba Alagi verschanzt hatte, begab sich in britische Kriegsgefangenschaft. Die letzte Schlacht des Krieges fand am 27. November 1941 in Gondar stand. An diesem Tag mussten sich auch die dortige Garnison von General Guglielmo Nasi ergeben. Äthiopien, das als erste souveräne Nation in den 1930er Jahren Opfer einer faschistischen Aggression geworden war, war 1941 somit auch das erste faschistisch besetzte Land, das mit alliierter Hilfe befreit werden konnte.

## Kriegsführung und Kriegsverbrechen

### Der Luftkrieg
Der Abessinienkrieg sah den massivsten und brutalsten Luftwaffeneinsatz, den die Welt bis zu diesem Zeitpunkt erlebt hatte, und markierte damit eine entscheidende Etappe in der Geschichte des modernen Luftkriegs. Auf dem Kriegsschauplatz am Horn von Afrika kamen 1935/36 weit mehr Menschen durch Luftbombardements ums Leben als in allen früheren Konflikten zusammen. Während sich im Ersten Weltkrieg die Luftwaffe noch in einem Experimentierstadium befunden hatte und lediglich als „Hilfswaffe“ zum Einsatz gelangte, stiegen die Luftwaffen aller europäischen Länder danach zu eigenständigen Teilstreitkräften neben Heer und Marine auf. Die stets größeren Reichweiten und Angriffsgeschwindigkeiten, aber auch die extrem gesteigerte Waffenwirkung des Bombenflugzeugs veränderten das Wesen des Krieges fundamental. Das Bombenflugzeug war ein Symbol und Produkt des beginnenden High-Tech-Zeitalters.

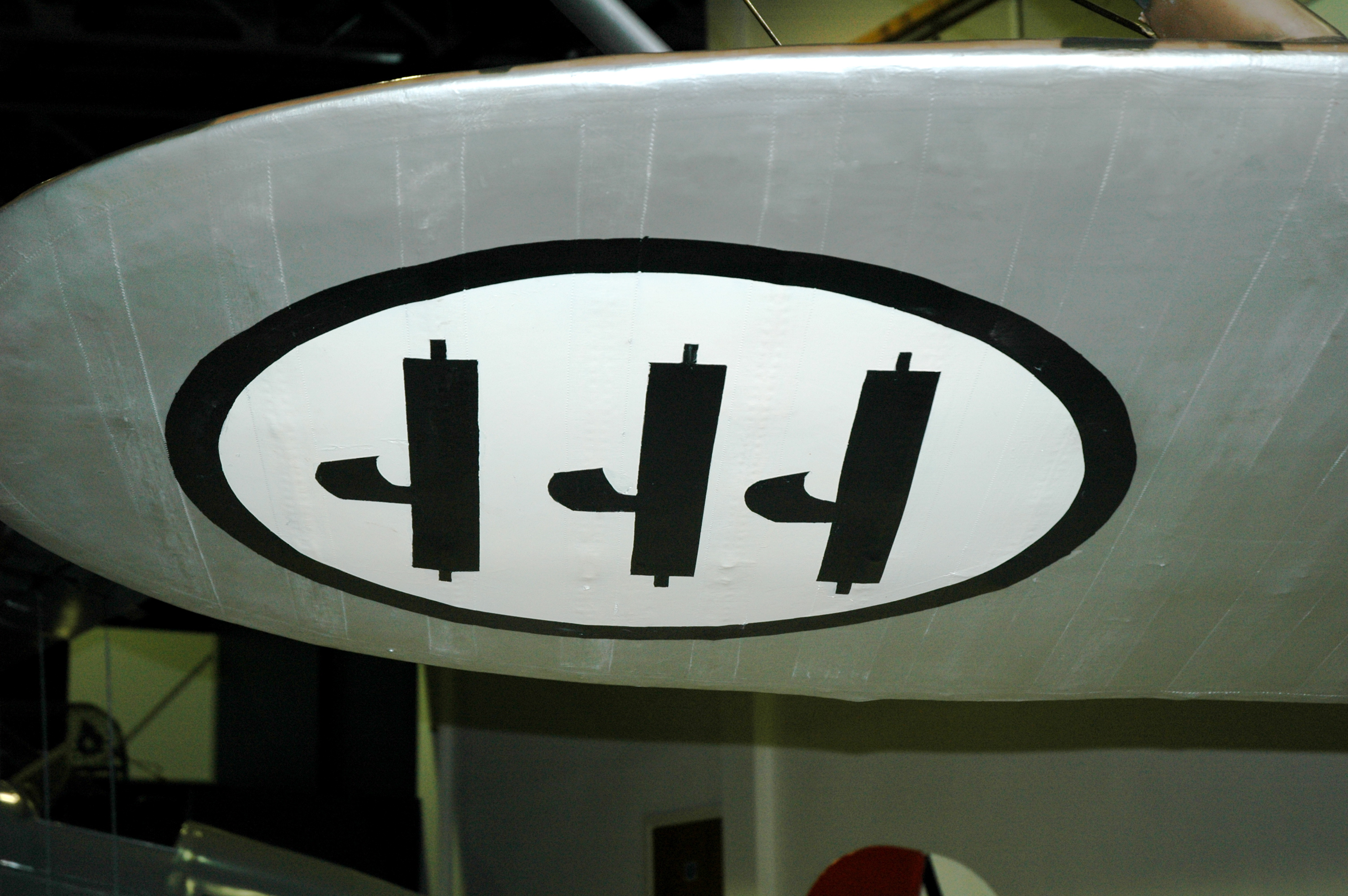
Tragflächenkokarde der Regia Aeronautica ab 1935 mit den faschistischen Liktorenbündel

Die Bombardierungen der Siedlungen von Adua und Adigrat am 3. Oktober 1935 markierten den Beginn des militärischen Luftwaffeneinsatzes in Ostafrika. Anhand der Luftangriffe auf Dörfer und Provinzstädte wurde in den ersten Kriegsmonaten eine Handlungsvariante verfolgt, die bereits in den handfesten Kriegsplänen gegen das äthiopische Reich aus den Jahren 1932/33 vorgesehen war. Die bewusste Zerstörung der Ortschaften entsprach somit keiner Ad-hoc-Entscheidung des Hochkommissars Emilio De Bono, sondern war von langer Hand geplant. Diese Strategie wurde später unter dem Kommando Pietro Badoglios im Prinzip beibehalten. Obschon Badoglio nämlich Mitte Februar 1936 den Einsatz von bakteriologischen Waffen im weiteren Kriegsverlauf für nicht mehr notwendig erachtete, plädierte der Feldherr bis zum 29. Februar 1936 dafür, eine „entscheidende terroristische Operation aus der Luft auf alle Zentren im Shewa-Gebiet, einschließlich der Hauptstadt, durchzuführen“. Die Frage nach der Bombardierung der Hauptstadt oder der Eisenbahnlinie zwischen Addis Abeba und Dschibuti erwies sich während des ganzen Krieges von größter Relevanz und beschäftigte nicht nur die Militärverantwortlichen in Ostafrika, sondern auch Mussolini und die internationale Diplomatie. Es ist letztlich vor allem auf politische Gründe zurückzuführen, dass Addis Abeba und die Eisenbahnlinie im Krieg weitgehend verschont blieben, obwohl in beiden Fällen die Zerstörung zuerst vorgesehen war.
Nirgendwo sonst kam das militärische Ungleichgewicht zwischen Italien und Abessinien so zum Vorschein wie bei den Luftstreitkräften. Insgesamt kam am Horn von Afrika eine Armada von 450 Kampfflugzeugen zum Einsatz – rund die Hälfte des Gesamtbestandes der italienischen Luftwaffe. Drei Viertel der nach Ostafrika verlegten Luftflotte bestand aus Bombern. Die unter dem Kommando von General Mario Ajmone Cat stehenden Fliegerkräfte flogen Hunderte von Angriffen, während derer sie Zehntausende von Splitter-, Brand- und Gasbomben auf feindliche Ziele abwarfen. Von Beginn des Krieges an beherrsche die italienische Regia Aeronautica den Luftraum über Abessinien total. Die wenigen Flieger auf abessinischer Seite waren entweder nicht einsatzfähig oder wurden schon kurz nach Beginn der Feindseligkeiten auf dem Boden zerstört.
Zu einem Symbol dieser neuen Kriegsführung wurde der schwere Luftangriff auf Dessiè, die Provinzhauptstadt von Wollo. Er wurde am 16. Dezember 1935 von 18 Flugzeugen in zwei Angriffswellen durchgeführt. Sie zerstörten zahlreiche Gebäude und zivile Einrichtungen sowie ein von amerikanischen Adventisten geführtes Spital. Unter den insgesamt 50 Toten des Angriffs waren die meisten Zivilisten. Relativ stark verwüstet wurden von italienischen Flugzeugen noch die Provinzstädte Neghelli, Jijiga und Harrar. Etwas leichter getroffen wurden Adigrat, Adua, Quoram, Gorahei, Debre Markos, Sassa Baneh, Degeh Bur und weitere. Nicht zuletzt wegen der heftigen internationalen Reaktionen nach den schweren Luftangriffen auf die Provinzstädte wurden Addis Abeba und Dire Dawa (Dire Daua), die militärisch lohnendsten Bombenziele, nicht aus der Luft angegriffen. Auf Weisung Mussolinis hin war die Hauptstadt wegen der dort residierenden Ausländer von Terrorangriffen auszunehmen. Die strategischen Bombardements abessinischer Bevölkerungszentren gehörten zu den ersten in der Geschichte überhaupt. Obschon sie schlimmstenfalls wenige Hundert Tote kosteten, wiesen sie laut Aram Mattioli (2005) als systematisch durchgeführte Kriegsakte bereits auf „die Menschen verschlingenden Flächenbombardements des Zweiten Weltkrieges hin“.

### Angriffe auf das Rote Kreuz

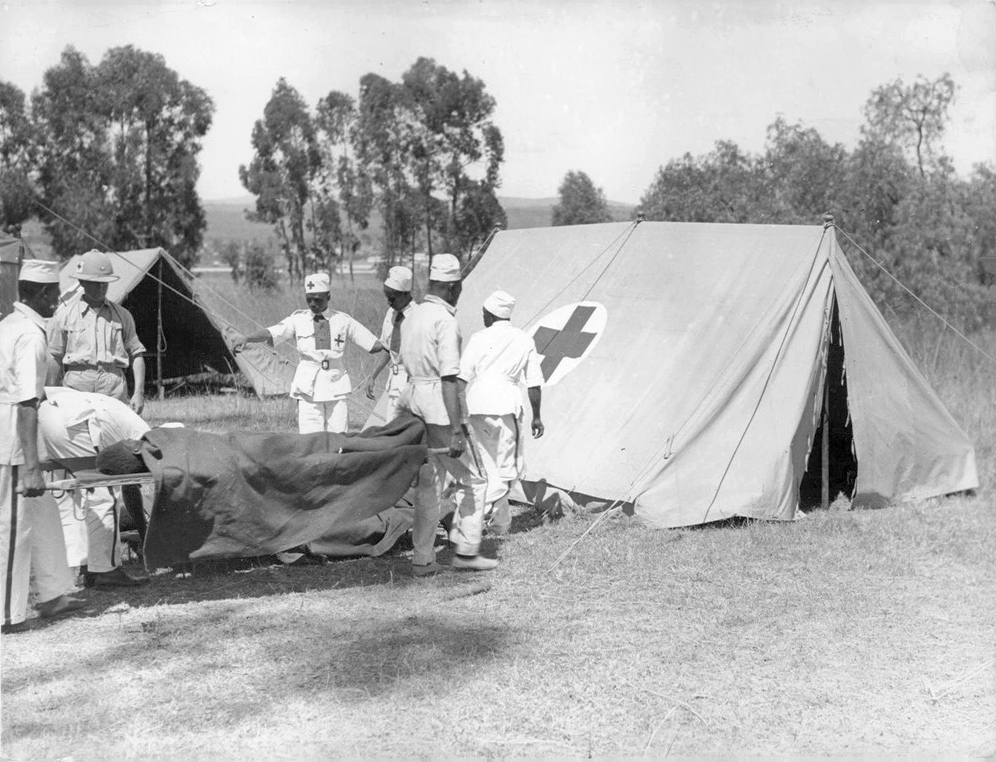
Feldlazarett des britischen Roten Kreuzes in Abessinien

Als bis dahin beispiellose Gewalttaten gelten auch die italienischen Luftschläge gegen Feldlazarette des Roten Kreuzes. Die neuere Forschung hat für die rund vier Monate zwischen dem 6. Dezember 1935 und dem 29. März 1936 insgesamt 15 Angriffe auf Rotkreuz-Einrichtungen nachgewiesen, hauptsächlich auf Feldspitäler. Davon wurden sieben absichtlich durchgeführt, in acht weiteren Fällen handelte es sich um Nebenfolgen von Luftschlägen, die anderen Zielen galten. Am schwersten traf es die schwedische Mission bei Melka Dida an der Südfront. Die rein medizinisch genutzte Einrichtung lag 25 Kilometer hinter der Front und 7 Kilometer vom Hauptquartier von Ras Desta Damtù entfernt. Am 30. Dezember 1935 wurde das gut mit Fahnen markierte Lager in mehreren Wellen von zehn Kampfflugzeugen angriffen. Dabei kamen auch Yperit-Granaten zum Einsatz. Infolge des Bombenregens kamen 42 Menschen um, die meisten davon Patienten.
Italien warf Abessinien vor, das Rotkreuz-Zeichen systematisch für zivile und militärische Zwecke missbraucht zu haben. Beide Anschuldigungen wurden über die faschistische Diplomatie, Presse und Propaganda weit verbreitet. Die italienischen Vorwürfe hatten jedoch wenig Substanz. Einzelfälle wurden von der Propaganda oftmals falsch interpretiert, übertrieben oder unzulässig verallgemeinert. Dabei wurden die Italiener laut Rainer Baudendistel (2006) Opfer ihrer eigenen Strategie. Da für sie der Abessinienkrieg ein Krieg zwischen Ungleichen war, zwischen einer zivilisierten Nation und einem Volk von Barbaren, konnte und sollte es keine Kommunikation zwischen den beiden geben. In der Folge nahm das italienische Oberkommando in Kauf, eher das Rote Kreuz zu bombardieren, als genau abzuklären, ob es sich beim möglichen Ziel um ein reguläres Feldspital handelte oder nicht.
Insgesamt verursachten die italienischen Luftschläge 47 Todesopfer, mehrere Dutzend Verwundete und großen materiellen Schaden wie die Zerstörung des einzigen Rotkreuz-Flugzeugs, das auf abessinischer Seite im Dienste stand. Die Luftwaffe warf mehr als 10 Tonnen Bomben, darunter auch 252 Kilogramm Senfgasbomben, über dem Roten Kreuz ab. Dass dabei nicht mehr Opfer zu beklagen waren, wird als Glücksfall der Rotkreuzhelfer betrachtet. Den italienischen Luftschlägen gegen das Rote Kreuz lag ein Muster zu Grunde. Je weiter die Feldspitäler zur abessinischen Front vorstießen und je mehr sie italienischen Operationen in die Quere kamen, desto größer war das Risiko, bombardiert zu werden. Praktisch alle ausländischen und abessinischen Feldspitäler, die in eine solche Lage kamen, mussten diese Erfahrung machen. Die Spitäler hingegen, die sich in sicherer Distanz zur Front befanden, blieben unversehrt, obwohl sie regelmäßig von italienischen Kriegsflugzeugen überflogen wurden. Dies widerlegt den abessinischen Vorwurf, das Rote Kreuz sei von den Italienern systematisch bombardiert worden.

### Der Giftgaskrieg

#### Kampfstoffe, Technik, Einsatzgebiete

Das Abzeichen des 15. Bomber-Geschwaders La Disperata. Es galt während des Abessinienkrieges als die am radikalsten faschistisch-orientierte Einheit der italienischen Luftwaffe und wurde persönlich vom ebenfalls am Krieg teilnehmenden Propagandaminister Galeazzo Ciano kommandiert.

Italien setzte in Abessinien drei chemische Kampfstoffe ein: Arsen, Phosgen und Yperit, die – in Gasbomben abgefüllt – von Kampfflugzeugen abgeworfen wurden. Daneben kamen in unbekanntem Ausmaße Giftgasgranaten zum Einsatz, die vor Ort präpariert wurden und deren Verwendung, im Gegensatz zu den von der Luftwaffe abgeworfenen Gasbomben, zum Großteil nicht dokumentiert wurde. Eine der wenigen dokumentierten Ausnahmen bildete im Februar 1936 der schwere Artilleriebeschuss des Amba Aradam durch Arsengranaten. Die italienische Luftwaffe verwendete Sprengkörper verschiedener Größe und Ausführung. Die Hauptrolle spielte dabei das als „Senfgas“ bezeichnete Yperit, das Mitte der dreißiger Jahre der toxischste bekannte Kampfstoff war. Schon in kleinsten Konzentrationen tödlich, führt Yperit als öliges und stechend riechendes Hautgift binnen mehrerer Stunden zu einem qualvollen Tod oder schwersten Verletzungen.
Zum Symbol des brutalen italienischen Yperit-Einsatzes wurde die schwere, torpedoförmige Bombe C.500.T. Mit einem Gesamtgewicht von 280 Kilogramm umfasste sie insgesamt 212 Kilogramm Senfgas. Dieser großkalibrige Sprengkörper wurde eigens für die Verhältnisse in Ostafrika entwickelt und dort insbesondere an der Nordfront eingesetzt. Nach dem Abwurf durch Kampfflugzeuge wurde die fast mannshohe Bombe mittels eines Zeitzünders in einer Höhe von 250 Metern über der Erde zur Explosion gebracht. Je nach Windstärke ging danach ein feiner Kampfstoffregen mit 500 bis 800 Meter Länge und 100 bis 200 Meter Durchmesser nieder. Entsprechend den militärischen Erfolgen übernahm die Luftwaffe die zentrale Rolle im Gaskrieg. Die Flugzeugtypen Caproni Ca.111, Caproni Ca.133 und Savoia-Marchetti SM.81 waren bereits in der Werkstatt mit passenden Aufhängevorrichtungen für Gasbomben ausgerüstet worden. Die leistungsstarken Bomber waren 1932 bzw. 1935 entwickelt worden, hatten eine Reichweite zwischen 980 und 2.275 Kilometern, zählten mehrere Maschinengewehre an Bord und verfügten über eine Ladungskapazität von 800 Kilogramm bis zwei Tonnen.
Der Einsatz chemischer Kampfstoffe hatte von Anfang an offensiven Charakter, wobei sich im Kriegsverlauf die von der Artillerie benutzten Arsen-Granaten allerdings als weniger effektiv erwiesen als die aus der Luft abgeworfenen Giftgasbomben verschiedenen Kalibers. Auf taktischer und strategischer Ebene waren die Auswirkungen des Giftgaseinsatzes enorm. Indem die italienischen Streitkräfte dank des Nachrichtendienstes genau darüber informiert waren, welche Marschrouten die abessinischen Armeen wählten, zu welchem Zeitpunkt sie sich in Bewegung setzten und wo die Hauptquartiere aufgeschlagen wurden, konnten beispielsweise „chemische Blockaden“ auf Pässen oder bei Flussübergängen eingerichtet werden. Die gesperrten Gebiete erwiesen sich nach einem Abwurf allerdings auch für die Italiener für drei bis fünf Tage als unpassierbar, was je nach Zeitdruck der Manöver schwerwiegende Folgen haben konnte. Gerade an der Südfront, wo Graziani dazu drängte, möglichst schnell vorzurücken, war diese „Nebenwirkung“ des taktischen Giftgaseinsatzes problematisch. Die zu Beginn des Krieges formulierten Vorsätze, nicht die Zivilbevölkerung zu treffen oder die Gasbomben für große Ziele aufzubewahren, wurden bereits nach wenigen Wochen aufgegeben. Piloten bombardierten insbesondere an der Südfront auch kleinste Ansammlungen von Menschen, Karawanen und Viehherden mit Sprengstoff, Brandbomben und Giftgas.
Die chemischen Kampfstoffe sollten den Gegner terrorisieren, ihn in seiner operativen Planung einschränken und die Moral der gegnerischen Einheiten und der Zivilbevölkerung brechen. Am 2. März 1936 gab Mussolini alle Städte Äthiopiens zur Bombardierung frei, außer Addis Abeba und den Eisenbahnknotenpunkt Dire Dawa. Dieser Entscheid fiel, nachdem einige Tage zuvor Badoglio die „terroristische Aktion der Luftwaffe über den äthiopischen Zentren, die Hauptstadt eingeschlossen“, gefordert hatte. Bezüglich des Gaskrieges gestand Mussolini zwar seinen Feldherren zu, „angesichts der Kriegsmethoden des Gegners jegliche Gifte in beliebiger Menge zu verwenden“, aber in Hinsicht auf die Städtebombardierung wiederholte er mehrmals seine Schutzdirektive gegenüber Addis Abeba und Dire Dawa, die jedoch gegen Ende des Feldzuges nur noch formalen Charakter hatte.
Abessinien hatte der chemischen Kriegsführung der italienischen Streitkräfte nicht viel entgegenzusetzen. Die äthiopische Armee erwartete zwar auch den Gaskrieg, ohne allerdings die Dimension der neuen Kriegsführung abschätzen zu können. Die äthiopische Regierung erteilte den Kommandeuren Instruktionen, wie sich die Soldaten bei einem Flugzeugangriff oder bei Verdacht auf Giftgas zu verhalten hatten. Zur Anweisung der oftmals des Lesens unkundigen Soldaten wurden zudem deutsche Handbücher über den Gaskrieg in die amharische Sprache übersetzt und mit vielen Handskizzen versehen. Gegen den Giftgaseinsatz standen der äthiopischen Armee kaum Mittel zur Verfügung. Die allermeisten Soldaten der kaiserlichen Armee waren barfuß in den Kampf gezogen und verfügten weder über Schutzanzüge noch über Spezialschuhe oder Gasmasken, die den feinen, sich auch durch Hartgummi fressenden Kampfstoffregen abgehalten oder die Durchquerung von verseuchtem Gelände erlaubt hätten. Lediglich die kaiserliche Garde verfügte über einige Tausend Gasmasken, welche sich aber gegen Senfgas als von sehr geringem Nutzen erwiesen. Nicht existent war in der kaiserlichen Armee ein Sanitätsdienst, der die Leiden der Giftgasopfer hätte lindern können. Den Verheerungen aus der Luft schutzlos preisgegeben war die Zivilbevölkerung. Wie in ganz Afrika existierten in Äthiopien weder Schutzbunker, noch besaßen die Menschen rudimentäres Schutzwissen, von Gasmasken ganz zu schweigen. Entgiftungsmittel fehlten ganz.

#### Ausmaße des Giftgaseinsatzes
Genaue Aussagen darüber, wie viele Giftgasbomben insgesamt in Äthiopien eingesetzt wurden, sind schwierig. Ebenfalls schwierig ist zu bestimmen, welche Bomben mit welchen Kampfstoffen gefüllt waren. An der Nordfront warf die Luftwaffe vom 22. Dezember 1935 bis 29. März 1936 etwa 1.020 C.500.T-Bomben ab, was insgesamt etwa 300 Tonnen Yperit entspricht. Außerdem ließ Badoglio während der Schlacht auf dem Amba Aradam (11.–15. Februar 1936) 1.367 mit Arsen gefüllte Artilleriegeschosse auf die abessinischen Soldaten abfeuern. An der Südfront warf die Luftwaffe zwischen dem 24. Dezember 1935 und dem 27. April 1936 95 C.500.T-Bomben, 172 bis 186 21 Kilogramm schwere Yperit-Bomben und 302 bis 325 Phosgen-Bomben ab, was insgesamt rund 44 Tonnen Giftgas entspricht. Für die Zeit von 22. Dezember 1935 bis 27. April 1936 ergibt sich somit eine Gesamtmenge von rund 350 Tonnen Giftgas. Von 1936 bis 1939 wurden noch etwa 500 weitere Giftgasbomben auf den abessinischen Widerstand abgeworfen. Daher hatten die Äthiopier während der gesamten Zeit des italienischen Angriffskriegs und der Besatzung von 1935 bis 1941 nach vorsichtigen Schätzungen 2.100 Giftgasbomben bzw. rund 500 Tonnen Giftgas zu erleiden. In Konsequenz davon sprechen Historiker von einem „massiv geführten Gaskrieg“.
Die meisten C.500.T-Bomben wurden an der Nordfront bis zur Ersten Tembienschlacht abgeworfen. In der Schlacht selber wurden rund drei Mal weniger Yperit-Bomben als in der Zeit davor abgeworfen. In der Zeitspanne bis zur nächsten Schlacht, jener von Endertà, stieg die Anzahl der abgeworfener Bomben massiv an und war in der Schlacht selber ungefähr wieder gleich groß wie in der Ersten Tembienschlacht. Im Intervall zur nächsten Schlacht nahm die Anzahl abgeworfener Bomben erneut zu. In der Zweiten Tembienschlacht setzte die italienische Luftwaffe relativ wenige C.500.T-Bomben ein und verzichtete in der Schlacht von Scirè möglicherweise ganz darauf. Der Gaskrieg an der Südfront sah anders aus als an der Nordfront. Im Gegensatz zur Nordfront wurden im Süden mehrere verschiedene Typen von Yperit-Bomben und auch Phosgen-Bomben eingesetzt. Außerdem kam es an der Südfront zu vielen Gefechten, aber lediglich zu zwei großen militärischen Konfrontationen: bei der Einnahme der Ortschaft Neghelli und während der Harrar-Offensive. Die Operationen aus der Luft gingen dabei stets jenen am Boden voraus. Die Tendenz, die Bombardierungen mit den C.500.T-Bomben nicht auf den Zeitraum der Schlachten zu beschränken, bestand somit sowohl an der Nord- wie an der Südfront. Auch im Süden erwies sich der Gaskrieg als eine Konstante.
Nach der Proklamation des Imperiums gab Mussolini am 8. Juni 1936 Vizekönig Graziani erneut den Einsatz von Giftgas frei, um bewaffnete Erhebungen auszulöschen. Bis Ende November 1936, also Monate nach der offiziellen Proklamation Italienisch-Ostafrikas, verging kein Monat, ohne dass die italienische Luftwaffe über Abessinien nicht 7 bis 38 C.500.T-Sprengkörper eingesetzt hätte. Bis zur Ablösung Vizekönig Grazianis im Dezember 1937 wurde Giftgas weiterhin regelmäßig in allen Regionen Äthiopiens eingesetzt. Unter Grazianis Nachfolger, Herzog Amadeus von Aosta, wurden Giftgasbomben hauptsächlich in den Gouvernementen Amhara und Shewa eingesetzt. Federführend war dabei der Oberbefehlshaber der italienischen Truppen in Italienisch-Ostafrika, General Ugo Cavallero, der ein Befürworter von Grazianis Vorgehen zur Ausmerzung des äthiopischen Widerstands war. Yperit- und Arsen-Granaten wurden auf Cavalleros Befehl auch beim Massaker von Zeret im April 1939 eingesetzt. Noch im Spätherbst 1940 setzte ein italienisches Flugzeug über einem Rebellenlager Giftgas frei, das fünf Widerstandskämpfer tötete und viele weitere schwer verletzte.
Entgegen Gerüchten, die schnell Eingang in die internationale Presse fanden, setzten die italienischen Truppen im Abessinienkrieg nicht von Anfang an chemische Kampfstoffe ein. Die ersten Einsätze wurden kurz vor Weihnachten 1935 infolge der abessinischen Gegenoffensive geflogen. Erst diese bedrohliche Situation führte dazu, dass das italienische Oberkommando seine bisherigen Rücksichten fallen ließ. Auch ließ die italienische Luftwaffe Yperit nicht wahllos über Dörfern, Städten und Menschenansammlungen ausbringen und setzte überdies auch keine Sprühflugzeuge zur großflächigen Verseuchung landwirtschaftlicher Flächen ein. Mussolini ging davon aus, dass diese letzten Entgrenzungen des Krieges international mehr politischen Schaden als militärischen Nutzen gestiftet hätte. Wenngleich sich die Gasattacken meistens gegen bewaffnete Einheiten in umkämpften Zonen richteten, wurden sie ohne Rücksicht auf die Zivilbevölkerung durchgeführt. Allein bis Ende 1936 kamen mehrere Tausend, vielleicht sogar Zehntausende Abessinier durch Giftgas ums Leben, unzählige weitere wurden verstümmelt oder erblindeten.

### Biologische Waffen
Nach dem heutigen Forschungsstand wurden im Abessinienkrieg keine biologischen Waffen eingesetzt. Dennoch war ihr Einsatz ursprünglich als ein fester Bestandteil der italienischen Kriegsführung vorgesehen. Nach britischen Geheimdienstberichten arbeitete das faschistische Italien bereits seit 1932 an einem geheimen B-Waffen-Programm, Deckname Operazione epidemia. In Vorbereitung auf den Einsatz von chemischen Waffen für die geplante Invasion Abessiniens schlug Oberstleutnant E. Venditti dem späteren Leiter des Servizio chimico militare in Eritrea im Januar 1935 den Einsatz von biologischen Waffen vor. Der Einsatz von Bakterienkulturen sollte nach Venditti gezielt gegen die Zivilbevölkerung gerichtet werden. Mussolini wurde vorgeschlagen, am Institut für klinische Chemie und Bakteriologie in Asmara die bereits in Italien begonnenen mikrobiologischen Studien fortzusetzen, insbesondere was die Entwicklung von B-Waffen-fähiger Munition für den Einsatz aus der Luft betraf. Nach Di Feo erklärt dies die Anwesenheit von Ugo Reitano und Giuseppe Morselli in Eritrea. Reitano leitete seit Beginn das faschistische B-Waffen-Programm, und Morselli hatte 1934 in Italien mehrere Feldversuche für den militärischen Einsatz von biologischen Waffen durchgeführt.
Obwohl bis dahin kein Land der Welt B-Waffen benutzt hatte, dachte Mussolini im Februar 1936 offen an den Einsatz von Bakterienkulturen. Die abessinischen Truppen Ras Kassas hatten zuvor an der Nordfront Badoglios Armee unter Druck gesetzt. Badoglio plädierte jedoch gegen den Einsatz von bakteriologischen Mitteln, weil weniger die gegnerischen Kampfverbände als die Zivilbevölkerung von diesen Maßnahmen beeinträchtigt gewesen wären. Zudem wäre bei einem Einsatz von Bakterien die Offensive der Italiener zum Stillstand gekommen, weil ganze Gebiete verseucht gewesen wären. Als letzten Grund für den Verzicht auf eine weitere Radikalisierung der Kriegsführung gab der General an, dass der Einsatz von Bakterien in der Weltöffentlichkeit heftige Proteste hervorrufen würde und weiterreichende Sanktionen des Völkerbundes, etwa das Erdölembargo, nicht auszuschließen gewesen seien. Mussolini zeigte sich mit den Ausführungen Badoglios einverstanden. Laut Giulia Brogini Künzi (2006) kann letztlich nur spekuliert werden, wie eine bakteriologische Kriegsführung in Ostafrika in der Praxis ausgesehen hätte. Fest stehe, dass die italienischen Sanitätsdienste die Streitkräfte und die Bevölkerung in den bereits eroberten Gebieten gegen Typhus und Cholera impfen ließen. Diese Maßnahme könnte aber auch losgelöst von militärischen Überlegungen zur allgemeinen Vorbeugung gedient haben. Laut Di Feo kann allerdings nicht ausgeschlossen werden, dass die Italiener zumindest weitere Tests für ihr B-Waffen-Programm in Afrika durchgeführt haben, zumindest weisen seiner Ansicht nach einige Indizien darauf hin.

### Vernichtung von Viehbeständen und Ökosystem
Da die äthiopischen Truppen ohne die Unterstützung der Bevölkerung auf lange Frist nicht kämpfen konnten, weil sie auf die Informationen und die lokalen Ressourcen angewiesen waren, zielte die italienische Kriegsführung auf die Vernichtung aller militärisch nutzbaren Elemente wie beispielsweise die Viehherden. Mit der Vernichtung Zehntausender von Herdentieren verfolgten die italienischen Militärs das doppelte Ziel, der äthiopischen Armee die Lebensmittelzufuhr abzuschneiden und die Zivilbevölkerung zu disziplinieren bzw. sie dazu zu zwingen, das umkämpfte Territorium zu verlassen. An beiden Fronten wurde eine regelrechte Jagd auf die Viehbestände aufgenommen, da das Fleisch traditionell die Ernährungsgrundlage der meisten Einwohner darstellte. Die Schafe, Ziegen, Kamele und Rinder waren aber nicht nur die Nahrungsbasis, sondern auch das Kapital der Nomaden im Süden des Landes. An der Südfront wurden die Viehherden systematisch aus den Flugzeugen mit Sprengstoff wie auch mit Giftgasbomben angegriffen. Graziani gab seine ursprünglichen Pläne, nur „große Ziele“ anzugreifen, zugunsten einer flächendeckenden Strategie der verbrannten Erde auf. Ab Dezember 1935 wurden auch kleine und kleinste Gruppen von Menschen und Tieren getroffen, sofern nicht ausgeschlossen werden konnte, dass diese für den Feind von Bedeutung waren.
Eine vergleichbare Art, durch direkte Eingriffe in den Lebensraum einen Vorteil zu gewinnen, bestand im gezielten Abbrennen von Landschaften. Wälder, Steppengebiete oder Flussläufe wurden durch Brandbomben und Benzin in Brand gesetzt, damit sich im Schatten der Bäume keine abessinischen Schützen mehr verstecken konnten. Für die schweizerische Historikerin Giulia Brogini Künzi (2006) kann dieses Vorgehen fast als ein Vorläufer jener chemischer Entlaubungsmittel betrachtet werden, wie sie etwa später im Vietnamkrieg eingesetzt wurden. Darüber hinaus ließen die italienischen Generäle Flüsse und Wasserstellen auch mit Giftgas verseuchen. Zahllose Bauern und Tiere kamen um, als sie kontaminiertes Wasser tranken. Besonders General Graziani nutzte an der Südfront diese Art der Kriegsführung. So wies er am 24. Januar 1936 eine Staffel an, einen Wald, in dem sich feindliche Einheiten nach einem Gefecht versteckt hatten, mit Gas- und Brandbomben einzuäschern: „In Brand stecken und zerstören, was brennbar und zerstörbar ist. Alles säubern, was säuberbar ist.“ Der Schaden am Ökosystem und die Zerstörung der Lebensgemeinschaften habe insbesondere im Süden eine Dimension erreicht, welche es rechtfertige, von einem vorsätzlichen Vorgehen der Italiener zu sprechen.

### Ausnutzung ethnischer und religiöser Konflikte
Die Italiener schlugen systematisch Kapital aus den ethnischen und religiösen Spannungen zwischen den unterworfenen Völkern. Bereits im Zweiten Italienisch-Libyschen Krieg von 1922 bis 1932 hatte das faschistische Italien christliche Askari-Kolonialtruppen aus Eritrea gegen den muslimischen Widerstand eingesetzt. Im Abessinienkrieg wurde nun die von General Guglielmo Nasi kommandierte Division „Libia“ eingesetzt, die aus nordafrikanischen Muslimen bestand. Sie trat am 15. April 1936 in Aktion und nahm an Grazianis Schlussoffensive in Ogaden teil. Mit der Verlegung libyscher Söldner an die Südfront ermöglichte das faschistische Regime diesen, sich für Jahre der zurückliegenden Gewalttaten zu rächen, die aus Eritrea stammende Askaris während der faschistischen „Wiedereroberung Libyens“ an ihren Familien verübt hatten. So waren muslimische Einheiten der Division „Libia“ maßgeblich an der Eroberung des höhlenreichen Geländes von Wadi Corràc an der Südfront beteiligt, wobei sie ihren Gegnern den Fluchtweg abschnitten und anschließend 3.000 Äthiopier niedermachten. Graziani merkte dazu an: „Gefangene wenige, ganz nach Brauch der libyschen Truppen.“ Die Ermordung von Gefangenen wurde an den Wasserstellen von Bircùt, Sagàg, Dagamedò und in Dagahbùr fortgesetzt. Angesichts der Grausamkeit der Askari versprach General Nasi, der weniger radikal eingestellt war als Graziani, seinen libyschen Einheiten für jeden lebenden Gefangenen ein Kopfgeld von 100 Lire. Die Division „Libia“ machte letzten Endes 500 äthiopische Gefangene, die anschließend im KZ Danane interniert wurden.
Während der Besatzungszeit wurden von den Italienern Angehörige der Oromo-Ethnie gegen andere Volksgruppen aufgehetzt. In der Folge töteten und verstümmelten die mit der Besatzungsmacht kollaborierenden Oromo viele Bauern anderer Ethnien, wobei sie den Frauen die Brüste und Männern die Geschlechtsteile abschnitten.

### Hinrichtung von Kriegsgefangenen
Schon während des „Krieges der sieben Monate“ machten die vehement vorrückenden Italiener kaum Gefangene. In großer Zahl hätten diese die ohnehin stark belastete Logistik des Unternehmens zusätzlich strapaziert. Gestellte abessinische Soldaten wurden oft gleich auf der Stelle erschossen oder, nachdem sie militärische Informationen preisgegeben hatten, exekutiert. Selbst Kämpfer, die sich freiwillig ergaben, konnten nicht mit Milde rechnen oder auf die Einhaltung des Genfer Abkommens über die Behandlung der Kriegsgefangenen von 1929 hoffen. Insbesondere an der Südfront kam es im Ogaden-Gebiet zu außergewöhnlich brutalen „Säuberungsaktionen“ gegen feindliche äthiopische Stellungen. Dazu schrieb General Graziani:
„Da uns keine Tanks [Panzer] zur Verfügung stehen, muss jede Erdhöhle einzeln erledigt werden, indem man sie zunächst aus einer Entfernung von 30–40 m mit Artilleriefeuer belegt und sie dann mit Benzin übergießt, das durch Handgranaten in Brand gesetzt wird. Nur auf diese Weise ist es möglich, der hartnäckigen Verteidigung Herr zu werden.“
An der Nordfront unter Marschall Badoglio kam wiederum der italienischen Luftwaffe die entscheidende Rolle bei der Dezimierung feindlicher Truppen zu. Nach der Schlacht bei Scirè starteten italienische Flugzeuge eine Verfolgungsjagd auf die bereits geschlagenen abessinischen Soldaten, wobei etwa 3.000 Abessinier getötet wurden. Die Reste der kaiserlichen Garde, der abessinischen Eliteeinheit, wurden nach der verlorenen Schlacht von Mai Ceu auf ihrer Flucht ebenfalls von der Luftwaffe verfolgt und im Tiefflug mit Bordgeschützen niedergeschossen oder bei größeren Ansammlungen auch mit Giftgas bombardiert. Die Annexion Äthiopiens durch Italien hatte den Effekt, dass Rom fortan auch offiziell alle Widerstandskämpfer als „Rebellen“ gegen eine legitime Ordnung betrachten und hart bestrafen konnte. Am 5. Juni 1936 gab Mussolini sodann auch den offiziellen Befehl heraus, alle in Gefangenschaft geratenen „Rebellen“ umgehend zu erschießen. Angehörige des abessinischen Widerstands und Dissidenten wurden daher meistens nicht eingekerkert, sondern oft gleich nach ihrer Gefangennahme exekutiert. Nur einige hundert hochrangige Mitglieder der äthiopischen Aristokratie erhielten eine Chance auf ein Überleben im Gefängnis. 400 von ihnen wurden auf Mussolinis Befehl nach Italien deportiert und dort zur Verbannung verurteilt. Laut Außenminister Galeazzo Ciano ließ Achille Starace, Oberbefehlshaber in der abessinischen Region Gondar, Gefangene nicht nur erschießen, sondern benutzte sie als Übungsziele für Herzschüsse: „Er schoss ihnen zuerst in die Genitalien und dann in die Brust. Augenzeugen haben diese Details berichtet.“

### Besatzungsverbrechen Italiens

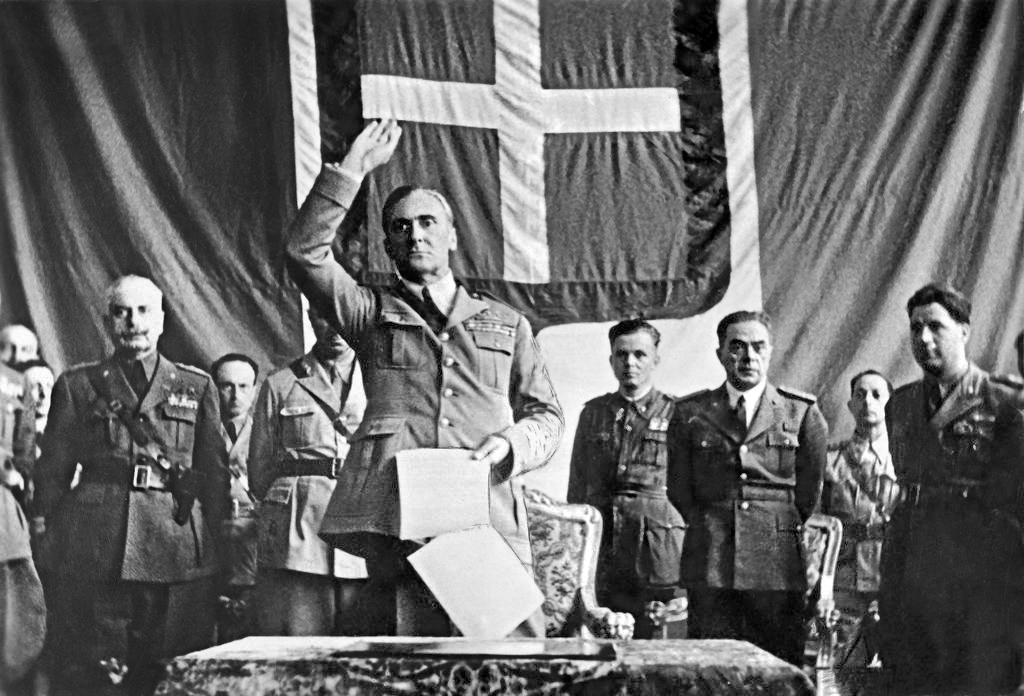
Vizekönig Rodolfo Graziani (1937)

Durch die neuere Forschung wurde das bereits von Pionieren wie Angelo Del Boca und Giorgio Rochat gezeichnete Bild der italienischen Besatzungsverbrechen anhand zahlreicher neuer Informationen bestätigt und erweitert. So waren lange Zeit einige Massaker noch vergessen, bei anderen mussten die Opferzahlen bedeutend nach oben korrigiert werden. Schon während des „Krieges der sieben Monate“ 1935/36, insbesondere seit dem Kommandowechsel zu Pietro Badoglio, kam es in den von italienischen Streitkräften besetzten Gebieten regelmäßig zu schweren Übergriffen gegen die ortsansässige Bevölkerung. Diese umfassten unter anderem Vergewaltigungen, Massaker, Plünderungen, die Schändung äthiopisch-orthodoxer Kirchen und das Abbrennen ganzer Dörfer. Die Gewalt gegen die Zivilbevölkerung nahm an einigen Frontabschnitten ein derartiges Ausmaß an, dass Oberbefehlshaber Pietro Badoglio sich veranlasst sah, gegen diese Praktiken einzuschreiten. So forderte er im Januar und Februar 1936 General Alessandro Pirzio Biroli auf, die auf dessen Kommando hörenden Truppen in Zaum zu halten: „Wenn wir so weitermachen, wird sich die ganze Bevölkerung gegen uns auflehnen.“
Nichtsdestotrotz unterzog auch Badoglio wenige Tage nach der Einnahme Addis Abebas die Hauptstadt einer ersten „Säuberung“, bei der es zu einer Welle von Hinrichtungen mit gegen 1.500 Todesopfern kam. Dabei sollten auf Mussolinis Anordnung auch gezielt Angehörige der jungen Bildungsschicht („Young Ethiopians“) liquidiert werden, die der Diktator als „eingebildete und grausame Barbaren“ bezeichnete. Am 30. Juli 1936 wurde auf einem öffentlichen Platz in Addis Abeba Abuna Petros, einer der höchsten Würdenträger der äthiopisch-orthodoxen Kirche, nach einem kurzen Schauprozess von italienischen Carabinieri erschossen. Nach der Proklamation des Imperiums wurde Rodolfo Graziani zum Nachfolger Badoglios als Vizekönig ernannt und errichtete im italienischen Besatzungsgebiet mit Billigung Roms eine Terrorherrschaft. Am 8. Juli 1936 bewilligte Mussolini dem Vizekönig den gezielten Massenmord auch an Zivilisten: „Ich autorisiere Ihre Exzellenz noch einmal, systematisch mit einer Politik des Terrors und der Ausrottung gegen die Rebellen und die mitschuldige Bevölkerung zu beginnen und eine solche zu führen. Ohne das Gesetz zu Vergeltung 1 zu 10 kann man der Plage nicht in der nötigen Zeit Herr werden.“ In ähnlicher Weise forderte Kolonialminister Alessandro Lessona von Graziani die „Anwendung extremer Mittel“. Die geläufigsten Formen der Hinrichtung waren Erhängungen und Erschießungen, andere Methoden beinhalteten auch das Verbrennen ganzer Familien in ihren Häusern mit Flammenwerfern oder Köpfungen. Die Zurschaustellung abgehackter Köpfe, die an Straßen auf langen Lanzen aufgespießt waren, sollte der Abschreckung dienen.
In Italienisch-Ostafrika ging der Besatzungsterror nicht nur von regulären Angehörigen der Armee aus, sondern auch von der faschistischen Miliz (Schwarzhemden), von Polizeieinheiten der Carabinieri und von afrikanischen Kolonialtruppen (Askaris). Der italienische Unterdrückungsapparat in Ostafrika nutzte auch Konzentrationslager, wobei dieses Lagersystem sehr viel ausgeprägter war als lange von der Forschung angenommen. In der Literatur wurde bisher fast ausschließlich von zwei Konzentrationslagern gesprochen: In Italienisch-Somaliland entstand 1935 das Lager Danane, in Eritrea 1936 das Lager Nocra. Bis 1941 wurden in beiden Straflagern zusammen bis zu 10.000 Gefangene interniert, darunter auch Frauen und Kinder. Wegen der in beiden Einrichtungen vorherrschenden katastrophalen Verhältnisse und sehr hohen Sterberaten werden sie von Historikern auch als Todeslager eingeordnet. Neuere Forschungen hingegen konnten in Italienisch-Ostafrika ein System von insgesamt 57 Lagern nachweisen, davon 16 Konzentrationslager, 6 Kriegsgefangenenlager, 6 Zwangsarbeitslager, 2 Transitlager, 8 Internierungslager und 19 Lager, die bisher nicht kategorisiert werden konnten. Mit den beiden in Äthiopien gelegenen Lagern Shano und Ambo wurde dabei auch die Existenz zweier Konzentrationslager dokumentiert, die „ausschließlich dem Zweck der Eliminierung der Inhaftierten dienten“.
Die schwersten Besatzungsverbrechen ereigneten sich in der Zeit nach dem Bombenattentat auf Vizekönig Graziani, das den Vorwand für summarische Exekutionen und Massaker lieferte. Während einer Zeremonie vor dem Amtssitz des Vizekönigs in Addis Abeba waren am 19. Februar 1937 durch Handgranaten Angehörige der italienischen Besatzungselite, Graziani eingeschlossen, schwer verletzt worden. Einige Soldaten starben. Daraufhin begann der örtliche faschistische Parteiführer Guido Cortese das dreitägige Pogrom von Addis Abeba, bei dem laut der ersten umfassenden Darstellung von Ian Campbell (2017) vor allem faschistische Schwarzhemden etwa 19.200 Menschen ermordeten. Innerhalb kürzester Zeit verlor die Hauptstadt somit bis zu 20 % ihrer Einwohner, wobei faschistische Todesschwadronen auch gezielt gegen die abessinische Intelligenz vorgingen. Graziani dehnte in der Folge den Besatzungsterror auf ganze Bevölkerungsgruppen aus, die er für „gefährlich“ hielt und einer antiitalienischen Haltung bezichtigte. Ins Visier der Besatzer gerieten der amharische Adel, der Klerus der äthiopisch-orthodoxen Kirche und die Intelligenz. Besonders gefährdet waren Angehörige dieser Gruppen in den Unruheprovinzen Zentraläthiopiens, unter den Volksgruppen vor allem die Amharen. So wies Graziani am 1. März 1937 General Guglielmo Nasi an, im Gouvernement Harrar alle Mitglieder des amharischen Adels und alle ehemaligen Offiziere der kaiserlichen Armee zu erschießen. Ähnlich lautende Erlasse ergingen gegen die „Young Ethiopians“ und das Kollektiv der Weissager, Zauberer und Märchenerzähler, die im einfachen Volk als Seher und Deuter in hohem Ansehen standen. Allein von den Polizeieinheiten der Carabinieri wurden bis Anfang Juni 1937 insgesamt 2.509 Menschen erschossen, die vor allem zu diesen Gruppen gehörten. Ebenso ordnete Graziani das Massaker von Debre Libanos an. Bei diesem „blutigsten Massaker an Christen auf dem afrikanischen Kontinent“ erschossen italienische Offiziere und Kolonialtruppen unter General Pietro Maletti von 19. bis 26. Mai 1937 etwa 2.000 abessinische Geistliche, Theologiestudenten und Pilger der Klosterstadt Debre Libanos.

Flagge des italienischen Generalgouverneurs und Vizekönigs von Äthiopien (1938–1941)

Auch im fortdauernden Krieg gegen die abessinischen „Patrioten“ setzte Italien auf maßlose Vergeltung. So ermordeten Soldaten von General Sebastiano Gallina im Oktober 1936 Hunderte Bauern und brannten während einer „Säuberungsaktion“ ihre Hütten nieder. Am 27. Oktober ermunterte Vizekönig Graziani den General dazu, „mit dem unerbittlichen Werk der Zerstörung von allem“ fortzufahren. Typisch war auch das Schicksal des 40 Kilometer südlich von Addis Abeba gelegenen Dorfes Gogetti im Februar 1937. Auf Anordnung Mussolinis ließ Brigadegeneral Carlo Geloso alle männlichen Einwohner über 18 Jahre erschießen und die Dorfhütten niederbrennen. Der für seine brutale Konterguerilla berüchtigte Gouverneur von Amhara, General Pirzio Biroli, befahl nach zahlreichen Massenexekutionen im Sommer 1937 „Luftoperationen großen Stils“ in der Region Gojjam, um die Bevölkerung vom Überlaufen zur Guerilla abzuhalten. Bei ihren Angriffen sollten seine Piloten alles „bombardieren und verbrennen und dabei Kirchen und Vieh nicht verschonen“.
Grazianis Nachfolger, Herzog Amedeo von Savoyen-Aosta, leitete eine mildere Besatzungspolitik ein, die nicht nur auf Repression beruhte, aber auch nicht vollends auf Gewalt verzichtete. So wurden noch im April 1939 beim Massaker von Zeret mindestens 1.000 Menschen mit Giftgas, Flammenwerfern oder durch Erschießungen getötet.

### Abessinische Kriegsverbrechen
Auch von abessinischen Truppen und der Widerstandsbewegung wurden bereits 1935/1936 Kriegsverbrechen begangen. So griff am 13. Februar 1936 eine abessinische Kommandoeinheit bei Mai Lahlà (Rama) eine Baustelle der Firma Gondrand an und massakrierte hinter der Front mindestens 68 Arbeiter und eine Frau. Zum Entsetzen der italienischen Öffentlichkeit wurde ein Großteil der getöteten Männer verstümmelt und entmannt. Ebenfalls bekannt ist das Massaker von Lekept. Vizekönig Graziani hatte am 26. Juni 1936 drei Flugzeuge mit 13 Offizieren nach Lekept geschickt, um dort den proitalienisch eingestellten lokalen Anführer Hapte Mariam zu treffen. Die Offiziere wurden mit einer Geldsumme von 3.000 Maria-Theresien-Talern ausgestattet, um in Lekept eine lokale Armee im Dienste der Italiener aufzubauen. In der Nacht desselben Tages wurden zwölf von ihnen getötet und die drei Flugzeuge von Studenten der Stadt Holetta und eritreischen Deserteuren verbrannt. Trotzdem fällt laut Aram Mattioli (2005) auf, dass der Widerstand nicht auf willkürlichen Terror setzte. So habe er keine Gewaltakte in belebten Straßen, Restaurants oder auf Märkten verübt, in denen unbeteiligte Passanten zu Schaden kamen. Auch Rainer Baudendistel (2006) hält fest, dass die Verletzungen der ersten Genfer Konvention von 1929, die sich das faschistische Italien während des siebenmonatigen Feldzuges in Abessinien zuschulden kommen ließ, „sehr viel schwerer wiegen als diejenigen des äthiopischen Kaiserreiches“. Der bis heute in Italien verbreitete Glaube an das Gegenteil sei ein „Mythos“, der dem „nachhaltigen Effekt der faschistischen Propaganda und eigentlicher Verdrängung zuzuschreiben“ sei.

## Folgen

### Opferzahlen
Wie in vielen anderen Fällen von Massengewalt ist sich die internationale Forschung auch über die genaue Opferzahl des Abessinienkrieges uneins, insbesondere hinsichtlich der Toten auf abessinischer Seite. Keine der kriegsführenden Parteien führte verlässliche Statistiken. Überdies war in Abessinien eine statistische Erfassung der Einwohner unbekannt, sodass auch die Zahl der Gesamtbevölkerung nur geschätzt werden kann. Die Angaben für die abessinische Gesamtbevölkerung schwanken zwischen 6 und 12 Millionen.
Vor diesem Hintergrund sehen auch Historiker die Anzahl der Abessinier, die dem italienischen Angriffskrieg und Besatzungsregime zwischen 1935 und 1941 zum Opfer fielen, sehr unterschiedlich: Die Angaben bewegen sich zwischen minimal 330.000 und maximal 760.000 Toten. Der Höchstwert entstammt den äthiopischen Regierungsangaben aus dem Jahre 1946. Obwohl diese Angabe auch die indirekten Besatzungsfolgen durch Hungersnöte berücksichtigt, wird die von Äthiopien vertretene maximale Opferzahl von den meisten europäischen Historikern als zu hoch angesehen. So geht die neuere italienische Forschung für den Zeitraum von 1935 bis 1941 von 350.000 bis 480.000 getöteten Äthiopiern aus, die neuere deutschsprachige Forschung spricht von 330.000 bis 380.000 Toten und der australische Historiker und Mussolini-Biograph R. J. B. Bosworth (2010) von über 400.000 Toten. Manche angelsächsischen Historiker gehen jedoch weiterhin von deutlich höheren Opferzahlen aus. So hält Andrew Stewart (2016) an der äthiopischen Regierungsangabe von 760.000 Toten fest, während Brian R. Sullivan (1993) noch von immerhin 700.000 getöteten Äthiopiern spricht, und daher bei einer niedrig geschätzten Einwohnerzahl von 6 Millionen davon ausgeht, dass Äthiopien infolge des Krieges 11 bis 13 % seiner Gesamtbevölkerung verloren hat.
Jedenfalls bezahlte das abessinische Kaiserreich im Verhältnis zu seiner Bevölkerungszahl den italienischen Eroberungsversuch mit einem höheren Blutzoll als alle durch den Ersten Weltkrieg betroffenen Nationen mit Ausnahme Serbiens. Das zentrale Hochplateau Äthiopiens wurde so zum Schauplatz des ersten kriegsbedingten Massensterbens seit der Gründung des Völkerbundes. Besonders hoch war der Blutzoll unter der christlich-orthodoxen Volksgruppe der Amharen, deren Verluste im prozentualen Verhältnis zu ihrer Bevölkerungsanzahl sogar jenen der Russen im Zweiten Weltkrieg gleichen. Die Historiker stimmen weitgehend darin überein, dass im Zeitraum von 1936 bis 1941 weit mehr Äthiopier ums Leben kamen als im „Krieg der sieben Monate“ von 1935/36. Für die erste Kriegsphase schwanken die Zahlen zwischen 55.000 und 275.000 getöteten Abessiniern, während die Angaben für die Jahre 1936 bis 1941 von 180.000 bis 480.000 Toten reichen.
Auf italienischer Seite belaufen sich die Verluste von 1935 bis 1941 auf insgesamt 25.000 bis 30.000 militärische und zivile Tote, darunter überdurchschnittlich viele Askaris. Im Verhältnis zur Gesamtbevölkerung erlitt Italien damit etwa doppelt so hohe Verluste, als die US-Amerikaner während des etwa gleich lange dauernden Vietnamkrieges. Dies weist für Historiker auf die Erbittertheit der Kämpfe in Ostafrika hin. Die faschistische Regierung in Rom bezifferte für die Kriegsphase von Oktober 1935 bis Mai 1936 offiziell Verluste von 2.800 Italienern und 1.600 Askaris. Brian R. Sullivan (1999) geht von 12.000 getöteten Italienern und 4.000–5.000 getöteten Askaris für den „Krieg der sieben Monate“ aus. Im weiterhin nicht befriedeten Ostafrika seien von Mai 1936 bis Juni 1940 weitere 12.000 Italiener und zwischen 30.000 und 35.000 Askaris getötet worden. Laut dem italienischen Historiker Alberto Sbacchi (1978) wurden außerdem bis Mai 1936 etwa 44.000 Italiener verwundet oder erkrankten, bis zum Jahr 1940 dann noch weitere 144.000.

### Abessinien unter italienischer Besatzung

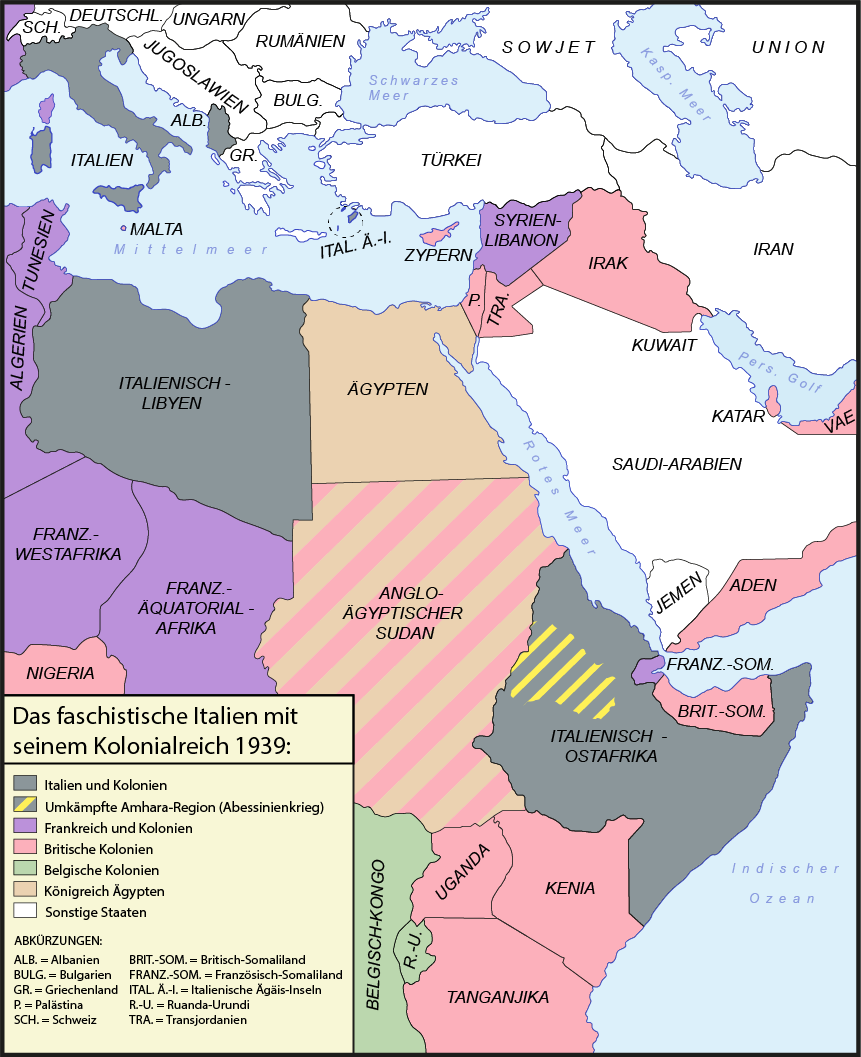
Italienisch-Ostafrika als Teil des faschistischen Kolonialreiches (1939)

Unter der italienischen Besatzung verschwand Abessinien als geographische Einheit von der Landkarte. Die Grenzen des alten Kaiserreiches wurden aufgelöst und sein Territorium mit den bisherigen Kolonien Eritrea und Somaliland vereinigt. Diese formten nun die neugebildete Kolonie „Italienisch-Ostafrika“ (Africa Orientale Italiana, kurz AOI). Faktisch handelte es sich jedoch um eine Besatzungsherrschaft und damit um eine illegitime Form der Machtausübung, da Äthiopien vor der Annexion ein souveräner und international anerkannter Staat gewesen war. Völkerrechtlich gesehen stieß dem Land somit nichts grundlegend anderes zu als später der Tschechoslowakei und Polen durch das nationalsozialistische Deutschland. Außerdem ging der Krieg auch nach der Einnahme Addis Abebas unvermindert weiter, da die Italiener erst ein Drittel Abessiniens erobert hatten.
Das Gebiet wurde in sechs halbautonome Verwaltungseinheiten unterteilt. Dabei praktizierten alle faschistischen Gouverneure einen bemerkenswerten Autoritarismus, Paternalismus und Rassismus. Eine zwangsläufige Begleiterscheinung der italienischen Kolonialpolitik war in Abessinien wie auch anderswo der Ausschluss der unterworfenen Bevölkerung von allen Formen der Machtbeteiligung. Die koloniale Administration ging von der Theorie aus, dass Kolonien Erweiterungen des Mutterlandes sind, die von Italienern besiedelt und von italienischem Kapital ausgebeutet werden sollten. Dieser Ansatz zielte auf eine Transformierung der Kolonien in Regionen eines Großitalien (Magna Italia) ab. Kolonialminister Alessandro Lessona betrachtete die Unterordnung von Interessen der einheimischen afrikanischen Bevölkerung unter die Interessen Roms nicht als im Widerspruch zur proklamierten „Zivilisatorischen Mission“ stehend. Stattdessen ging er davon aus, dass die Abessinier dankbar und unterwürfig sein würden.
Anders als die umliegenden kolonialen Gebiete, verfügte Abessinien jedoch über eine wachsende und gut artikulierte intellektuelle Elite. Viele von ihnen hatten eine Ausbildung an Schulen und Universitäten im Ausland gemacht. Die Italiener begannen mit der systematischen Liquidierung dieser Abessinier, sowie aller anderen, die verdächtigt wurden irgendeine Form von bedeutender Ausbildung genossen zu haben. Das künftige Schulwesen wurde für Abessinier auf die Grundschulbildung beschränkt. Mussolini war von Anfang an entschlossen alle historischen Symbole zu entfernen, die an die Unabhängigkeit Äthiopiens erinnerten. Er erließ persönlich die Order zur Entfernung der zwei bedeutendsten Statuen in Addis Abeba: jene Kaiser Meneliks und jene des Löwen von Judah. Später befahl der Diktator den Raub einer der beiden Obelisken von Axum, der anschließend nach Rom verschifft wurde. Das nach Italien geschaffte Raubgut umfasste ebenfalls das Monument des Löwen von Judah, fünf Kronen äthiopischer Kaiser sowie mehrere historische Gemälde, die das abessinische Parlament verziert hatten.

### Radikalisierung des faschistischen Regimes

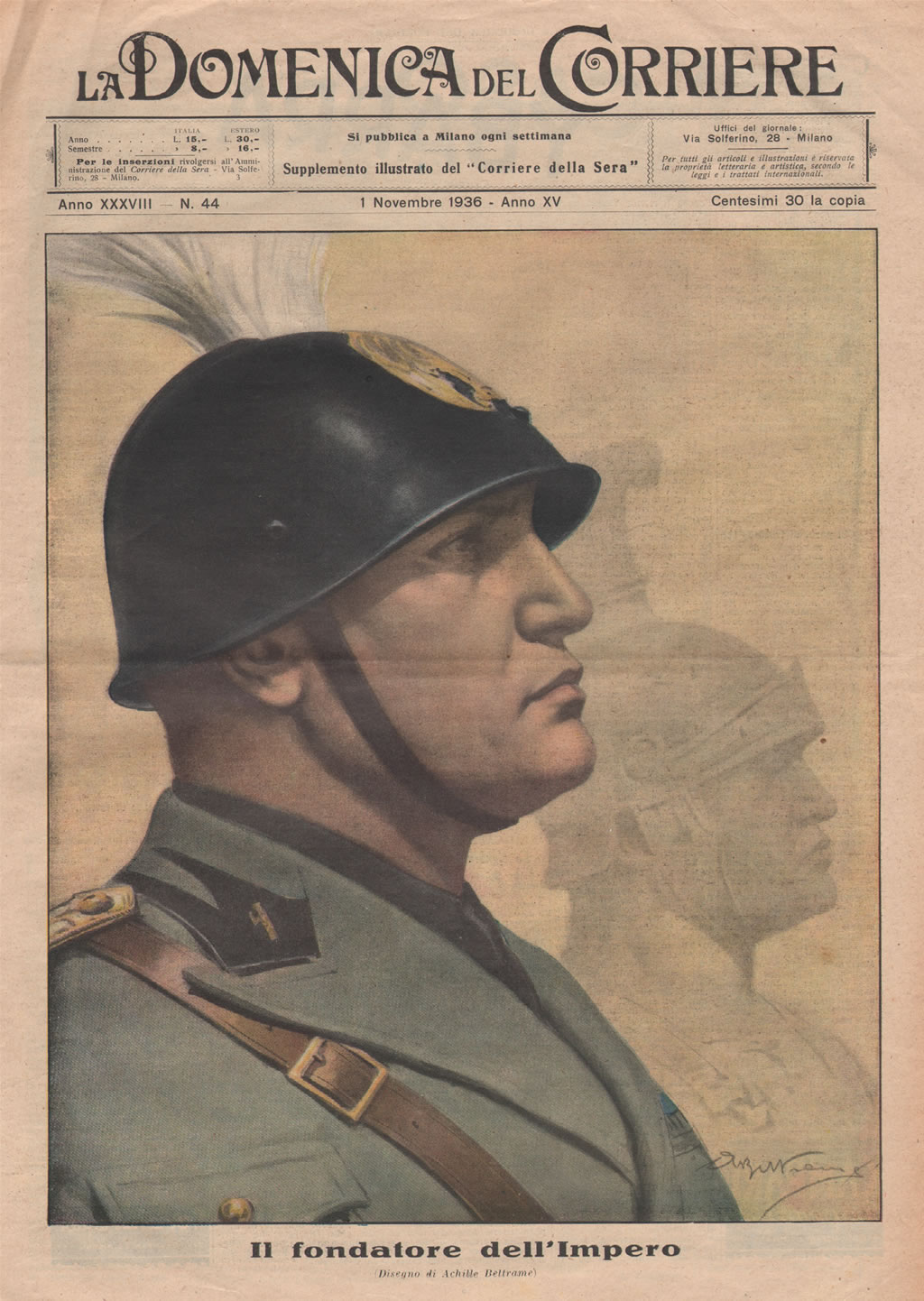
Mussolini als gefeierter „Begründer des Imperiums“ (Il fondatore dell’Impero) auf dem Titelblatt von La Domenica del Corriere (1936)

Für das faschistische Italien markierte der Abessinienkrieg den Wendepunkt hin zu einer bedeutenden Radikalisierung des Mussolini-Regimes, die laut Hans Woller (2010) eine noch tiefere Zäsur darstellte als die Ausrufung der Diktatur Anfang 1925. Italiens Außenpolitik trat mit dem Überfall auf Äthiopien in ein „faschistisches Kriegsjahrzehnt“ (a fascist decade of war) ein, in dessen Rahmen das Regime von 1935 bis 1945 permanent Krieg führte: Nach dem Angriff auf Abessinien folgten militärische Interventionen in Spanien, Albanien, Frankreich, Nord- und Ostafrika, Griechenland, Jugoslawien, der Sowjetunion und schließlich in Italien selbst. Dabei entfaltete der Abessinienkrieg seine größte Wirkung als „Experimentierfeld“ auf die italienische Besatzungspolitik auf dem Balkan, wo Äthiopien-Veteranen wie die Generäle Alessandro Pirzio-Biroli und Carlo Geloso führende Positionen übernahmen und zwischen 1941 und 1943 eine besonders brutale Repressionspolitik verfolgten.
Zugleich setzte der „Duce“ im Inland nun auf eine forcierte Weiterführung der „faschistischen Revolution“, die das Land dem Endziel eines totalitären Staates deutlich näher brachte. Angespornt durch den Krieg in Ostafrika sowie durch die gestärkten Vertreter des radikalen Flügels innerhalb der Staatspartei PNF, erteilte Mussolini dem faschistischen Parteiapparat nun insbesondere in den Bereichen Propaganda und Pädagogik mehr Kompetenzen. Dieser forderte nun mit Nachdruck eine tiefgreifende Faschisierung von Staat und Gesellschaft: Durch die verstärkte Besetzung von immer mehr politischen Positionen mit überzeugten Faschisten sollte die Umwandlung Italiens zu einer neuen Gesellschaft kriegerischer Menschen, den „Römern der Moderne“, beschleunigt werden. Anfang 1937 führte das Regime auch ein neues Ministerium für Volkskultur ein, das sich teilweise am deutschen Propagandaministerium orientierte. Außerdem verstärkte Mussolini seine persönliche Diktatur: Während sein Kabinett 1933 noch 72 Sitzungen abgehalten hatte, waren es 1936 nur noch vier. Gedankenspiele über die Abschaffung der Monarchie und die zusätzliche Übernahme der Position des Staatsoberhaupts ließ Mussolini zwar schließlich fallen (er entschied sich dafür, den Tod des fast siebzigjährigen Königs abzuwarten). Jedoch ernannte sich Mussolini Anfang 1938 zur Empörung von Viktor Emanuel III. zum „Ersten Marschall“ des italienischen Imperiums, wodurch er in militärischen Belangen auf einer mindestens gleichwertigen Stufe mit dem Monarchen stand.
Neue Töne schlug das Regime ab März 1936 ebenso in der Wirtschaftspolitik an. Um den vom Völkerbund im Zuge des Überfalls auf Abessinien verhängten Sanktionen langfristig trotzen zu können, strebte man nun nach „Autarkie“ – die italienische Wirtschaft sollte durch zunehmendes staatliches Eingreifen möglichst unabhängig gemacht werden. Die internationalen Sanktionen wurden zwar drei Monate später wieder aufgehoben, doch die „Autarkie“ blieb die neue wirtschaftliche Leitdoktrin des Faschismus. Der Zugang ausländischer Konkurrenten zum italienischen Markt wurde zunehmend eingeschränkt, was zu einer steigenden Inflation und höheren Steuern führte. Gleichzeitig begann eine zunehmende staatliche Förderung der italienischen Rüstungsindustrie und verwandten Sektoren wie Maschinenbau, Metallverarbeitung und Chemie. Zwar ging damit eine rasche Zunahme der industriellen Produktion einher, dennoch löste das „Autarkie“-Konzept bei Italiens ökonomischer Elite zunehmende Beunruhigung aus. Die verstärkte Einflussnahme und Kontrolle des faschistischen Staates auf den freien Markt, die Bestrebungen der Faschisten nach einer totalen Dominierung des Staates und die stetig aggressivere Außenpolitik kollidierten immer mehr mit den Interessen des Großbürgertums.
Nicht zuletzt begann ab 1936 auch die Wende des italienischen Faschismus hin zu einer betonten und systematischen Rassenpolitik. Erstmals konfrontiert mit der Tatsache, dass im italienischen Herrschaftsbereich Millionen von Afrikanern lebten, sowie Mussolinis Wunsch, die eroberten Gebiete Ostafrikas zu einer italienischen Siedlungskolonie zu machen, stieg innerhalb der faschistischen Führungsschicht die Angst vor einer „Rassenmischung“. Mussolini erklärte dazu im engsten Kreis unmissverständlich: „Man erobert kein Imperium, um sich zu entarten. Ich will keine Halbblute.“ In den folgenden Monaten und Jahren wurde schrittweise ein Apartheidssystem in Italienisch-Ostafrika aufgebaut, das bereits viele Elemente der später in Südafrika praktizierten Politik der Rassentrennung vorwegnahm und das deutlich über den „üblichen“ Kolonialrassismus anderer Kolonialstaaten hinausging. Die Entdeckung der „Rassenfrage“ im Zuge des Abessinienkriegs beflügelte zudem den steigenden Antisemitismus des faschistischen Regimes. Nachdem bereits 1934 eine erste Propagandakampagne gegen die italienischen Juden gestartet worden war, verband sich nun der gegen farbige Afrikaner gerichtete Rassismus mit einer „Kampfansage an den überall lauernden bürgerlichen Geist“ in Italien, als dessen Verkörperung die Juden galten. Im Jahr 1938 wurden schließlich die Gesetze zum „Schutz der italienischen Rasse“ erlassen, die sich in erster Linie gegen Juden, aber auch gegen die farbigen Bewohner in den italienischen Kolonien richteten. Der Abessinienkrieg spielte somit eine entscheidende Rolle für die rassistische Gesetzgebung Italiens.

### Verhindertes Kriegsverbrechertribunal

#### Völkerrechtliche Ausgangssituation
Auf ihren Gipfeltreffen in Moskau (1943), Teheran (1943) und Jalta (1945) bekräftigten die Führer der alliierten Mächte ihren Willen, Kriegsverbrecher zu verfolgen und an ihre Ankläger auszuliefern. 1943 wurde zu diesem Zweck die United Nations War Crimes Commission (UNWCC) eingerichtet, die eine Liste mutmaßlicher Kriegsverbrecher erstellen sollte. Am 8. August 1945 führte das Londoner Statut neben Kriegsverbrechen, die schon unter Bezug auf die Haager Landkriegsordnung von 1907 geahndet werden konnten, das „Verbrechen gegen den Frieden“ und das „Verbrechen gegen die Menschlichkeit“ in das Völkerrecht ein. Vor dem Hintergrund der Nürnberger und Tokioter Prozesse strengte auch das Kaiserreich Äthiopien als erstes Opfer der späteren Achsenmächte ein internationales Tribunal zur Aburteilung der italienischen Kriegsverbrecher an. Bei vielen der begangenen Gewalttaten handelte es sich schon nach damaliger Rechtslage um schwere Verstöße gegen das Völkerrecht. So stellte bereits die Invasion als solche einen verbrecherischen Akt dar, weil sie gegen den Briand-Kellogg-Pakt verstieß, der 1928 Angriffs- und Eroberungskriege prinzipiell geächtet hatte. Der kalkulierte Einbezug der Zivilbevölkerung in die Kampfhandlungen kam einem Bruch mit den Prinzipien der Haager Landkriegsordnung gleich.
Völkerrechtswidrig waren die Luftangriffe auf unverteidigte Städte und Dörfer, die Zerstörung der natürlichen Lebensgrundlagen durch die Verseuchung von Wasserstellen und das Abschlachten von Viehherden sowie die willkürliche Hinrichtung von unbeteiligten Zivilisten. Italiens Gaskriegsführung verletzte das 1925 von Italien ohne Einschränkungen unterzeichnete Genfer Protokoll, welches den Gebrauch chemischer und biologischer Waffen verbot. Dadurch, dass italienische Einheiten an einzelnen Frontabschnitten keine Gefangenen machten oder diese in den Konzentrationslagern Danane und Nocra einem oft tödlichen Schicksal überantworteten, brachen die Invasoren auch das Genfer Abkommen von 1929, das einen erweiterten Schutz und eine menschliche Behandlung von Kriegsgefangenen vorsah. Ein völkerrechtswidriges „Verbrechen gegen die Menschlichkeit“ war die blutige Massenrepression unter Vizekönig Graziani, insbesondere die gezielte Ausrottung ganzer Bevölkerungsgruppen, die Massenexekutionen ohne vorherigen Prozess und die Massaker an Zivilpersonen.

#### Äthiopiens Initiativen bei der UNWCC und Großbritannien
Als ein erster Schritt auf dem Weg zu einem „afrikanischen Nürnberg“ sollte die von der Presse- und Informationsabteilung der äthiopischen Regierung erarbeitete Dokumentation La Civilisation de l’Italie fasciste en Éthiopie werden. Das in französischer Sprache verfasste, zweibändige Schwarzbuch prangerte auf Grundlage von gefundenen Dokumenten und Fotografien die italienischen Gewalttaten an und sollte westliche Regierungskreise und die Öffentlichkeit für Verbrechen auf dem ostafrikanischen Kriegsschauplatz sensibilisieren. Am 10. Jahrestag des italienischen Überfalls trat Äthiopien dem Londoner Statut bei und gab am 20. Mai 1946 die Errichtung der „Ethiopian War Crimes Commission“ bekannt. Addis Abeba versuchte Druck auf die UNO-Kommission auszuüben, da diese bisher insbesondere auf britisches Betreiben hin die italienischen Kriegsverbrechen in Äthiopien nicht in ihr Mandat eingeschlossen hatte. Die UNWCC erklärte, sie sei nur für während des Zweiten Weltkrieges von 1939 bis 1945 begangene Gewaltverbrechen zuständig. Jedoch wurden schon in den Tokyoter Prozessen Verbrechen der japanischen Militärführung verhandelt, die bis ins Jahr 1928 zurückgingen.
Die UNWCC änderte ihre ablehnende Haltung erst infolge des Inkrafttretens der Pariser Friedensverträge am 10. Februar 1947. Darin verpflichtete sich Italien unter anderem dazu, alle nötigen Schritte zu unternehmen, um Personen italienischer oder ausländischer Herkunft, die im Verdacht standen, Strafbestände nach Maßgabe des Nürnberger Prozesses verübt, befohlen oder Beihilfe zu ihnen geleistet zu haben, vor Gericht zu stellen. Am 29. Oktober 1947 erklärte sich die UNO-Kommission bereit, auch die von Italienern begangenen Kriegsverbrechen in Äthiopien in ihre Arbeit einzubeziehen. Gleichzeitig forderte sie Äthiopiens Regierung auf, ihre Fälle der Kommission bis zum 31. März 1948 zu unterbreiten. Um die Frist einhalten zu können, entschloss sich Äthiopiens Regierung dazu, der UNWCC nur zehn Anklagen gegen mutmaßliche Hauptkriegsverbrecher zu unterbreiten. Damit war bereits klar, dass alle Täter der mittleren und untersten Kommandoebene nicht belangt werden würden. Andere Hauptverantwortliche wie Benito Mussolini oder Emilio De Bono waren nicht mehr am Leben. Anfang 1948 überreichte Äthiopien der UNWCC detailliertes Beweismaterial zu von Italienern begangenen Kriegs- und Besatzungsverbrechen. Auf der äthiopischen Kriegsverbrecherliste standen sieben hochrangige Militärs, zwei Politiker und ein Parteiexponent in der folgenden Reihenfolge:
1. Marschall Pietro Badoglio (Oberbefehlshaber der italienischen Streitkräfte in Ostafrika), 2. Marschall Rodolfo Graziani (Kommandeur der Südfront und Vizekönig von Italienisch-Ostafrika), 3. Alessandro Lessona (Kolonialminister), 4. Guido Cortese (Chef der faschistischen Partei in Addis Abeba), 5. General Guglielmo Nasi (Gouverneur von Harrar), 6. General Alessandro Pirzio Biroli (Gouverneur von Amhara), 7. General Carlo Geloso (Gouverneur von Galla und Sidamo), 8. General Sebastiano Gallina, 9. General Ruggero Tracchia, 10. Enrico Cerulli (Abteilungsleiter im Kolonialministerium für Ostafrika und Stellvertreter von Vizekönig Graziani). Äthiopien bezichtigte jeden der zehn Haupttäter des verbrecherischen Massenmords. Konkret wurden Badoglio der systematische Einsatz von Giftgas und das gezielte Bombardement von Spitälern zur Last gelegt. Graziani klagte man des systematischen Terrorismus, der Deportation und Internierung von Zivilisten, der Plünderung und mutwilligen Zerstörung, des Einsatzes von Giftgas und der bewussten Bombardierung von Spitälern an. Lessona, den einzigen hochrangigen Vertreter der ehemaligen politischen Führung, und Cerulli beschuldigte man der Beihilfe zum systematischen Terrorismus. Cortese wollte man als Drahtzieher des fürchterlichen Pogroms in Addis Abeba zur Verantwortung ziehen, während die verbliebenen fünf Feldkommandeure für die von ihnen angeordneten Massaker und Massenexekutionen abgeurteilt werden sollten.
Die UNWCC diskutierte und würdigte das von Äthiopien vorgelegte Belastungsmaterial am 4. März 1948. Trotz britischer Bedenken erklärte sie sich bereit, die sieben Militärführer und den faschistischen Parteifunktionär Cortese auf die Liste der Kriegsverbrecher zu setzen. Einzig Alessandro Lessona und Enrico Cerulli sollten, da sie nicht persönlich an Verbrechen teilgenommen hatten, nicht angeklagt, sondern in künftigen Prozessen bloß als Zeugen geladen werden. Dieser UNWCC-Entscheidung, die einem moralischen Sieg Äthiopiens gleichkam, stellten sich jedoch neue Schwierigkeiten entgegen. So befanden sich die acht Beschuldigten nicht in äthiopischem Gewahrsam, sondern lebten als zum Teil geachtete Bürger in Italien. Pietro Badoglio stand trotz seiner Verwicklung in die faschistische Diktatur in hohem Ansehen, da er Italien als erster postfaschistischer Ministerpräsident im Oktober 1943 an der Seite der Alliierten in den Krieg geführt hatte. Gleichzeitig hatte er im April 1944 den demokratischen Parteien den Weg an die Macht geebnet, als er die Parteien des Nationalen Befreiungskomitees (CLN) in seine Regierung aufgenommen hatte. Als Garant der staatlichen Kontinuität und rechtsgerichteter Politiker wurde Badoglio vom konservativen Establishment Westeuropas hoch geschätzt. Selbst nach seiner Zeit als Ministerpräsident nahm ihn die britische Regierung bei mehreren Gelegenheiten vor Vorwürfen wegen seiner Rolle in Mussolinis Eroberungskriegen in Schutz.
Diese Schwierigkeiten vor Augen, entschied sich die äthiopische Regierung 1948 dazu, Italien entgegenzukommen. In einem Schreiben an das britische Außenministerium erklärte sie sich am 23. November 1948 bereit, auf einen Großteil der Verfahren zu verzichten und nur die beiden ehemaligen Marschälle Pietro Badoglio und Rodolfo Graziani zur Verantwortung zu ziehen. Um den beiden Angeklagten einen fairen Prozess zu garantieren, schlug Äthiopiens Regierung ein internationales Tribunal mit einer Mehrheit nichtäthiopischer Richter vor, das nach dem Verfahrensmodell und den Rechtsprinzipien der Nürnberger Prozesse arbeiten sollte. Überdies bat die kaiserliche Regierung Großbritannien um Hilfe und Vermittlung bei der italienischen Regierung. Der britische Außenminister lehnte dies jedoch ab und verwies das afrikanische Land am 31. Januar 1949 auf den direkten Verhandlungsweg mit Italien. Alle britischen Regierungen wollten Italien, das sich ab 1943 am Krieg gegen NS-Deutschland beteiligt hatte, nicht für Verbrechen in Afrika zur Verantwortung ziehen, die in den Jahren der unglücklichen Appeasement-Politik begangen worden waren. Die damalige nachgiebige Haltung Großbritanniens hatte die italienische Aggression wesentlich erleichtert. Zudem sollte nach dem Ausbruch des Kalten Krieges alles unterbleiben, was die ohnehin schon starke politische Linke in Italien noch stärker gemacht hätte. Großbritannien, Frankreich und die USA wollten Italien unbedingt im westlichen Lager halten und waren für dieses Ziel bereit, das von Äthiopien angestrebte Tribunal zur Aburteilung der italienischen Hauptkriegsverbrecher im Sande verlaufen zu lassen.

#### Letzte bilaterale Initiative und Scheitern
Endgültig auf den bilateralen Weg verwiesen, unternahm die äthiopische Regierung im September 1949 einen letzten Versuch, Pietro Badoglio und Rodolfo Graziani doch noch aburteilen zu können. Der äthiopische Botschafter in London berief sich gegenüber seinem italienischen Amtskollegen noch einmal auf Italiens Verpflichtungen aus dem Friedensvertrag von 1947. Der italienische Botschafter lehnte die Forderungen jedoch mit der Begründung ab, dass zwischen den beiden Ländern keine diplomatischen Beziehungen bestünden. Das ebenfalls informierte britische Außenministerium stellte in seiner Antwort die Berechtigung der äthiopischen Auslieferungsbegehren nicht grundsätzlich in Frage, hielt aber fest, dass der Zeitpunkt dafür unpassend sei. Äthiopien tue gut daran, die Frage des Kriegsverbrecherprozesses nicht weiter zu forcieren, wenn es an einer Föderation mit Eritrea interessiert sei. Diese Demarche bedeutete das Ende für die äthiopischen Bemühungen. Die Folgen des ausgebliebenen Kriegsverbrechertribunals beurteilte Aram Mattioli (2006) wie folgt:
„Die stille ‚Generalamnestie‘ für Mussolinis blutige Veteranen prägte die Erinnerung an die Ereignisse entscheidend. Sie verhinderte nicht nur, dass den vielen Tausend afrikanischen Opfern der faschistischen Gewaltherrschaft Gerechtigkeit und Genugtuung widerfuhr. Die Sabotage eines ‚afrikanischen Nürnberg‘ trug überdies dazu bei, dass Mussolinis Diktatur nie als jenes brutale Massentötungsregime ins kollektive Gedächtnis der Europäer einging, das sie war.“

## Rezeption in Gesellschaft und Politik

### Zeitgenössische Rezeption
Schon der zeitgenössischen Beurteilung fiel das Leid auf, das der Abessinienkrieg über die zivile Bevölkerung brachte. So berichtete John Melly, der damalige Leiter des Britischen Roten Kreuzes im Kriegsgebiet: „Das ist kein Krieg, es ist auch kein Blutbad, es ist eine Folterung von Zehntausenden wehrloser Männer, Frauen und Kinder mit Bomben und Giftgas.“ Marcel Junod, Delegierter des internationalen Roten Kreuzes, verglich angesichts hunderter Giftgasopfer in der Quoram-Ebene, die schwer verletzt und ohne medizinische Versorgung qualvoll vor sich hin litten, das Geschehen mit einer „veritablen Hölle“. Der Chefdelegierte des Roten Kreuzes in Abessinien, Sidney H. Brown, meldete 1936 an die Genfer Zentrale, dass die Italiener einen wahren „Vernichtungskrieg“ (guerre d’extermination) führten und keine Unterscheidung zwischen der Armee und der Zivilbevölkerung stattfinde. Der Überfall auf Äthiopien schädigte den internationalen Ruf des faschistischen Italiens in der westlichen Presse und bei den politischen Eliten nachhaltig. Wurde Mussolini zuvor unter anderem noch als „modernisierender Supermann“ gefeiert, galten er und sein Regime nun als „Aggressoren“, die man „in Quarantäne stecken“ solle (Franklin D. Roosevelt), oder als „Gangster“ und „Antichrist“ (Anthony Eden).

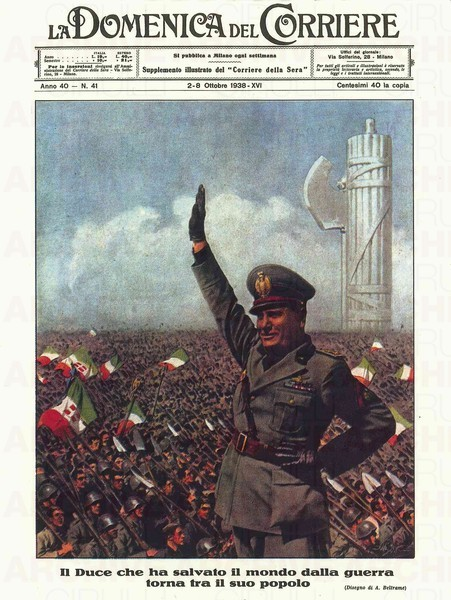
Propagandistische Darstellung Benito Mussolinis auf der Titelseite der Zeitung La Domenica del Corriere (1938)

In Italien selbst rief der Abessinienkrieg gewaltige Begeisterung hervor, insbesondere Badoglios Siegesmeldung vom 5. Mai 1936 versetzte die italienische Gesellschaft in einen „kollektiven Rauschzustand“. Für die Faschisten war Italien im „Krieg der sieben Monate“ nun zu einer kolonialen Großmacht aufgestiegen, die gleich hinter Großbritannien und Frankreich über das drittgrößte Kolonialreich der Welt gebot. Vor dem Hintergrund ungeheurer Propagandaanstrengung sah Italiens Öffentlichkeit Mussolini im Allgemeinen als einen Mann, der dort Erfolg gehabt hatte, wo seine liberalen Vorgänger gescheitert waren. Italien habe aus eigener Kraft einen großen Feldzug gewonnen und Mussolini dem Völkerbund und den Großmächten getrotzt und dabei zusätzliches Prestige erworben. Propagandistisch hervorgehoben wurden auch die 50 Millionen Hektar besten äthiopischen Ackerlandes, die nur darauf warten würden, von zwei Millionen italienischen Kolonisten bebaut zu werden. 1936 erklärten sogar kommunistische Geheimberichte, die Themen Nationalismus und „proletarischer Krieg“, die der Faschismus eingesetzt hatte, hätten die einfache Bevölkerung in Bewegung versetzt, und es gebe eine „breite Masse von Arbeitern, die vom Faschismus beeinflusst seien“. Kommunistische Führer kamen zu dem Schluss, patriotische Gefühle respektieren zu müssen, was so weit ging, dass sie ein gewisses Maß an Nationalismus akzeptierten und zu einer Zusammenarbeit mit faschistenfreundlichen Arbeitern bereit waren. Es gab jedoch auch öffentlich bekundete Ablehnungen der Invasion von Seiten italienischer Antifaschisten, so z. B. von Carlo Rosselli, der in seinem französischen Exil 1937 auf Mussolinis Befehl hin ermordet wurde.
Für die breite Unterstützungsfront, die den Abessinienkrieg 1935/36 trug, erwies sich die Unterstützung durch die katholische Kirche als entscheidend. Seit den Lateranverträgen von 1929 hatte sich die Staatskirche zu einem Stützpfeiler des faschistischen Regimes entwickelt. Schon in den Monaten vor Beginn der Aggression hatten katholische Würdenträger das Recht Italiens auf Expansion unterstützt. In einer Ansprache vom 25. August 1935 erweckte Papst Pius XI. den Anschein, dass der Vatikan die italienischen Ansprüche für gerechtfertigt hielt. Nach dem Ausbruch der Feindseligkeiten nahm der Vatikan zwar eine neutrale Haltung ein und enthielt sich jedes weiteren Kommentars zum Kriegsgeschehen. Das Schweigen wurde jedoch meist so aufgefasst, dass der Papst nicht gegen den Aggressor Stellung beziehen wollte. Im nationalistischen Klima des Herbstes 1935 unterstützten die meisten italienischen Bischöfe den völkerrechtswidrigen Krieg in Ostafrika enthusiastisch, weit begeisterter als zwanzig Jahre zuvor den Eintritt in den Ersten Weltkrieg. Den von der Propaganda des Regimes vorgeschützten Kriegsgründen (Verbreitung der Zivilisation, Eroberung von Lebensraum, Abschaffung der Sklaverei) schenkten die meisten Kirchenfürsten Glauben und bemühten in ihren Predigten und Ansprachen das Bild vom „gerechten Krieg“. So erklärte der Bischof von Cremona drei Wochen nach Kriegsbeginn: „Der Segen Gottes möge auf jenen Soldaten ruhen, die auf afrikanischer Erde kämpfen, neues fruchtbares Land für den italienischen Genius erobern und dabei römische und christliche Kultur verbreiten. Möge der ganzen Welt in Italien wieder einmal ein christlicher Ratgeber erscheinen.“

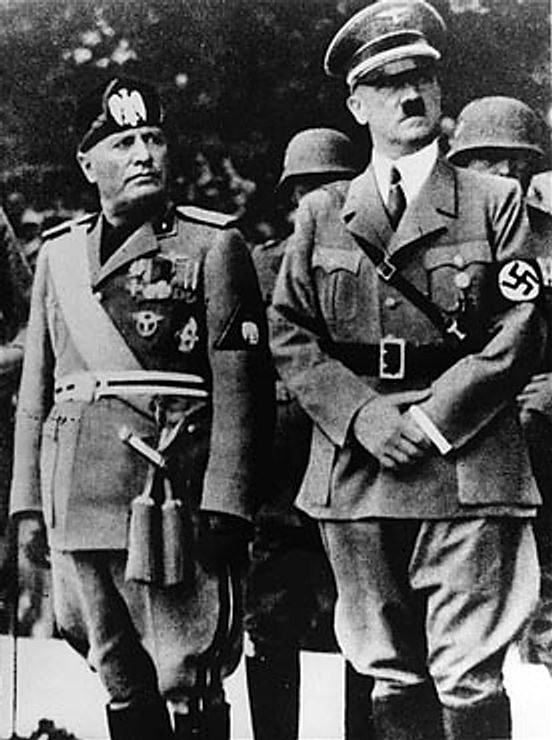
Mussolini mit Hitler während seines Staatsbesuchs in Deutschland (1937)

Das Kaiserreich Abessinien, dessen amharische Führungsschicht eine der ältesten christlichen Kulturen hervorgebracht hatte, erschien den italienischen Bischöfen als ein „Barbarenland“, an dem Italien eine zivilisatorische Mission zu erfüllen habe. Mit der Eroberung dieses alten Reiches verbanden sie auch die Hoffnung auf ein neues Missionsgebiet. Ohne dass sie über die Kriegsführung in allen Einzelheiten Bescheid wussten, waren die meisten Bischöfe und Gläubige ein Spiegel der Gesamtgesellschaft, die sich 1935/36 in einem Zustand des nationalistischen Rausches befand. Während der Giornata della fede am 18. Dezember 1935 riefen die Bischöfe zur Spende von Eheringen auf und leisten auch persönlich Goldspenden. Viele von ihnen segneten in öffentlichen Zeremonien Standarten von Regimentern sowie die in See stechenden Truppentransporter und erbaten Gottes Segen für Italien, den König und den „Duce“. Stärker noch als die Geistlichen an der Heimatfront engagierten sich die zunächst rund 200, zum Schluss 300 Militärkapläne, die den Abessinienkrieg als Angehörige der Armee mitmachten. Bei den meisten von ihnen handelte es sich um überzeugte Faschisten, die zum einen für den geistlichen Beistand der Truppe zu sorgen hatten und zum anderen die Funktion von Regime-Propagandisten übernahmen: Sie entwarfen die national-katholische Vision eines erneuerten christlichen Römischen Reiches, komponierten glorifizierende Hymnen und Gebete für den Eroberungskrieg in Ostafrika und den zum Erlöser stilisierten italienischen Diktator. Zu den Kriegsverbrechen schwiegen sie sich aus. An den Sonntagen zelebrierten die Militärkapläne Feldmessen, die stets mit einem Gebet für Monarch und „Duce“ endeten.
In der internationalen Politik leitete Italiens Aggression eine neue Ära des Faustrechts ein. Das passive Verhalten der Westmächte versetzte dem bisher funktionierenden System kollektiver Sicherheit einen schweren Schlag, von dem es sich nicht mehr erholen sollte. Adolf Hitler wurde dadurch im März 1936 zum Einmarsch in das entmilitarisierte Rheinland ermutigt, und im Mai 1936 notierte Propagandaminister Joseph Goebbels in sein Tagebuch: „Mussolini hat sich durchgesetzt. Was wollen England und der sagenhafte Völkerbund nun tuen [sic]! Man sieht: man muss Macht haben, um sich durchzusetzen. Alles andere ist Unsinn.“ Die neuartige Gewaltdimension dieses Krieges wurde auch von den Generalstäben im „Dritten Reich“ wahrgenommen. Bald erschienen die persönlichen Kriegserinnerungen italienischer Befehlshaber in deutschen Lizenzübersetzungen. Um Marschall Graziani, den Inbegriff des neuen faschistischen Heerführers, bildete sich im „Dritten Reich“ ein Heldenkult. Insbesondere der Militärschriftsteller Rudolf von Xylander, der als Dozent an der Berliner Kriegsakademie wirkte, propagierte in Deutschland Lehren aus den Ereignissen in Ostafrika für den Krieg der Zukunft zu ziehen. In einer viel gelesenen Studie stellte er die Schnelligkeit und Effizienz der italienischen Kriegsführung als beispielhaft hin und hielt als „Hauptlehre“ fest, dass nur der mit modernster Technologie bestrittene Bewegungskrieg künftig Erfolgsaussichten besitze. Auch deutete Rudolf von Xylander das Geschehen in Ostafrika als eine Zäsur in der Militärgeschichte und sprach vom „ersten neuzeitlichen Vernichtungskrieg auf kolonialem Boden“. Als sozialdarwinistisches Fazit zum Abessinienkrieg hielt er fest: „Man kann es bedauern, dass ein altes Reich zugrunde ging. Man muss aber auch vor Augen halten, wie die Weltgeschichte oft solches Geschehen zeigt, wie in der Natur nur derjenige ein Lebensrecht behält, der der Stärkste ist.“ Direkte Aussagen Hitlers zum Abessinienkrieg sind nicht überliefert. Jedoch erwies er Mussolini bei dessen Staatsbesuch am 27. September 1937 nicht nur als „genialen Schöpfer des faschistischen Italien“, sondern auch als „Begründer eines neuen Imperiums“ die Ehre.
Der Abessinienkrieg hatte zudem eine große Resonanz in Afrika wie auch bei Menschen afrikanischer Herkunft weltweit. Bereits 1933 waren bis zu 150 Afroamerikaner aus den USA nach Äthiopien eingereist, die einen Beitrag für den „einzigen wirklich unabhängigen afrikanischen Staat“ leisten wollten. Während des Krieges wurden zwei der drei Flugzeuge, aus welchen die abessinische Luftwaffe bestand, von afroamerikanischen Piloten geflogen: John Robinson und Hubert Julian. Nach Beginn der Invasion 1935 drückten tausende Afroamerikaner in den USA den Wunsch aus, auf Seiten der äthiopischen Armee zu kämpfen. Die US-Regierung verweigerte ihnen jedoch die Ausreise, während sie gleichzeitig hunderte Italoamerikaner gewähren ließ, die – wie New Yorks Bürgermeister LaGuardia – eigene Truppen für das faschistische Italien mobilisierten. Insgesamt betrachtet entwickelte sich der italienische Überfall auf Abessinien zu einem Katalysator für antirassistische Bewegungen in Afrika, Europa, Nord- und Südamerika. Er beförderte eine gemeinsame Identität schwarzer Menschen in Bezug auf koloniales und rassistisches Unrecht und beförderte damit auch die Entstehung der Bürgerrechtsbewegungen nach 1945. Die internationalen Reaktionen auf den Abessinienkrieg führten bei vielen schwarzen Intellektuellen zur Hinterfragung der Ideale europäischer Liberaler wie auch des Kommunismus, nachdem öffentlich wurde, dass die Sowjetunion geplante Völkerbund-Sanktionen gegen den Waffenhandel mit Italien hintertrieben hatte.

### Erinnerungskultur in Äthiopien und international
Äthiopien begeht in weltweit einmaliger Weise drei Gedenktage für den Kampf um die Unabhängigkeit. Während der „Adua-Tag“ am 2. März an die siegreiche Entscheidungsschlacht im Ersten Italienisch-Äthiopischen Krieg 1896 erinnert, sind gleich zwei äthiopische Nationalfeiertage dem Gedenken an die italienische Besatzung zwischen 1935 und 1941 gewidmet: der 19. Februar und der 5. Mai. Das erste Datum bezieht sich auf das bis heute prägende und dunkelste Ereignis der faschistischen Gewaltherrschaft: jene Tausende Äthiopier, die nach dem Attentat auf Vizekönig Rodolfo Graziani im Februar 1937 von der Besatzungsmacht in brutalen „Vergeltungsaktionen“ ermordet worden waren. Der „Märtyrer-Tag“ war bis zur Revolution 1974 ein arbeitsfreier Feiertag. Nach dem Sturz von Kaiser Haile Selassie I. wurde er in einen nicht arbeitsfreien Gedenktag umgewandelt. Dies hatte weniger mit einer Herabstufung der Ereignisse in der nationalen Gedenkhierarchie zu tun als damit, dass nach der Einführung dreier muslimischer Nationalfeiertage deren Gesamtzahl beschränkt werden sollte. Während es bis heute weder in Addis Abeba noch auf dem damaligen Schlachtfeld selbst ein Adua-Denkmal gibt, ist das Yekatit-12-Denkmal des „Märtyrer-Tags“ auf dem Seddest-Kilo-Platz, direkt gegenüber vom Hauptcampus der Universität von Addis Abeba, unübersehbar.

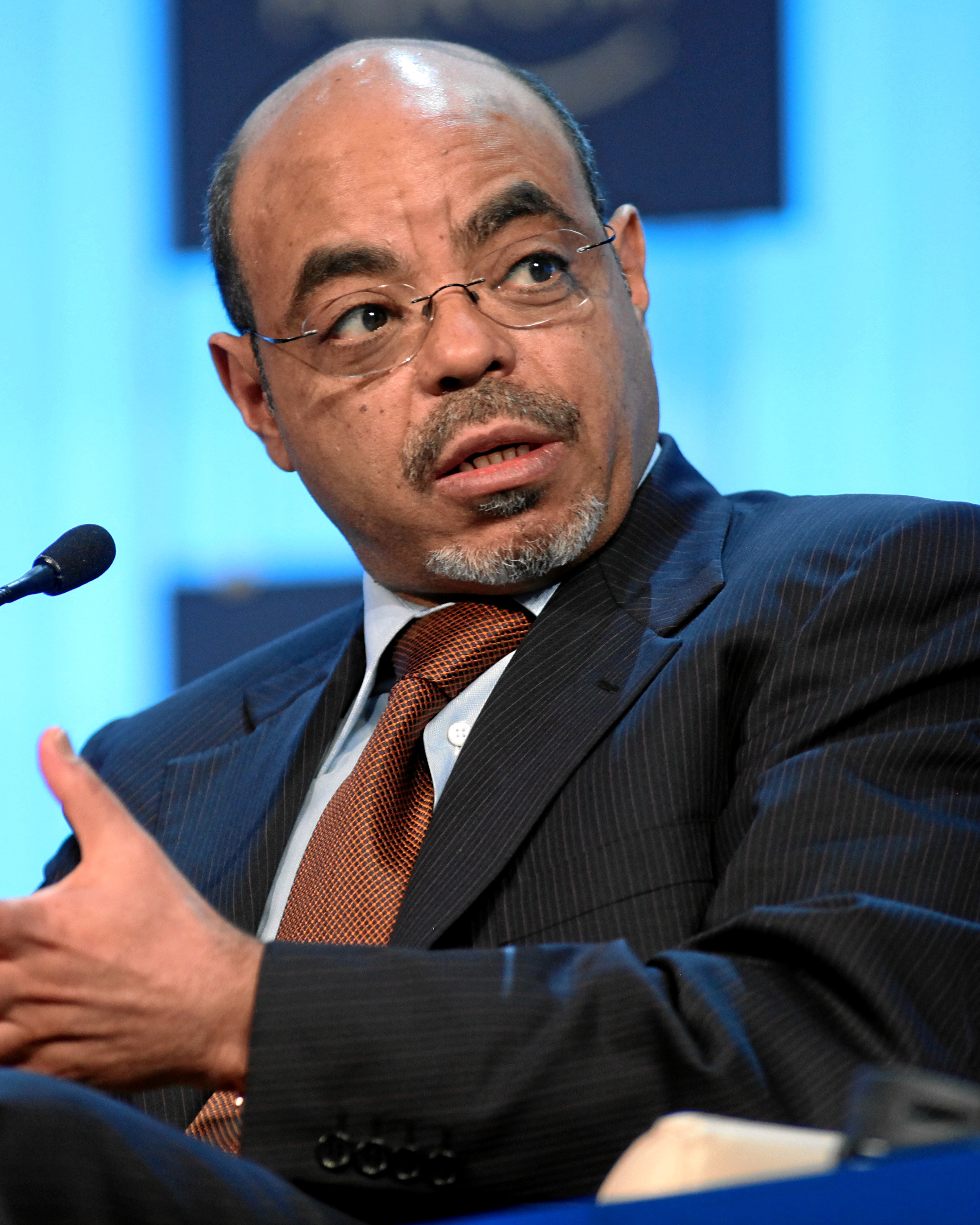
Äthiopiens ehemaliger Ministerpräsident Meles Zenawi (2012)

Der zweite der beiden Gedenktage steht für den symbolträchtigen, triumphalen Einzug Kaiser Haile Selassies in die Hauptstadt vom 5. Mai 1941, genau fünf Jahre nach dem Einmarsch der Faschisten in Addis Abeba. Für den Kaiser stellte seine Rolle in dem von Briten geführten Feldzug in der Endphase des Krieges ein fast unerschöpfliches politisches Kapital dar. Der 5. Mai wurde offiziell zum Beginn einer neuen Ära bestimmt und die Befreiung in der Erinnerung stark idealisiert. Sie sollte die umstrittene Flucht des Kaisers ins Exil vergessen machen. Dem äthiopischen Historiker Bahru Zewde (2006) zufolge war im politischen Leben Äthiopiens ein mit „liberaler“ Dosis imprägnierter Personenkult um die Errungenschaften des Kaisers während und nach dem Krieg bis zur Revolution von 1974 allgegenwärtig. Es überrasche daher kaum, dass diese kaiserliche Version der Geschichte nach der Absetzung Haile Selassies im September 1974 von den neuen Machthabern bestritten wurde. Der Einzug des Kaisers in Addis Abeba wurde nun als die Rückkehr eines Herrschers dargestellt, der sein Volk in der Stunde der höchsten Not im Stich gelassen hatte. Zum neuen wahren Datum des Übergangs von der faschistischen Besatzung in die neu gewonnene Freiheit erklärte man daher die Befreiung Addis Abebas durch britische Truppen und die sie unterstützenden lokalen Widerstandskämpfer, die bereits am 6. April 1941 stattgefunden hatte. Während etwa zwei Jahrzehnten wurde der 6. April als Tag der Befreiung begangen, bis das aus der Partei EPRDF hervorgegangene äthiopische Regime von Premier Meles Zenawi in den 1990er Jahren schließlich zum 5. Mai als „Liberation Day“ zurückkehrte.
Auch der britische Ostafrikafeldzug, der gemeinsam mit dem äthiopischen Widerstand zum Ende der faschistischen Herrschaft in Äthiopien geführt hatte, hat sich bis heute in der äthiopischen Erinnerungskultur erhalten. An Winston Churchill, den Architekten des britischen Kriegseinsatzes in Äthiopien, erinnert immer noch die als „Churchill Road“ benannte zentrale Verkehrsachse in Addis Abeba. Andere Straßen wurden nach Anthony Eden, dem damaligen Außenminister Großbritanniens, und nach verschiedenen britischen Kommandeuren benannt, wobei einige Namen inzwischen wieder geändert wurden. Orde Wingate und Dan Stanford, die britischen Kommandeure der Gideon Force, mit welcher Kaiser Haile Selassie in Gojjam einmarschierte, wurden zu Namensgebern von Schulen: der einst angesehenen „General Wingate Secondary School“ und der „Sandford English Community School“.

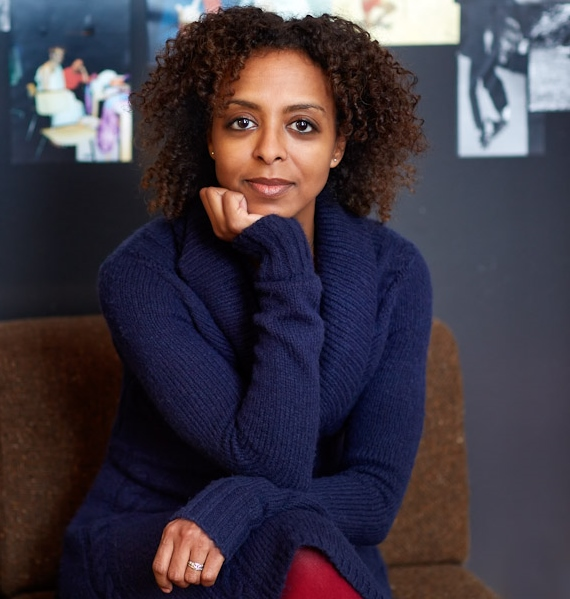
Maaza Mengiste im Literaturhaus Frankfurt (Januar 2013)

Die Zeit der italienischen Okkupation hat eine Flut äthiopischer Literatur hervorgebracht, belletristische wie wissenschaftliche Werke gleichermaßen. Die Besatzungszeit bildet den Hintergrund oder gar das Leitmotiv zahlreicher amharischer Romane, die nach der Befreiung (1941) geschrieben wurden. Typisch dafür sind die Bücher von Makonnen Endalkachaw, der laut Bahru Zewde (2006) als Schriftsteller „weit mehr Talent bewies denn als Premierminister zwischen 1943 und 1957“. Zu den Klassikern der Nachkriegsliteratur gehört auch „Ar’aya“ von Germachaw Takla-Hawaryat. Bedeutend sind auch Werke der Schriftsteller Yoftahe Neguse und Walda-Giyorgis Walda-Yohannes, die als eigentliche Väter der Ethiopian Patriotic Association gelten, die während des Krieges Äthiopier zur Verteidigung des Vaterlandes aufrief. Neguse begann damals die Niederschrift seines Hauptwerks Afajasheñ. Sein Kollege Walda-Yohannes wiederum schrieb das Buch YaWand Lej Kurat („Der Stolz eines Sohns des Vaterlands“), das den Soldaten an der Front moralische Unterstützung geben sollte und von dem nachweislich über 40.000 Exemplare in Umlauf gebracht wurden. Die Ethiopian Patriotic Association, in Äthiopien unter dem Namen Hagar Feqer bekannt, spielte nach der Befreiung eine Pionierrolle bei der Förderung äthiopischer Musik und Theater. Die aus Intellektuellen und Militärs bestehende Widerstandsgruppe der „Black Lions“ wurde von Taddasa Mecha im Buch Anbasa BaMe’erab Ityopya („Black Lion in Western Ethiopia“) beschrieben. Die äthiopischen Guerillakämpfer der „Patrioten“ erfuhren eine literarische Aufarbeitung durch die Werke von Taddasa Zawalde („Zum Erstaunen der Überlebenden“) und Garima Taffara („Gondar mit seinem Schild“), die den Widerstand in den amharischen Provinzen Shewa und Gondar/Begemder thematisieren. Für den äthiopisch-orthodoxen Erzbischof Abuna Petros, der aufgrund seiner Hinrichtung durch die Italiener in Äthiopien als Märtyrer verehrt wird, wurde in Addis Abeba eine Statue aufgestellt, die zu den bekannten Sehenswürdigkeiten der Stadt zählt. Der äthiopische Hofdichter Tsagaye Gabra-Madhen verfasste zu Abuna Petros das Bühnenstück Petros Yahin Sa’at („Petros zu jener Stunde“).
Die für The Guardian tätige äthiopisch-kanadische Journalistin Aida Edemariam veröffentlichte 2014 mit The Wife’s Tale: A Personal History ihre Memoiren als Buch, in denen die Erinnerungen ihrer äthiopischen Großmutter an die italienische Invasion und Okkupation eine Schlüsselrolle einnehmen. Edemariams Buch wurde international mehrfach ausgezeichnet. Die äthiopisch-US-amerikanische Autorin Maaza Mengiste veröffentlichte 2019 den Roman The Shadow King, dessen Handlung sich 1935 während Mussolinis Invasion in Abessinien abspielt und dabei die oft vernachlässigte Rolle äthiopischer Kämpferinnen im bewaffneten Widerstand thematisiert. Im Jahr 2020 wurde eine Verfilmung des Romans unter der Regie von Kasi Lemmons und der Mitarbeit der Oscar-nominierten Filmproduzenten Charles Roven und Richard Suckle zusammen mit Stephanie Haymes-Roven und Curt Kanemoto angekündigt. Den Abessinienkrieg behandelt auch der vom italienischen Filmemacherteam um Angela Ricci Lucchi und Yervant Gianikian in Frankreich produzierte Dokumentarfilm Barbarisches Land aus dem Jahr 2012, welcher kommentierte Originalaufnahmen von 1935/36 aus privaten Filmarchiven zeigt. Im Jahr 2015 veröffentlichte der Sender Arte den Film Als mein Onkel für den Duce nach Afrika ging von Loredana Bianconi. Diese befasst sich mit dem Abessinienkrieg aus der kritischen Perspektive der eigenen Familiengeschichte. Einen besonderen Fokus auf die Erfahrungen der deutschsprachigen Südtiroler richtet der 2009 erschienene Dokumentarfilm Die Südtiroler in Mussolinis Abessinienkrieg 1935–1941 von Franz J. Haller und Gerald Steinacher, mit Aram Mattioli als historischem Berater.

### Erinnerungskultur in Italien
Die überwiegende Mehrzahl der Italiener behielt die faschistische Aggression gegen Äthiopien nicht wegen ihrer Brutalität im Gedächtnis, sondern als „afrikanisches Abenteuer“ und „typisch italienische[n] Krieg mit wenig Toten und vielen Orden“. Bei Kriegsveteranen, ehemaligen Kolonialbeamten und Rückwanderern manifestierte sich diese Haltung manchmal als offener Stolz auf die zivilisatorische Leistung Italiens in Afrika. Der ehemalige faschistische Kolonialminister Alessandro Lessona schrieb 1973 an seine Landsleute, dass die Eroberung eine „leuchtende Seite“ in Italiens Geschichte bleibe, in der „unsere militärischen Fähigkeiten unter Beweis“ gestellt wurden und sich das Volk „für ein höheres Wohl zu opfern“ wusste.
Obwohl die große Mehrheit der Italiener den Abessinienkrieg nach 1945 aufgrund der militärischen Niederlage und des schlussendlichen Zusammenbruchs des Impero keineswegs als Ruhmesblatt der Nationalgeschichte betrachtete, herrschten in der kollektiven Erinnerung an den „größten Kolonialkrieg aller Zeiten“ nachsichtig-mythisierende Bilder vor. Bis zum Zusammenbruch des Ostblocks 1989 galt es als ausgemacht, dass die italienischen Streitkräfte in Ostafrika einen sauberen und regulären Krieg geführt hatten. Noch Anfang der 1990er Jahre betonte der konservative Starkolumnist Indro Montanelli gegenüber einem Mitglied des äthiopischen Kaiserhauses, dass sich die italienische Armee nichts habe zuschulden kommen lassen. Die einzige dunkle Episode des Afrika-Feldzuges, so Montanelli, habe die schmähliche Hinrichtung der Brüder Kassa dargestellt, die erschossen wurden, obwohl ihnen vor ihrer freiwilligen Unterwerfung ihr Leben zugesagt worden war. Das Bild eines italienischen Kolonialismus, der im Verhältnis zur englischen und französischen Variante „humaner“ und „weniger rassistisch“ sei, wurde von Italiens konservativer Geschichtsschreibung gefördert, reichte aber bis hin zu linken Publizisten wie Giorgio Bocca.
Als besonders emotional gestalteten sich die gesellschaftlichen Diskussionen um den Gaskrieg in Ostafrika. Während des Abessinienkrieges unterstand der Einsatz von chemischen Kampfstoffen der strengsten Zensur von Seiten der italienischen Behörden. Berichte der internationalen Medien über Italiens Giftgaseinsätze wurden von der Führung in Rom kategorisch dementiert. Dieses Verschweigen oder Leugnen „eines der schlimmsten Verbrechen des faschistischen Regimes“ wurde auch nach 1946 in der christdemokratisch dominierten Republik jahrzehntelang fortgesetzt. Öffentliche Auseinandersetzungen um eine Neubewertung der Ereignisse begannen erst ab 1965 mit den Veröffentlichungen Angelo Del Bocas über Italiens Kriegsverbrechen. Die Bemühungen Del Bocas und anderer kritischer Historiker wie Giorgio Rochat um eine wissenschaftliche Aufklärung lösten immer wieder in Teilen der italienischen Gesellschaft Empörung aus. Im Jahr 1980 reichte ein Komitee eine Petition bei Staatspräsident Sandro Pertini ein, in welchem gefordert wurde, die Forschungsarbeiten Del Bocas zu zensieren. 1985 wurde im italienischen Fernsehen eine direkt übertragene Sendung ausgestrahlt, bei welcher der ehemalige faschistische Kolonialminister Lessona (inzwischen 90 Jahre alt) und Del Boca über den Abessinienkrieg diskutierten. Dabei wurde Lessona von Del Boca mit den Telegrammen aus Kriegszeiten konfrontiert. Dennoch behielten bis zum Ende des Kalten Krieges nationalkonservative Geschichtsinterpretationen im öffentlichen Diskurs die Oberhand und denunzierten an einer kritischen Aufarbeitung interessierte Wissenschaftler als „antiitalienisch“ und „Vaterlandsfeinde“.

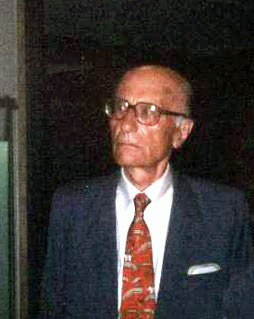
Indro Montanelli (1992)

Als wichtigster Sprecher dieses Lagers fungierte dabei der Journalist Indro Montanelli, der über fünfzig Jahre lang als der einflussreichste Meinungsmacher Italiens galt. Montanelli, der selbst im Abessinienkrieg als Offizier gekämpft hatte, gab als Veteran wiederholt öffentlich sein Ehrenwort ab, dass er den Einsatz von Giftgas an der Frontlinie weder beobachtet noch gerochen hätte, und denunzierte kritische Historiker als Lügner. Die Jahrzehnte währenden polemischen Auseinandersetzungen zwischen Montanelli und Angelo Del Boca wurden erst Mitte der 1990er zu Gunsten Del Bocas entschieden. Entscheidend war dabei eine parlamentarische Anfrage zweier italienischer Abgeordneter zum Giftgaseinsatz in Abessinien. Im November 1995 räumte zunächst Carlo Maria Santoni, Staatssekretär im Außenministerium, den Gebrauch chemischer Kampfstoffe durch italienische Truppen in Abessinien ein und legte dazu erste Statistiken vor. Am 7. Februar 1996 folgte schließlich auch das Eingeständnis von Italiens Verteidigungsminister Domenico Corcione. Neben der Tatsache, dass chemische Massenvernichtungswaffen angewendet wurden, hielt der Verteidigungsminister außerdem fest, dass der Giftgaskrieg auch von Marschall Badoglio persönlich autorisiert worden war. Sechs Tage später entschuldigte sich Montanelli mit einer Kolumne in der Corriere della Sera bei Del Boca.
Die italienische Aggression gegen Äthiopien von 1935 bis 1941 hat auch in Rom ihre Spuren hinterlassen. Zwar wurde der berühmte axumitische Monolith aus dem 4. Jahrhundert, der bis November 2003 nahe der Caracalla-Thermen stand, im Frühjahr 2005 nach Äthiopien zurücktransportiert. Der Obelisk war 1937 als Kriegstrophäe nach Rom gebracht worden. Seine lange versäumte Rückführung trübte Jahrzehnte lang das Verhältnis zwischen Italien und Äthiopien. Doch im Nordosten Roms erinnern, wie in anderen italienischen Städten, ganze Straßenzüge an die Kolonialzeit: „Viale Eritrea“, „Viale Somalia“, „Via Adua“, „Via Dessie“, „Via Tembien“, „Via Endertà“, „Piazza Addis Abeba“. Sie sind gleichzeitig Namen von Ländern, Städten und großen Schlachten, die im Zusammenhang mit dem Abessinienkrieg stehen. Dies wird unter anderem damit erklärt, dass in der Historiographie dem italienischen Faschismus kaum der gleiche Stellenwert zugemessen wurde wie dem deutschen Nationalsozialismus und dass Italien nach 1945 nicht mit dem Problem der Dekolonisierung konfrontiert wurde, weil es seine Kolonien bereits verloren hatte.
Dass sich die italienische Öffentlichkeit mit einer kritischen Aufarbeitung immer noch schwertut, zeigt auch das Beispiel Debre Libanos. Nachdem 2016 in einem Dokumentarfilm von Antonello Carvigiani das Massaker an Vertretern der koptischen Kirche einem breiten Publikum bekannt gemacht wurde, wurde die Einrichtung einer Historikerkommission durch das Verteidigungsministerium zwar angekündigt, aber nicht umgesetzt. Dabei hatte noch der italienische Präsident Sergio Mattarella bei seinem Staatsbesuch in Äthiopien im März 2016 einen Kranz im Gedenken an die äthiopischen Opfer der italienischen Besatzungszeit niedergelegt. Die infolge des Bekanntwerdens der Gräueltaten von Debre Libanos erfolgte Umbenennung von Straßennamen, die dem faschistischen General Pietro Maletti und Befehlshaber der italienischen Truppen bei Debre Libanos gewidmet waren, zeigt andererseits, dass ein Umdenkungsprozess auch in der breiten Öffentlichkeit eingesetzt hat.

## Forschungsgeschichte

### Italienische Historiographie
Begünstigt wurde der „Prozess der kollektiven Selbstabsolution“ durch die akademische Geschichtsschreibung, die den faschistischen Kriegs- und Besatzungsverbrechen in Afrika bis in die 1970er Jahre entweder keine Beachtung schenkte oder aber ihre Dimension unterschätzte. Das 1952 durch Ministerbeschluss eingesetzte „Komitee zur Dokumentation von Italiens Unternehmungen in Afrika“ veröffentlichte 50 Bände zum Thema, vergab jedoch die Chance zu einer selbstkritischen Gesamtbilanz der italienischen Präsenz in Nord- und Ostafrika. Bezeichnenderweise gehörten dem Gremium 15 ehemalige Spitzenbeamte der Kolonialverwaltung an. In dieser offiziellen Dokumentation mit dem harmlosen Titel L’Italia in Africa zeichneten die ehemaligen Funktionäre ein schmeichelhaftes Bild der kolonialen Vergangenheit. Wissenschaftlich weitgehend wertlos, sicherte das Riesenwerk als eine Art Weißbuch das dominierende Geschichtsbild.
Bis in die 1980er Jahre schenkten selbst die renommierten Zeithistoriker der Kolonialvergangenheit keine Beachtung und maßen dieser keine Bedeutung für die Gesamtinterpretation der faschistischen Diktatur zu. Bedeutend war in diesem Kontext Renzo De Felice, der als der Faschismusexperte schlechthin einen großen Einfluss auf die öffentliche Meinung in Italien besaß. Der konservative Geschichtsprofessor hatte wesentliche Verdienste an der frühzeitigen Entwicklung der italienischen Faschismusforschung, gleichzeitig wurde ihm wiederholt ein historischer „Revisionismus“ vorgeworfen. So erwähnte er den Gaskrieg in Abessinien in seiner viele Tausend Seiten starken Mussolini-Biographie in einer einzigen Zeile. De Felices Befunde liefen darauf hinaus, dass sich die Italiener während der zwanzig Jahre des faschistischen Regimes in ihrer großen Mehrheit als gegen Rassismus immun erwiesen hätten und die faschistische Diktatur frei von verbrecherischem Massenmord gewesen sei. 1993 bilanzierte De Felice seine Forschungen dahingehend, dass der Faschismus weder als rassistisch noch als antisemitisch bezeichnet werden könne.
Bis in die 1970er Jahre war der Zugang zu den einschlägigen Archiven insbesondere für kritische Historiker oder Wissenschaftler aus den ehemaligen Kolonien wenn überhaupt, dann nur unter erschwerten Bedingungen möglich. Anlässlich des 30. Jahrestages der italienischen Aggression veröffentlichte die Zeitung Gazetta del popolo eine Artikelserie ihres Auslandskorrespondenten Angelo Del Boca. Dieser verarbeitete umfangreiches Quellenmaterial und griff auch auf Augenzeugenberichte von Persönlichkeiten des äthiopischen Widerstands zurück, die er in Addis Abeba interviewte. Del Bocas 1965 erschienene Studie La guerra d’Abissinia 1935–1941 war die erste wissenschaftliche Rekonstruktion der Ereignisse. Breit dokumentiert wurde darin die Tatsache, dass die italienischen Streitkräfte einen brutalen Eroberungskrieg geführt und massiv Giftgas eingesetzt hatten. In der Öffentlichkeit brach trotz der erdrückenden Belege nach der Veröffentlichung des Buches ein Sturm der Entrüstung los. Vor allem Altfaschisten, Kolonialnostalgiker und Kriegsveteranen warfen dem der Sozialistischen Partei (PSI) angehörenden Del Boca eine bewusste Geschichtsfälschung zu politischen Zwecken vor. Insbesondere der von Del Boca thematisierte systematische Giftgaseinsatz wurde als inakzeptabel betrachtet. Um wissenschaftliche Aufklärung bemühte Historiker wie Angelo Del Boca oder Giorgio Rochat konnten während des Kalten Krieges den öffentlichen Diskurs über die faschistische Vergangenheit nicht entscheidend korrigieren, es dominierten in klarer Weise nationalkonservative Interpretationen und der Brava-Gente-Mythos. Filmdokumentationen wie Fascist Legacy (1989) wurden bis ins 21. Jahrhundert von der RAI nicht gesendet.
Ende der 1990er Jahre begannen die italienischen Teilstreitkräfte mit einer historischen Aufarbeitung des Abessinenkonfliktes und veröffentlichten jeweils Monografien über den Einsatz des Heeres, der Luftstreitkräfte und der Marine in Äthiopien. Zwar konnte der Einsatz von chemischen Kampfstoffen nicht mehr verschwiegen werden, so widmet sich das 2005 in zwei Bänden erschienene Generalstabswerk La campagna italo-etiopica (1935–1936) ausführlich dem Gaskrieg in Abessinien, aber, so der Historiker Nicola Labanca in seiner Rezension, „werde in dem Werk der Mythos des anständigen Italieners nicht in Frage gestellt“. Gerade Labanca zählt zu den italienischen Geschichtswissenschaftlern, die in die Fußstapfen von Del Boca und Rochat getreten sind und ab den 2000er Jahren kritisch die italienische Kolonialgeschichte durchleuchtet haben. Darunter zählen aber auch beispielsweise Historiker wie Matteo Dominioni oder Paolo Borruso, die sich mit spezifischen Arbeiten wie der italienischen Besatzungszeit und dem äthiopischen Widerstandskampf (Dominioni) oder dem Massaker von Debre Libanos (Borruso) beschäftigen. So kritisierte Dominioni nach der Veröffentlichung des vom italienischen Generalstab 2011 herausgegebenen Werkes über die italienische Besatzungszeit in Abessinien (Etiopia: 1936–1940: le operazioni di polizia coloniale nelle fonti dell’Esercito italiano.), dass das Buch nur auf italienischen Quellen beruhe, auch wenn es minutiös geschrieben sei, aber deswegen nicht den Standards der modernen Geschichtsschreibung entspreche. Zwar bekannte Del Boca in Bezug auf die Neuerscheinung, dass er in seinen Arbeiten insbesondere die italienischen Kriegsverbrechen hervorgehoben habe und die äthiopischen vernachlässigt hätte, dass er aber den beschriebenen Bruch mit der Unterdrückungspolitik Grazianis nach der Übernahme durch den Herzog von Aosta nicht teile.

### Äthiopische Forschung
Die Jahre der Besetzung und des Widerstands wurden zu einem bevorzugten Forschungsgegenstand am Historischen Institut der Universität Addis Abeba. Zwischen 1970 und 1995 wurden zwanzig größere Arbeiten zu den verschiedenen Aspekten dieses Themas veröffentlicht. Sie thematisieren die Plünderungen und Zerstörungen kurz vor dem Einmarsch der Faschisten in Addis Abeba, den Alltag unter italienischer Herrschaft, die Rolle der eritreischen Askaris, die von den italienischen Streitkräften zum Widerstand überliefen, aber auch den Widerstand in den Regionen Gojjam, Shewa, Wollega, Begemder und Arsi. Eine Doktorarbeit mündet in eine Makrostudie des Widerstands, in der Taktik und Strategie der Widerstandskämpfer analysiert werden. Mit Ausnahme der Arbeit von Tabor Wami (YaDajjazmach Garasu Dukina Yalenoch Arbaññoch Tarik, Addis Abeba 1986) blieben diese allerdings unpubliziert. Der Widerstand in Gojjam wurde als derart zentral eingeschätzt, dass sich gleich zwei Dissertationen dieses Themas angenommen haben: neben der italienischen von Matteo Dominioni auch eine äthiopische von Seltene Seyoum (A History of the Resistance in Gojjam (Ethiopia): 1936–1941, Addis Abeba 1999).

### Kriegsmotive
Die Historiographie widmete sich über Jahrzehnte der Frage nach den Kriegsmotiven. Faschistische Publizisten begründeten die Landnahme in Ostafrika bereits in der Zwischenkriegszeit damit, dass sie den ökonomischen und demographischen Druck in Italien entschärfen würde. Der Nutzen der Siedlungspolitik wurde gleichzeitig schon in zeitgenössischen Fachzeitschriften bis Mitte der 1920er Jahre deutlich in Frage gestellt. Zudem war bis April 1936 weder in Italien noch in Äthiopien genau geklärt, welchen völkerrechtlichen Status Äthiopien in Zukunft erhalten sollte. Ob Kolonie unter direkter Herrschaft, Mandat oder Protektorat, stand lange Zeit völlig offen. Eine Klärung brachte erst die Flucht des äthiopischen Kaisers ins Exil. Aufgrund der anhaltenden schwierigen Sicherheitslage in Ostafrika gewann die Siedlerfrage jedoch erst spät an Relevanz.
Ende der 1960er und während der 1970er Jahre erklärten mehrheitlich linke Historiker den Antrieb des italienischen Imperialismus in Ostafrika mit wirtschaftlichen Argumenten. George W. Baer (1967) sah einen dominanten sozialimperialistisch motivierten Hintergrund für den Krieg in der desolaten Wirtschaftssituation Italiens im Gefolge der Weltwirtschaftskrise. Laut Franco Catalano (1969 u. 1979) war die Ankurbelung der Volkswirtschaft über die Rüstungsindustrie der einzige Weg für die Regierung in Rom, um die Lira nicht entwerten zu müssen. Für Luigi Cattaneis (1973) wiederum sollten die sozialen Spannungen innerhalb Italiens durch das Ventil der Außenpolitik abgebaut werden. Giorgio Rochat vertrat vor allem in seinen frühen Publikationen die Ansicht, mittels des Krieges habe das faschistische Regime angestrebt, nach den Jahren wirtschaftlicher Krise eine innere Festigung herbeizuführen. Die Expansionsschübe des faschistischen Italien waren somit seiner Meinung nach (1978) nicht das Resultat einer langfristigen Planung, sondern entsprangen den ungünstigen sozioökonomischen Umständen. Auch neuere Forschungsbeiträge, etwa jene von Bahru Zewde (1994) und Robert Boyce (1989), betonen das außerordentlich starke wirtschafts- und finanzpolitische Engagement des Staates. Beide Autoren sahen im Abessinienkrieg eine Antwort auf die ökonomische Krise der frühen 1930er Jahre.
Obwohl die Berücksichtigung von ökonomischen Interessen in der Vorbereitung des Krieges als gesichert gilt, wird deren Relevanz unterschiedlich eingestuft. Wolfgang Reinhard (1990) relativiert ihre ausschlaggebende Bedeutung und betont, dass die Regierung Mussolini zur Finanzierung des Krieges nicht vor der Einführung von Zwangsanleihen und Sondersteuern zurückschreckte sowie umfangreiche Auslandskredite insbesondere bei der deutschen Regierung aufnahm. Selbst makroökonomische Steuerungsinstrumente, wie die Geld- und Währungspolitik, wurden in den Dienst der Expansion gestellt. Auch laut Giulia Brogini Künzi (2006) wurde der Feldzug nicht primär initiiert, um einen Ausweg aus der ökonomischen Krise zu weisen. Sie weist darauf hin, dass seit der Gründung der ersten Kolonie (Eritrea) von Seiten der Finanz- und Wirtschaftsexperten in der Verwaltung, aber auch in der Fachpresse wiederholt betont wurde, dass die Kolonien erhebliche Kosten verursachten. Die Erfahrung habe gezeigt, dass jede zusätzliche Kolonie in Afrika mehr Schulden brachte als ökonomische Prosperität. In diesem Zusammenhang könne auch verneint werden, dass der Krieg von der italienischen Großindustrie angezettelt worden sei.
Den zweiten wichtigen Forschungsstrang zur Erklärung des Abessinienkriegs stellt der diplomatiegeschichtliche Ansatz dar. Dessen Vertreter interpretieren den Feldzug vor allem als diplomatisch gut abgesicherten Deal mit Frankreich und Großbritannien. Dabei verwarf Renzo De Felice (1975) resolut die sozial- und wirtschaftsgeschichtlich geprägten Untersuchungen Catalanos, Rochats und Baers. Die ökonomische Krise, so De Felice, sei zum Zeitpunkt der Planung und des Ausbruchs des Krieges bereits bewältigt gewesen und die Popularität des Regimes habe sich auf dem Höhepunkt befunden. Dennoch räumt er ein, dass Mussolini im Zuge weiterer Propagandatätigkeit angestrebt habe, die Jugend und gewisse Kreise der faschistischen Partei noch stärker an sich zu binden. De Felice trat auch der These entgegen, der Abessinienkrieg sei ein Zeugnis des „im Faschismus inhärent wirkenden Imperialismus“ gewesen. Ebenso grenzte sich der Autor von der politik- beziehungsweise kulturhistorischen Interpretation ab, dass der Abessinienkrieg ein Resultat des Großmachtdenkens gewesen sei. Den Ausschlag für die Expansion nach Äthiopien ortete De Felice mit anderen Worten nicht in der Innenpolitik, sondern in der Außenpolitik. Mussolini habe sich erst im Dezember 1934 zum Krieg entschlossen, als sicher war, dass ihm die beiden Großmächte Frankreich und Großbritannien keinen Strich durch die Rechnung machen würden.
Im Zentrum des Standardwerks von Armand Cohen (1975) standen die Wechselbeziehungen zwischen den europäischen Großmächten.
Der Historiker, der seit den 1960er Jahren den Grundstein für die Interpretationen derjenigen Autoren legte, welche einen klaren Unterschied zwischen der Expansionspolitik des liberalen Italiens und jener des faschistischen Italiens sahen, ist Angelo Del Boca. Zum italienischen Kolonialismus verfasste Del Boca unter anderem eine vier Bände umfassende Kolonialgeschichte Italiens. Als Journalist und Wissenschaftler hatte der Autor dabei wiederholt damit zu kämpfen, freien Zugang zu den Quellen zu erhalten. Seinem Engagement und seinen Forschungsergebnissen standen die eher konservativ gesinnten Archivisten, Bürokraten und Politiker negativ gegenüber. Für Del Boca standen die politischen, kulturspezifischen und mentalitätsgeschichtlichen Aspekte der Expansion im Zentrum, weniger die unmittelbaren ökonomischen und diplomatischen Rahmenbedingungen. Del Boca betonte, dass – im Gegensatz zur Expansion des liberalen Italiens – die Kolonisierung Nord- und Ostafrikas während des Faschismus einen viel größeren Einbezug der Massen gefordert habe. Dabei verwies er implizit auf den industriellen Charakter der kontrollierten Meinungsbildung. Während der liberalen Ära sei die Expansion vor allem eine Sache der Armee und des Staates gewesen, und die meisten Italiener bis in die 1930er Jahre hätten kaum einen Bezug zu den Kolonien gehabt. Mussolini hingegen habe zuerst mit seinem persönlichen Pressebüro und dann mit Hilfe des eigens aufgebauten Ministeriums für Volkskultur und Propaganda die Kontrolle über nahezu sämtliche Kommunikationsmittel erreicht. So sei eine Bevölkerung von 40 Millionen davon überzeugt worden, dass die Entwicklung Italiens unabänderlich an die Expansion in Afrika gekoppelt sei.
Seit den 1980er Jahren gewannen Ansätze der vergleichenden Faschismusforschung an Bedeutung und lieferten neue Impulse zur Einordnung des italienischen Imperialismus. So konstatierte MacGregor Knox eine verblüffende Übereinstimmung in Mussolinis und Hitlers Koppelung der Innen- und Außenpolitik: Beide hätten sich an Demographie und Geopolitik orientiert, beide hätten den Erfolg der Expansion als Basis für eine Revolution im Inneren nutzen und damit zu einer „neuen Zivilisation“ gelangen wollen – auch wenn Mussolinis Weltanschauung weniger umfassend gewesen sei als jene Hitlers. Der Abessinienkrieg sei daher laut Knox nicht als eine sozialimperialistische Ablenkung zu verstehen, die Italiens System zu stabilisieren suchte, sondern vielmehr sollte durch den Konflikt die italienische Gesellschaft revolutioniert werden. Die Betrachtung des Faschismus als „nationalistischer Revolution“ mit ihrem gesellschaftsmobilisierenden kriegerischen Charakter betonten seit den 1990er Jahren auch George L. Mosse und Emilio Gentile. Auch Aristotle A. Kallis untersuchte die Regimes in Deutschland und Italien auf Intention und Umsetzung ihrer expansionistischen Ziele. Für Kallis war der Abessinienkrieg das Resultat einer langfristig geplanten Handlung, bei der auch das ideologische Konzept des spazio vitale eine Rolle spielte. Dieses habe im Vergleich zur nationalsozialistischen Weltanschauung allerdings einen weit geringeren Geltungsanspruch gefordert.

### Typologische Einordnung des Krieges

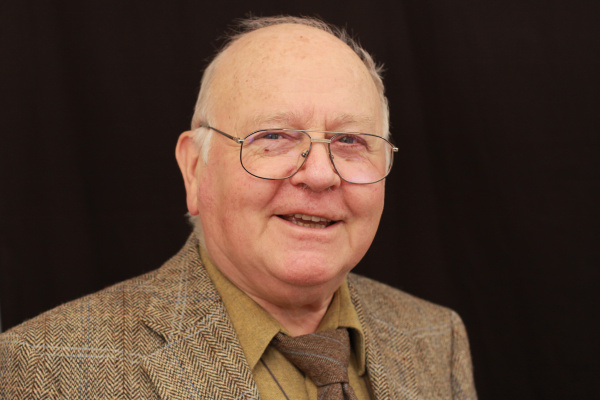
Rudolf Lill (2010)

In Italien ist der Abessinienkrieg lange Zeit nur als Kolonialkrieg betrachtet worden, als begrenzter Konflikt, der nicht nur geographisch fernab gelegen, sondern auch wenig mit den Tragödien des Zweiten Weltkriegs zu tun gehabt habe. Der Krieg – so allerdings mittlerweile mehr die Meinung einer schlecht informierten Öffentlichkeit als der Historiker – habe darauf gezielt, der italienischen Emigration einen „Platz an der Sonne“ zu verschaffen, und sei im Grunde nichts anderes gewesen als eine Art „Entwicklungshilfe der gutherzigen bravi italiani“. Differenziertere, jedoch verwandte Interpretationsmuster galten lange auch im deutschsprachigen Raum als weit verbreitet. So erklärte der deutsche Historiker Rudolf Lill (2002): „Die Italiener kumulierten in diesem eigentlich anachronistischen Kolonialkrieg alle Verbrechen, welche die älteren Kolonialmächte bei ihren Eroberungen begangen hatten; aber sie begaben sich nicht auf die wesentlich schlimmere Ebene des nationalsozialistischen Völkermords. Sobald Äthiopien unterworfen war, erfuhren die Bewohner eine durchaus erträgliche Behandlung, sie sollten ja ins Impero, ins Reich, integriert werden. Der seit 1937 amtierende Vizekönig, Herzog Amadeo von Savoyen-Aosta, dem eine dauerhafte Regierung zugedacht war, hat sehr viel für das Land geleistet, mit dessen Modernisierung nun italienische Beamte und Ingenieure, Ärzte und Lehrer begangen [sic].“
Derartigen Deutungen wird von neueren Forschungsarbeiten entschieden widersprochen. So weist der schweizerische Historiker Aram Mattioli (2005) darauf hin, dass nach dem italienischen Einmarsch in Addis Abeba unter Vizekönig Graziani zunächst eine von fürchterlichen Gewaltexzessen begleitete Zeit der Massenrepression begann, der Zehntausende von Afrikanern zum Opfer fielen. Eine milde und selbstlose Besatzungsherrschaft habe es in Äthiopien nie gegeben. Auch die schweizerische Historikerin Giulia Brogini Künzi (2006) attestiert dem Abessinienkrieg eine „neue Qualität“. Zwar seien einzelne Elemente der modernen Kolonialkriegsführung, die den Konflikt in der Hauptkriegsphase 1935/36 prägten, tendenziell bereits im Zweiten Burenkrieg (1899–1902) oder im Rifkrieg (1921–1927) vorhanden gewesen. Dennoch habe Italien in Äthiopien keinen Kolonialkrieg alten Stils geführt, sondern phasenweise einen totalen Krieg, der „mit allen damals zur Verfügung stehenden Mitteln finanzieller, wirtschaftlicher und militärischer Art ausgefochten wurde“. Neben dem erstmaligen Einsatz von großen Mengen qualitativ  hochwertiger Waffen und technischer Geräte, dem zahlenmäßig imposanten Aufmarsch an Soldaten und Zivilisten betont Brogini Künzi dabei auch das „ideologische Gerüst des Faschismus, welches den Nährboden für die Ausformulierung der italienischen Militärdoktrin lieferte“. In einer Rezension von Brogini Künzis Monographie folgt auch Rudolf Lill (2007) dieser Einschätzung dahingehend, dass das italienische Konzept des „integralen Krieges“ bereits auf den Zweiten Weltkrieg verweise.

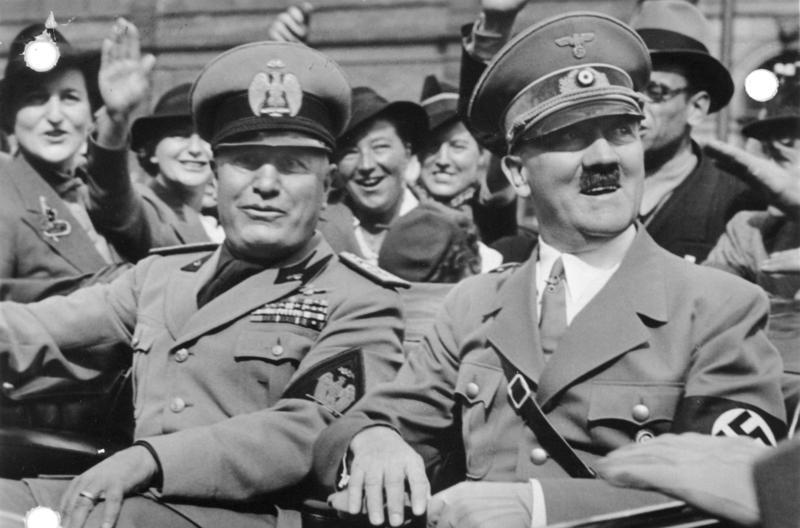
Mussolini und Hitler in München (1938)

Zur Terrorherrschaft Grazianis urteilten 1978 die polnischen Historiker Andrzej Bartnicki und Joana Mantel-Niécko, dass dessen Unterdrückungsmethoden nur mit den Repressalien verglichen werden könnten, die „die Hitlerfaschisten gegenüber den unterjochten Völkern Osteuropas“ verübt haben. Im Jahr 2008 verlautbarte der an der Universität Turin lehrende Faschismusexperte Brunello Mantelli, dass Mussolini und seine Generäle in Abessinien mit Methoden vorgingen, welche „denen, die später Adolf Hitler anwandte, in nichts nachstanden“. Um unangebrachte Vergleiche mit dem „Dritten Reich“ zu vermeiden, müssten solche Einschätzungen laut Aram Mattioli (2006) jedoch differenziert und strikt auf die Zeit vor Beginn des deutschen Vernichtungskrieges gegen die Sowjetunion im Jahr 1941 eingeschränkt werden. Die gezielte Liquidierung der äthiopischen Intelligenz und des Klerus, aber auch von Teilen der amharischen Führungselite sei mit dem deutschen Besatzungsterror in Polen vergleichbar, in dessen Rahmen kurz nach dem Einmarsch mit der gezielten Ausrottung der polnischen Bildungsschichten, des Offizierskorps, der höheren katholischen Geistlichkeit und Tausender von Juden begonnen wurde. Den Vergleich mit dem „deutschen Vorgehen in Polen“ 1939/40 ziehen auch Wolfgang Schieder (2003) und Patrizia Dogliani (1999). Gleichzeitig erinnern Grazianis kollektive Vernichtungsbefehle laut Mattioli aber auch an einzelne Aspekte der deutschen Kriegsführung in der Sowjetunion, beispielsweise Hitlers Erlass von 1941 zur Hinrichtung aller gefangengenommenen Kommissare der Roten Armee.
Angelo Del Boca hielt schon 1979 in seiner Monographie Gli italiani in africa orientale fest, dass der Konflikt unter dem Oberkommandierenden Pietro Badoglio außer Rand und Band geriet und in der Folge Züge eines „Vernichtungskrieges“ annahm. In ähnlicher Weise folgt Hans Woller (2010) der Interpretation des französischen Historikers Pierre Milza (2000), dem zufolge das faschistische Italien nach dem Kommandowechsel zu Badoglio am Horn von Afrika einen regelrechten „Terror- und Vernichtungskrieg“ geführt habe. Begründet sieht Woller diese Einordnung dadurch, dass im Abessinienkrieg viele jener brutalen Praktiken vorweggenommen wurden, die dann im Zweiten Weltkrieg zur vollen Entfaltung gelangten. Es habe sich beim Abessinienkrieg um den blutigsten militärischen Konflikt der Zwischenkriegszeit gehandelt. Auch Brian R. Sullivan (1993) sieht den Abessinienkrieg angesichts der hohen Opferzahlen als ein von Italien angerichtetes „Massaker“, und „mit der möglichen Ausnahme des Algerienkrieges [...] der blutigste, der jemals in Afrika dokumentiert wurde“. Laut Sullivan dienten die italienischen Verbrechen dazu, „die äthiopische Bevölkerung zu versklaven und deren Land in ein zweites Südafrika umzuwandeln“. Aram Mattioli (2005) gesteht zwar einerseits zu, dass „der größte koloniale Eroberungskrieg der Geschichte“ der Begründung einer kurzlebigen italienischen Kolonialherrschaft über Äthiopien diente. Dennoch dürften ihm zufolge die Ereignisse am Horn von Afrika „nicht allein in kolonialen Kategorien“ gedeutet werden. Auf den ersten Blick ein verspätetes Kolonialunternehmen in der langen Geschichte der europäischen Expansion, habe es sich tatsächlich um einen mit ausgeklügelter Logistik, immensem Aufwand und modernster Technologie geführten „Angriffs- und Eroberungskrieg“ gehandelt. Zusammen mit dem italienischen Historiker Nicola Labanca geht Mattioli davon aus, dass sich der Abessinienkrieg nicht mehr im Rahmen einer kolonialen Eroberung fassen lasse, sondern als „faschistischer Krieg“ gedeutet werden müsse.
Auch für Alan R. Kramer (2007 und 2019) und Sven Reichardt (2017) markiert der Abessinienkrieg den Beginn und Durchbruch der „faschistischen Kriegsführung“ (fascist warfare). Diese ultranationalistisch motivierte Kriegsform mit „eliminatorischer und genozidialer Tendenz“  zeichne sich neben besonderer Brutalität durch ihre Schnelligkeit aus, richte sich umfassend auch gegen die Zivilbevölkerung und verkläre den Luftkrieg. Auch habe der italienische Faschismus für die Eroberung neuen „Lebensraums“ (spazio vitale) gekämpft und erstmals koloniale und faschistische Kriegsführung explizit miteinander verbunden. Ähnlich beurteilt auch Mattioli (2006) den Konflikt als „ersten Großkrieg, den eine faschistische Macht […] zur Gewinnung neuen ‚Lebensraums‘ […] und zur Durchsetzung eines imperialen Großraumprojektes führte“. Laut Mattioli bildet der Abessinienkrieg in globaler Perspektive die „Brücke“ zwischen den Kolonialkriegen des imperialistischen Zeitalters und Hitlers Lebensraumkrieg: „Was Mussolinis Legionäre in Ostafrika erprobten, setzten Hitlers Weltanschauungssoldaten im Osten Europas ein paar Jahre später mit radikalisierter ideologischer Energie, effizienterer Organisation und mit technologisch noch einmal potenzierten Gewaltmitteln im großen Stile um.“ In der Konsequenz wird der Abessinienkrieg von Mattioli, Wolfgang Schieder und einigen weiteren Historikern auch als der „erste faschistische Vernichtungskrieg“ eingeordnet. Nicola Labanca (2010) lehnt die Begriffe Vernichtungskrieg und totaler Krieg für die Hauptkriegsphase von 1935/36 ab, sieht aber einzelne derartige Episoden während der italienischen Repression gegen den äthiopischen Widerstand von 1936 bis 1941. Laut Michael Thöndl (2007) wird die Intensität der italienischen Kriegsführung und Besatzung auch in Zukunft kontrovers beurteilt werden. Als bisheriges Fazit hält er jedoch fest:
„[…] dass die kurze Herrschaft in Abessinien wohl jene Phase in der Geschichte des italienischen Faschismus bis 1943 gewesen ist, in der er dem Totalitarismus und damit auch der späteren nationalsozialistischen Besatzungsherrschaft in Ost- und Südosteuropa am nächsten gekommen ist.“

### Genozid-Debatte und „Ethnische Säuberung“

Abzeichen der faschistischen Partei (1926–1943), deren Politiker in Äthiopien laut Historikern eine Politik des „Soziozids“ und der „ethnischen Säuberung“ verfolgten.

Anders als von Kaiser Haile Selassie I. in seiner berühmten Rede vor dem Völkerbund in Genf behauptet wurde, weisen bisher keine gefundenen Archivdokumente darauf hin, dass das faschistische Italien aus rassistischen Gründen einen Genozid an der äthiopischen Bevölkerung verüben wollte. Dennoch herrscht unter Historikern kein Konsens in der Frage, ob die Ereignisse im überfallenen und besetzten Abessinien von 1935 bis 1941 den Tatbestand des Völkermords erfüllten oder nicht. Während einige Forscher wie Angelo Del Boca und Pierre Milza die Frage unmissverständlich bejahen, sind andere Fachvertreter zurückhaltender in der Wertung. So ist der Turiner Historiker Nicola Tranfaglia der Meinung, dass die italienischen Verbrechen „nahe an Völkermord heranreichen“, Jost Dülffer (1998) spricht der italienischen Vorgangsweise in Ostafrika „Züge eines rassistischen Ausrottungskrieges“ zu, und auch laut Roman Herzog (2016) trug die italienische „Vernichtungspolitik“ in Äthiopien einen „genozidialen Charakter“.
Laut Aram Mattioli (2005) hänge die Beantwortung der Frage letztlich davon ab, wie Genozid definiert wird. Bei einer engen Auslegung der UN-Völkermordkonvention vom 9. Dezember 1948 fielen die italienischen Gewalttaten in Äthiopien kaum darunter, weil diese nicht in der klar erkennbaren Absicht begangen wurden, „eine nationale, ethnische, rassische oder religiöse Gruppe als solche ganz oder teilweise zu vernichten“. Bei dieser Einschätzung ist lediglich der belegbare Vorsatz und das Moment der systematischen Vorausplanung entscheidend. Weder Mussolini noch seine Generäle hätten ein Äthiopien ohne die Äthiopier geplant oder einen systematischen Genozid an der schwarzen Bevölkerung als ganzer angeordnet. In der vom faschistischen Italien betriebenen systematischen Ermordung von Mitgliedern bestimmter sozialer Gruppen oder Gesellschaftsschichten sieht Mattioli (2006) jedoch den „Tatbestand des Soziozids“ erfüllt. In ähnlicher Weise spricht der Soziologe Michael Mann (2005) aufgrund der gezielten Beseitigung der intellektuellen, geistigen und politischen Eliten Äthiopiens von einem durch Italien verübten „Politozid“, und lehnt den Begriff „Völkermord“ ab. Dem italienischen Historiker Matteo Dominioni (2008) zufolge könne man zumindest bezogen auf die italienische Vernichtungspolitik gegenüber der Volksgruppe der Amharen, wie sie von März bis Mai 1937 in Zentraläthiopien praktiziert wurde, von Völkermord sprechen.
Michael Mann (2005) und Roman Herzog (2016) klassifizieren außerdem die Kolonialpolitik des Mussolini-Regimes in Italienisch-Ostafrika als eine Politik der „ethnischen Säuberung“, die im Zusammenhang mit der faschistischen Lebensraum-Politik (spazio vitale) stand. So schreibt Mann:
„In Afrika betrieben die italienischen Faschisten die mörderische ethnische Säuberung [...]. Mussolinis libysche und äthiopische Kolonialunternehmen führten zu Massenmorden, weil für die Ansiedlung einer großen Zahl von Italienern in Afrika das Land von den Eingeborenen gesäubert werden musste. [...] Mit diesem Vorgehen verband sich jedoch tatsächlich noch eine [...] wohlüberlegt auf Säuberung zielende Absicht: Es sollte Platz geschaffen werden für die geplante Ansiedlung von einer Million Italienern.“

### Periodisierung des Krieges
Die Faschisten rühmten sich, Äthiopien in sieben Monaten, also zwischen Oktober 1935 und Mai 1936, erobert zu haben, und sprachen konsequent vom „Krieg der sieben Monate“ (La guerra dei sette mesi). Diese Selbstinterpretation prägte noch über Jahrzehnte nach Kriegsende die Sichtweise auf den Konflikt. Auch die Forschung hat sich lange Zeit fast ausschließlich mit dem Zeitraum von 1935/36 sowie dem Ende des Konfliktes während des Zweiten Weltkrieges 1941 beschäftigt. Neuere Studien periodisieren den Konflikt hingegen zunehmend auf die gesamte Zeit von Oktober 1935 bis November 1941, also auf sechs Jahre und zwei Monate. Argumentiert wird dabei insbesondere damit, dass der äthiopische Widerstand auch nach dem Fall der Hauptstadt nicht zusammenbrach und die Italiener nie das ganze Land kontrollierten. In der deutschsprachigen Forschung schloss sich zunächst Aram Mattioli (2005) mit seiner Studie der Datierung 1935–1941 an, ein Jahr später wurde sie im Rahmen eines Sammelbandes auch von weiteren Forschern wie Giulia Brogini Künzi, Petra Terhoeven, Gabriele Schneider, Rainer Baudendistel, Gerald Steinbacher und Wolfgang Schieder übernommen.
Nach Angelo Del Boca und Alberto Sbacchi folgte auch Matteo Dominioni, der in seiner 2008 erschienenen Monographie neben der Kriegsphase von 1935/36 vier weitere Phasen des Abessinienkrieges unterscheidet:
1. den „nationalen Krieg“ (la guerra nazionale) von 1936 bis 1937 unter Graziani, der gnadenlos mit allen zur Verfügung stehenden Ressourcen geführt wurde,
2. den „Besatzungskrieg“ (la guerra di occupazione)  von 1937 bis 1939, der von den gewaltsamen Unterdrückungsmaßnahmen Cavalleros geprägt war,
3. den „Kolonialkrieg“ (la guerra coloniale) von 1939 bis 1940 unter Amedeo von Aosta, der weniger blutig und offen für politische Vermittlung war,
4. den „Weltkrieg“ (la guerra mondiale) von 1940 bis 1941, der durch den internationalen Kontext bestimmt war.[244]

Auch Nicola Labanca, der noch 2012 in seiner Monographie zur Eroberung Libyens den Abessinienkrieg traditionell auf die Jahre 1935/36 beschränkt hatte, dehnte die Datierung in seiner 2015 zum Abessinienkrieg erschienenen Monographie auf die Jahre 1935 bis 1941 aus, die nun auch den Guerillakrieg sowie die Internationalisierung des Krieges im Rahmen des Ostafrikafeldzuges umfasst. Von Seiten der deutschsprachigen Forschung wurde 2006 ein Sammelband herausgegeben, in dem der Abessinienkrieg ebenfalls auf die Zeit von 1935 bis 1941 datiert wird.
In diesem Zusammenhang besteht auch eine Diskussion um die „richtige“ Periodisierung des Zweiten Weltkrieges. Laut Gerhard L. Weinberg gehörten die Mandschurei-Krise und der Zweite Japanisch-Chinesische Krieg von 1931 und 1937 sowie der Abessinienkrieg ab 1935 ihrer Brutalität wegen zu den „Vorläufern“ des Zweiten Weltkrieges. Dieser begann nach den Interpretationen Weinbergs und der traditionellen westlichen Geschichtsauffassung jedoch erst im Jahr 1939 mit dem Angriff Deutschlands auf Polen. Forscher wie Richard Pankhurst sowie die meisten äthiopischen Historiker betrachten hingegen den Abessinienkrieg in Afrika als den eigentlichen Beginn des Zweiten Weltkrieges. In der äthiopischen Historiographie wird die Bedeutung des Grenzzwischenfalls beim Dorf Ual-Ual für die Eröffnung der Feindseligkeit betont als der eigentliche Kriegsbeginn angesehen. Berhanu Denqe, zunächst Hofgeschichtsschreiber, bevor er sich als äthiopischer Botschafter in den USA einen Namen machte, gab seinem Werk über den Abessinienkrieg den bezeichnenden Titel KaWalwal eska Maychew („Von Ual-Ual bis May Ceu“). Auch der Populärhistoriker Pawolos Noñño räumt in seinem reich illustrierten Buch (YaItyopyana YaItalya Torenat, Addis Abeba 1980) der Frühphase des Krieges viel Platz ein. Noch einen Schritt weiter geht der Historiker Zawde Hayla-Maryam (1991). Dieser sieht in Ual-Ual nicht nur den Auftakt zum Abessinienkrieg, sondern den Beginn des Zweiten Weltkriegs.

## Filmdokumentationen
- Fascist Legacy, UK (BBC) 1989, 2×50 Minuten, Regie: Ken Kirby; Historische Berater: Michael Palumbo (Ausschnitt Online auf Youtube)
- Inconscio italiano (2011), Dokumentarfilm von Luca Guadagnino, mit Interviews von Angelo Del Boca, Lucia Ceci (* 1967), Iain Chambers, Michela Fusaschi, Alberto Burgio (* 1955) und Ida Dominijanni (* 1954).[249]
- If I Only Were That Warrior (2015), Dokumentarfilm von Valerio Ciriaci.